# Ancône
Pour les articles homonymes, voir Ancône (homonymie).
Ancône (en italien : Ancona) est une ville d'environ 98 972 habitants, capitale des Marches et chef-lieu de la province d'Ancône en Italie.
Ancienne ville fortifiée d'Italie centrale au riche passé gréco-romain et religieux médiéval, Ancône est une ville d’art, une station balnéaire et possède un port très actif sur la mer Adriatique.
Ses activités sont essentiellement liées aux activités portuaires et de constructions navales, à la pêche, à l'agriculture intensive et à l'artisanat diversifié de son arrière-pays.

## Toponymie
Le toponyme Ancône s'explique par la légère modification du grec Αγκων (Agkon prononcé par un latin Ankôn) qui signifie « la courbe, le coude, la courbure, l'inflexion ».
Les linguistes y remarquent l'étymon indo-européen ang(k) au sens de « coude, courbe, courbure mécanique d'une articulation ». Ce terme fait référence à la forme du promontoire sur lequel s'élève la ville : triangulaire, comme un coude, avec la cathédrale sur la colline qui correspond au sommet nord. Par son origine grecque, la cité a gagné le surnom de cité dorique.

## Géographie et géologie
La ville se situe sur la côte adriatique à 360 km au sud-est de Venise, à 210 km au nord-est de Rome.
Elle bénéficie d'hivers cléments grâce à un climat d'abri tempéré par l'inertie thermique de l'Adriatique, au contraire des contrées au nord-ouest des Marches subissant de plein fouet les rigueurs hivernales de la Bora ou de l'Apennin central.
Le port se trouve à l’est de la ville et a été protégé à l’origine par le promontoire nord, en forme de coude.

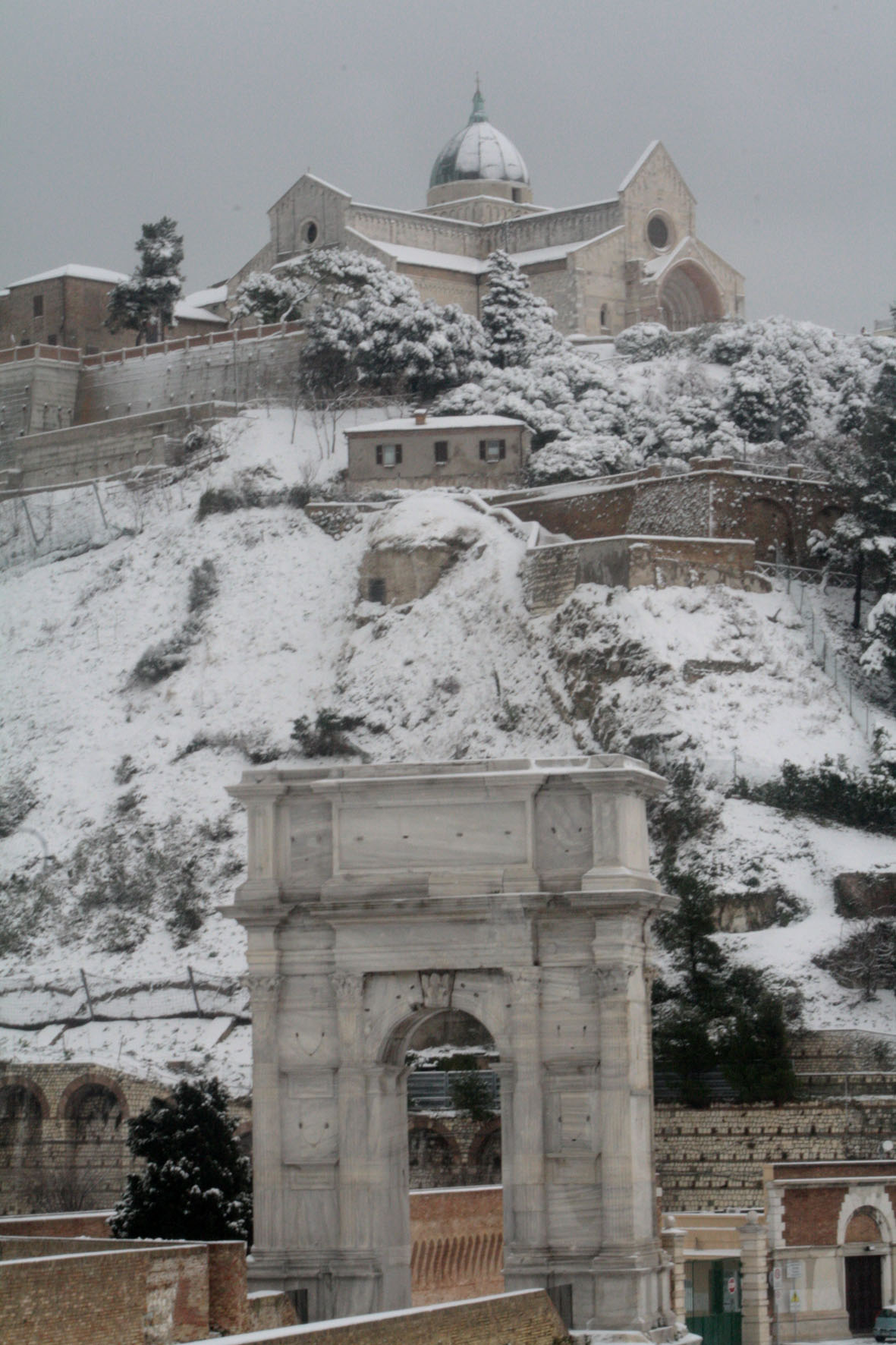
L’arc Trajan et l’Église saint Cyriaque sous la neige

Le port de pêche est toujours actif, à l'instar des autres ports adriatiques des Marches tels que Civitanova Marche, San Benedetto del Tronto au sud et Fano au nord. Il se trouve dans un site naturel abrité par le promontoire du mont Conero. Il est opportunément placé dans la courbure entre deux extrémités du mont Conero en forme de promontoires s'avançant vers la mer :
- le mont Astagno qui occupe la citadelle, ancienne place militaire ;
- le mont Guasco sur lequel s'élève la cathédrale (150 m). Celle-ci (le dôme), dédiée à saint Cyriaque de Jérusalem, est censée occuper le site d'un temple de Vénus ; cette dernière est mentionnée par Catulle (poésie XXXVI) et Juvénal (Satire IV, 37-52) comme la divinité titulaire de l'endroit dont le temple domine le site.

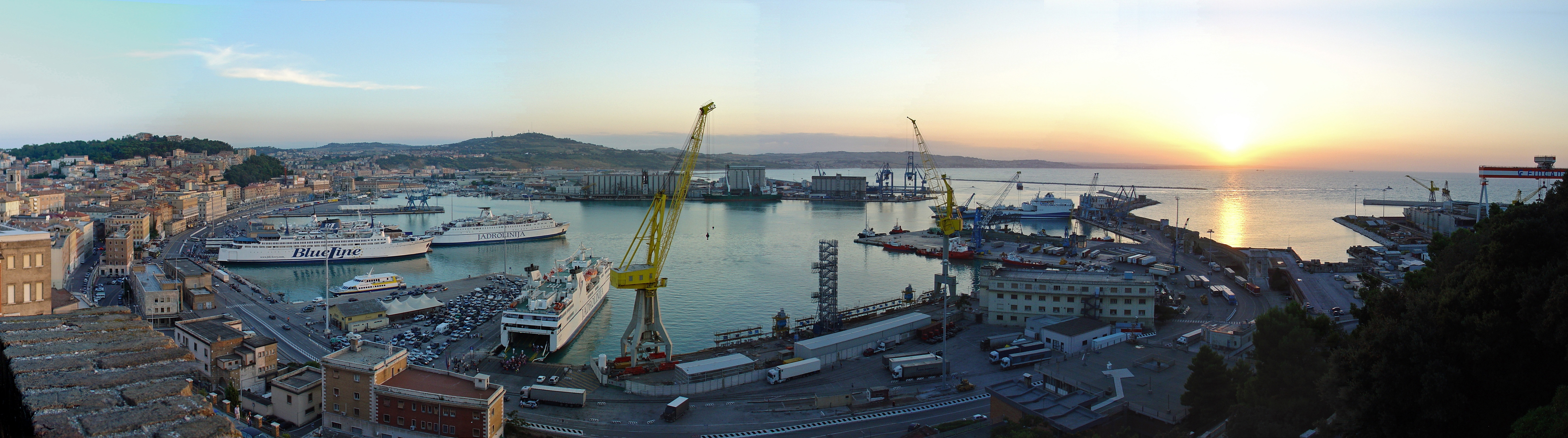
Port d'Ancône

L'activité économique la plus ancienne, celle du marché urbain, rappelle les deux lieux majeurs et opposés par ses jours d'ouverture, mardi et vendredi. Mardi ou Mars dies est le jour consacré à la divinité de la guerre et des armes Mars, vendredi ou Veneris dies le jour de la déesse de l'Amour Vénus.

## Histoire
Ancône est une ville marchande et portuaire à la fois en harmonie avec son arrière-pays rural et parfois paradoxalement émancipée de par son appartenance à un autre horizon maritime.

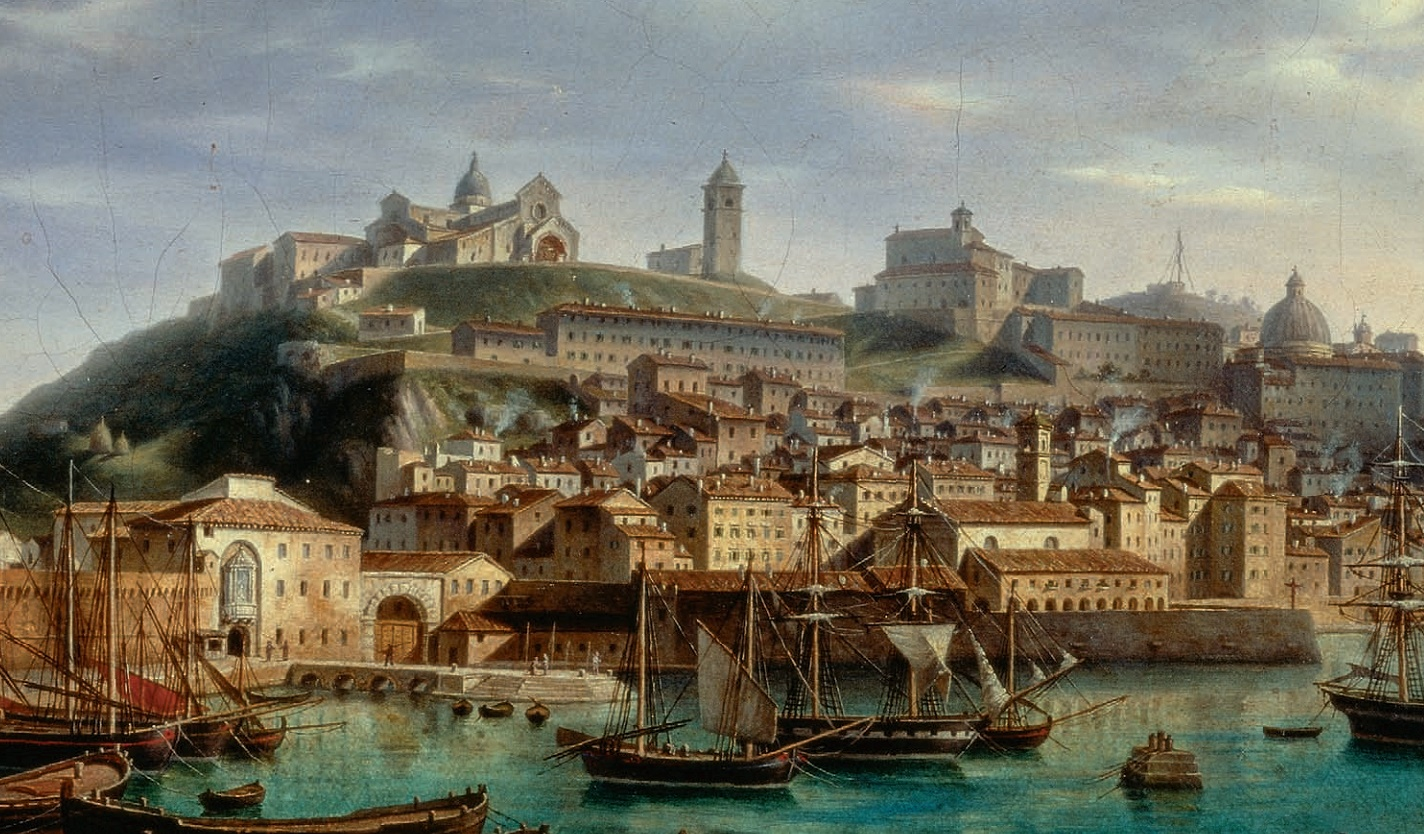
Vue du Port d’Ancône de Barnaba Mariotti, pinacothèque Podesti d’Ancône, 1850

### Antiquité

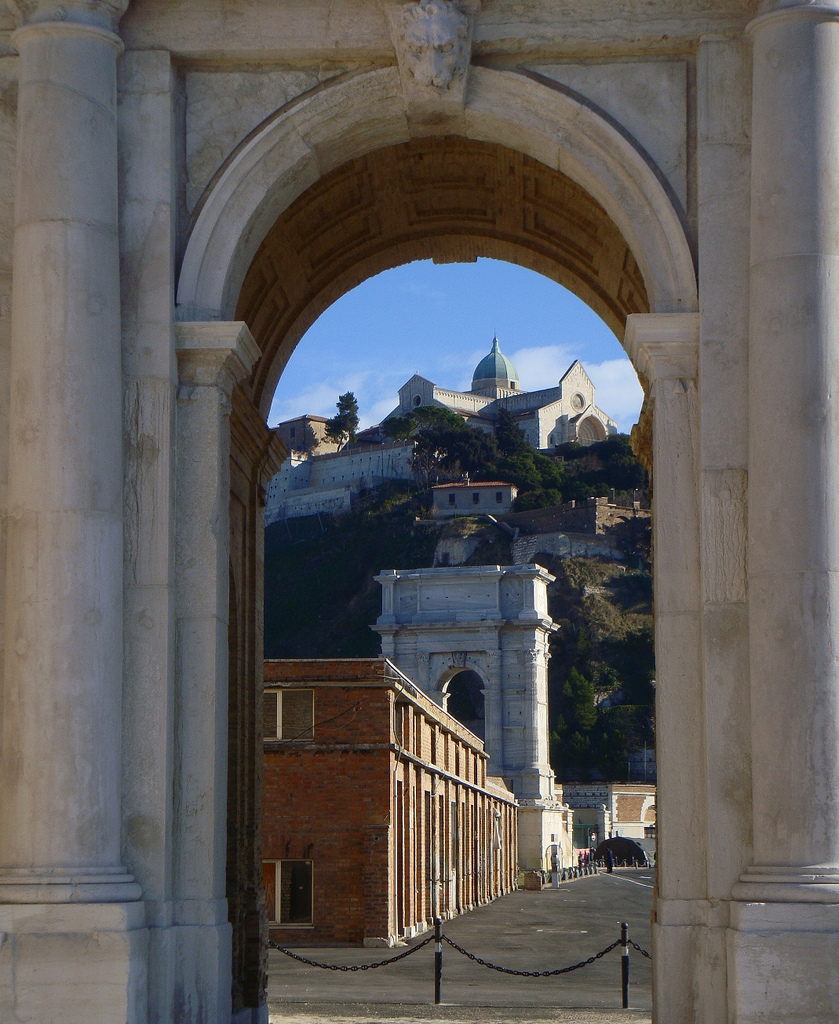
L'Arc de Trajan en contrebas de la Cathédrale san Ciriaco (XIIe siècle) vus à travers l'Arc Clémentin (XVIIIe siècle).

Ancône est une colonie grecque fondée par Denys l'Ancien vers 390 av. J.-C. provenant de Syracuse, elle-même fille de Corinthe. Les exilés corinthiens ont donné le nom d'Ankòn (Ἀγκών) à la polis (cité) construite de leurs mains, probablement avec le puissant renfort en 380 av. J.-C. des proscrits politiques de Syracuse après l'instauration définitive de la tyrannie dionysienne.
Les marchands en liaison commerciale avec Corinthe et ses filles Sélinonte et Syracuse ont établi ici une fabrique de pourpre de Tyr (Sil. Ital. viii. 438).
La cité fortifiée est prise par Rome en l'an 268 av. J.-C. Elle est entourée du Picenum, territoire antique correspondant à la marche d'Ancône, qui, par sa résistance farouche à Rome en Italie centrale, a détourné la via Flaminia vers le nord à Fanum Fortunae devenu Fano, et la Via Valeria vers le sud à Corfium.
Le doute subsiste sur la date à laquelle Ancône est devenue colonie romaine. Elle a été occupée comme base navale pendant la guerre d’Istrie de 178 av. J.-C. (Tite-Live, Histoire romaine, Livre XLI, 1). Jules César en a pris possession immédiatement après sa traversée du Rubicon en 49 av. J.-C.
À l'époque romaine, la cité portuaire a continué à imprimer sa propre monnaie avec l’effigie du bras courbé portant un rameau et une tête d’Aphrodite sur la face pile. Elle a continué à utiliser la langue hellénique, le grec ancien au sein de l'Empire. La cité connaît une prospérité croissante et s'affirme en incontestable étape commerciale vers l'Orient et l'Illyrie.
Son port est d’une importance considérable à l’époque impériale du fait de sa proximité avec la Dalmatie : il a été agrandi par l'empereur Trajan, qui a construit son quai nord, son architecte étant Apollodore de Damas. À son entrée s’élève l’arc de triomphe, arc de Trajan ou arco di Traiano en marbre avec une seule arche et sans bas-reliefs érigé en 115 par le sénat et le peuple.

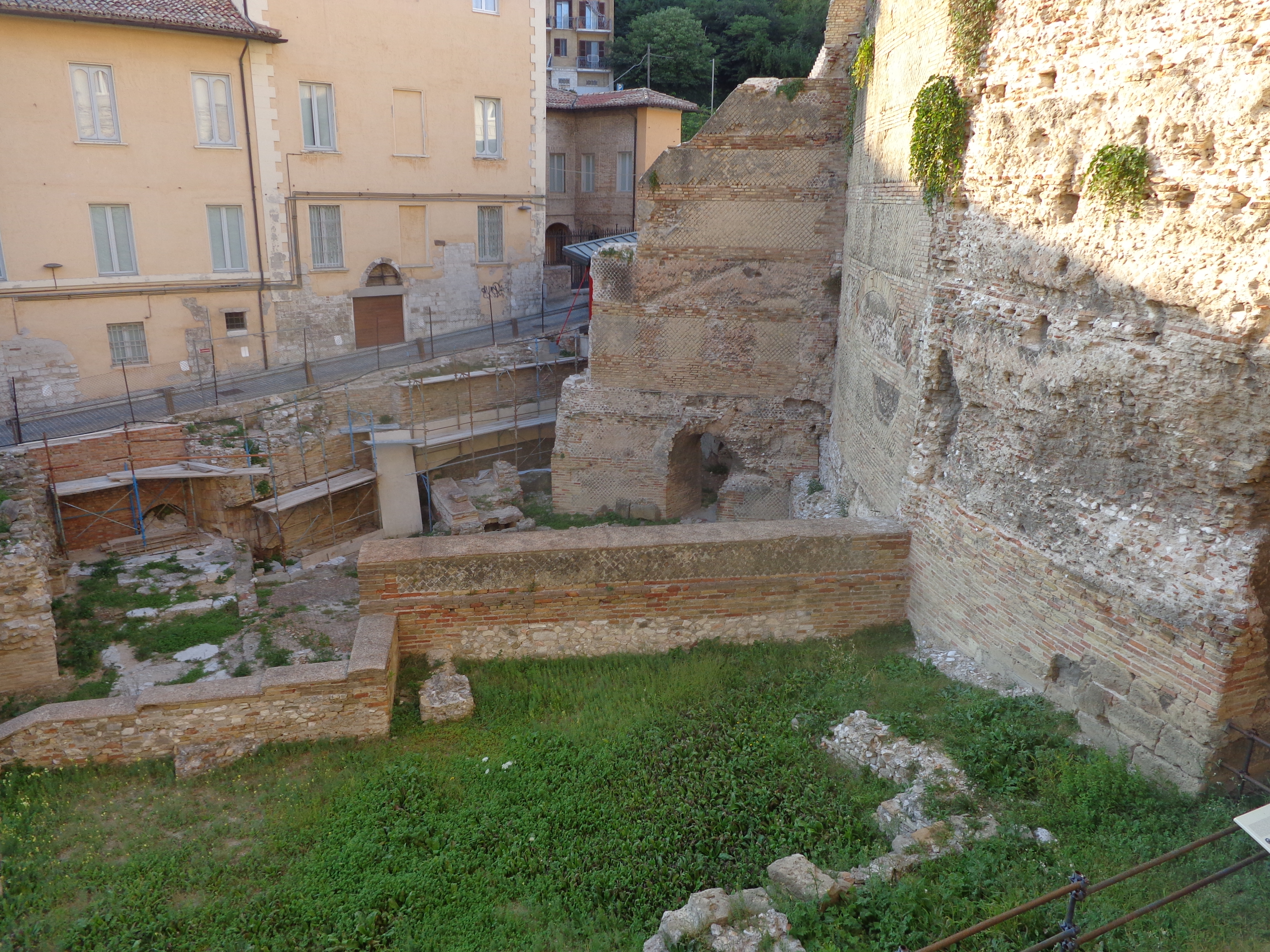
Ruines de l’amphithéâtre romain sur les hauteurs de la ville.
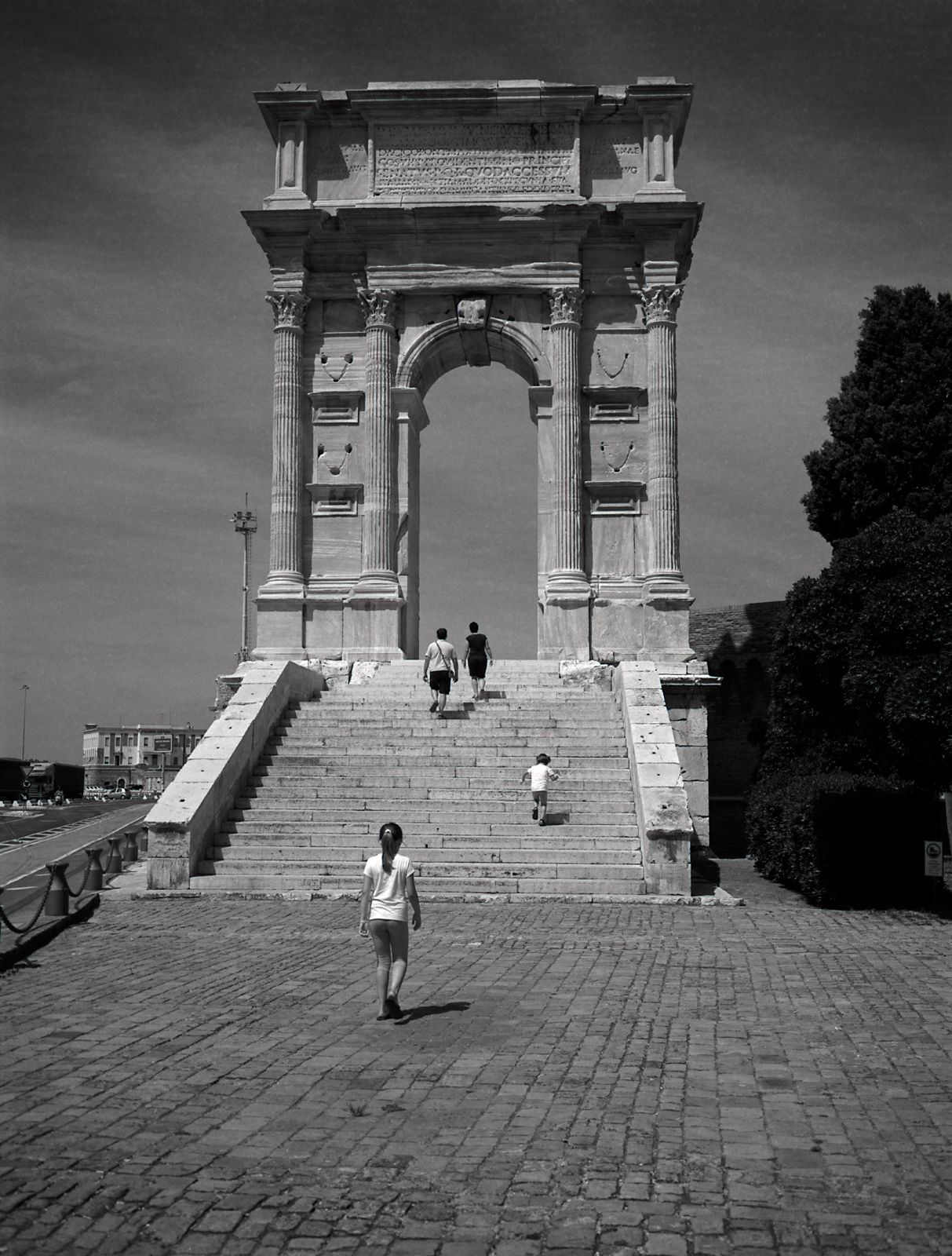
Arc de Trajan (IIe siècle apr. J.-C.).
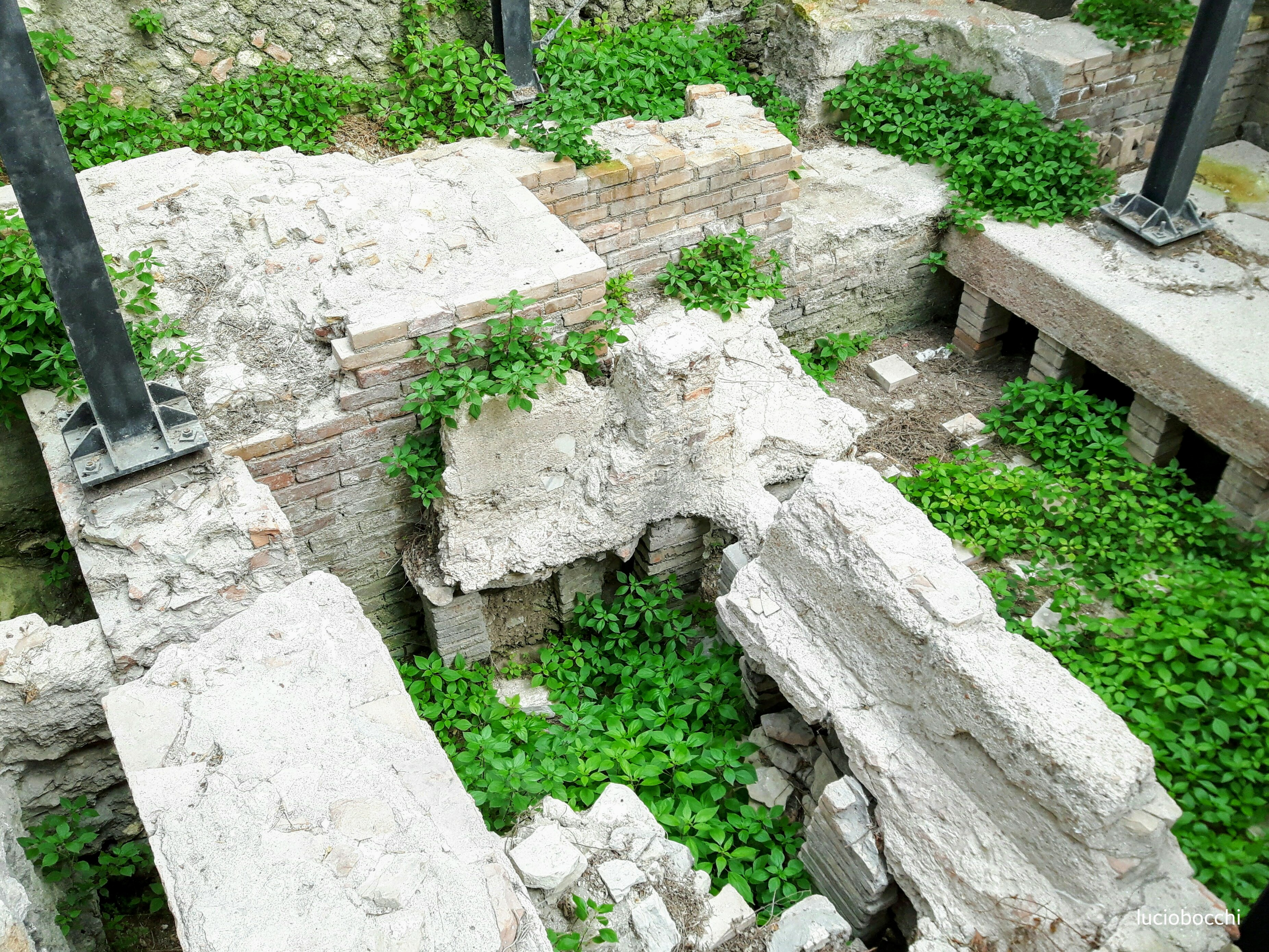
Site thermal (avec suspensurae, tubuli et praefurnium) de l'aire archéologique de Porto Traianeo.
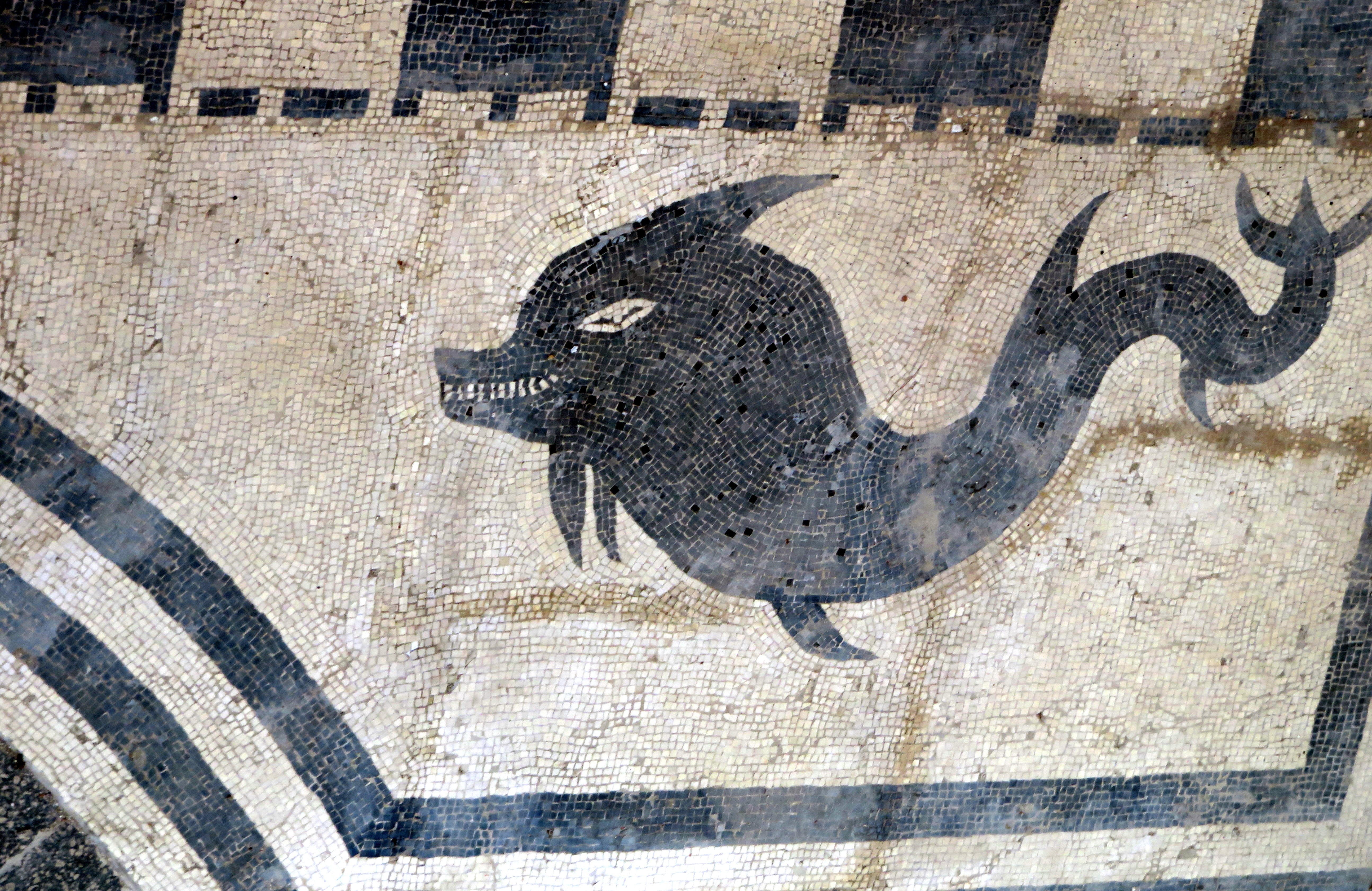
Mosaïque de l'Amphithéâtre romain.
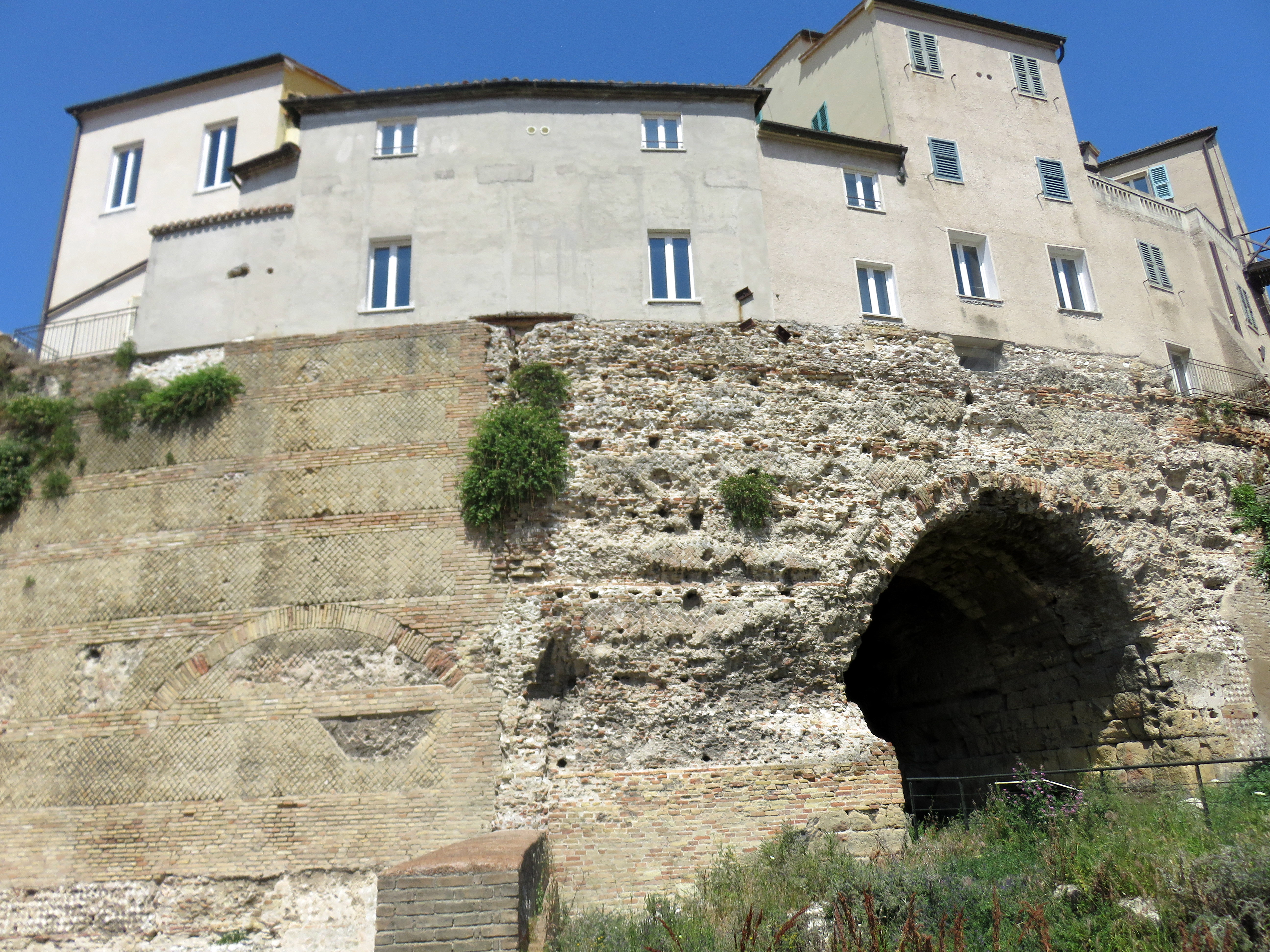
Porta Pompae du site de l'Amphithéâtre.

### Antiquité tardive
La christianisation de cette Cité active est précoce. Le premier évêché au IVe siècle est placé sous le patronage de Cyriaque de Jérusalem ou Ciriace ou Kyriakos ou Quiriacus, jeune chrétien d'origine juive du nom de Judah ben Siméon ben Zachée, rabbin à Jérusalem et arrière-petit-neveu de Jésus. Selon une légende paleo-chrétienne, il accompagne Hélène, mère de Constantin Ier, à Jérusalem en 326, et après quelques jours de tortures, lui est révélé le lieu d'enfouissement de la Sainte-Croix. Devenu évêque de Jérusalem par la grâce impériale, saint Cyriaque aurait à nouveau subi le martyre pour sa nouvelle religion sous l'empereur Julien. Il est fêté le 4 mai par l'église archiépiscopale d'Ancône qui possède ses reliques transportées en 418 par l'impératrice Galla Placidia de Palestine dans l'église Saint-Étienne d'Ancône, puis déplacées en 1097 en l'église San Lorenzo, sur la colline Guasco, qui depuis cette époque est consacrée à Saint-Cyriaque devenu saint patron de la ville d'Ancône. On commémore son martyre le 4 mai, où se perpétue la distribution de bouquets de joncs bénis aux fidèles, le lendemain de la fête de la Sainte Croix.

### Moyen Âge
Après la chute de l'Empire romain, Ancône se soumet à l'hégémonie d'Odoacre, puis des Ostrogoths (493-553) qui les protègent malgré les dégradations de ses habitants appauvris. La reconquête romaine byzantine de l'Italie sous Justinien est d'une grande violence entre 532 et 552. La peste sévit ; les mercenaires de Bélisaire et de Narsès piétinent malgré leur supériorité technique. Après l'assaut d'Ancône, Justinien éradique ce qui lui semble le fruit du peuple goth pour imposer son ordre autoritaire. Ancône est une ville dévastée, sa population est exsangue, mais elle demeure un poste militaire et stratégique, membre de la Pentapole déterminante au sein de l'exarchat de Ravenne fondé par les Byzantins.

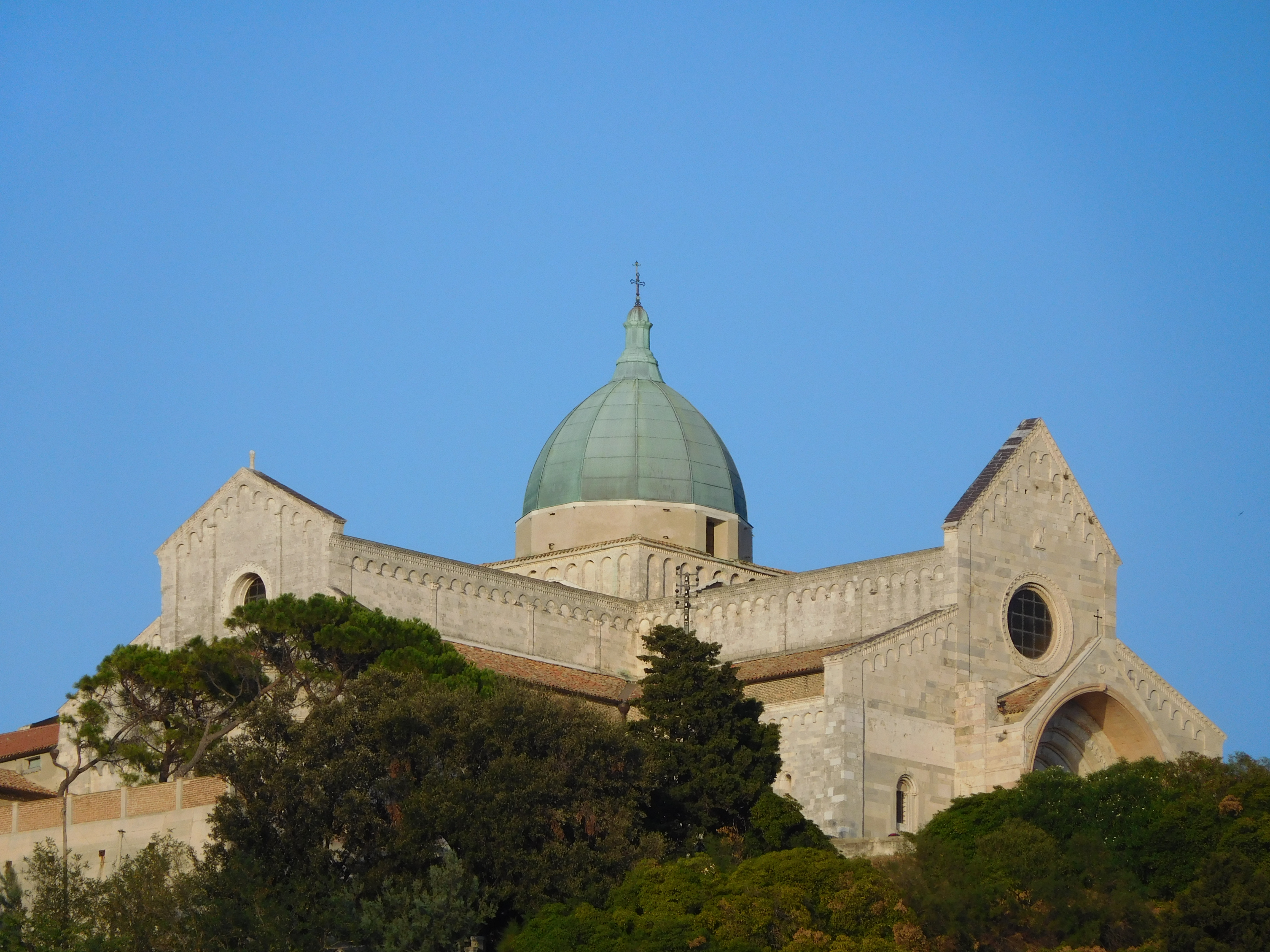
San Ciriaco

Thibert roi d'Austrasie, souhaitant revêtir comme son aïeul Clovis la chlamyde impériale, emmène son armée et ses alliés Lombards se battre au-delà des Alpes vers 540. Celui qui rêvait de pourpre est contraint de prendre parti dans une effroyable guerre opposant Grecs et Wisigoths. Alors qu'il apporte une aide chrétienne aux premiers, il n'est employé qu'en simple auxiliaire mercenaire et vilipendé en barbare. Tarifiant leurs services, les troupes austrasiennes passent dans le camp ostrogoth qui les accueille avec civilité et sait mieux défendre la civilisation. Restés après son départ, des mercenaires germaniques suivent le parti du plus payant.
De 568 à 572, les Lombards, migrant en masse sous la conduite du roi Alboïn, pourfendent avec brutalité les défenses militaires de l'Italie byzantine unifiée. Bénéficiant de la connaissance géographique de leurs parents mercenaires, ils occupent les zones de campagnes - prenant Pavie, exceptionnelle proie urbaine sans défense de par une muraille effondrée, pour en faire leur capitale. Les armées byzantines s'épuisent à conquérir les cités fortifiées réunies par un réseau de voies parfois fortifiées. Après un temps d'adaptation, les souverains lombards s'organisent pour mener des guerres de siège et se rendre favorables aux populations italiennes sous le joug militaire byzantin. En 592, concluant une campagne militaire aussi économe qu'efficace, Agilulf, roi des Lombards fait d'Ancône la capitale d'une marche homonyme. L'ancienne cité de la Pentapole au sein de l’exarchat de Ravenne redéploie ses activités commerciales libres et s'affirme durant le Moyen Âge comme une importante cité maritime et marchande.

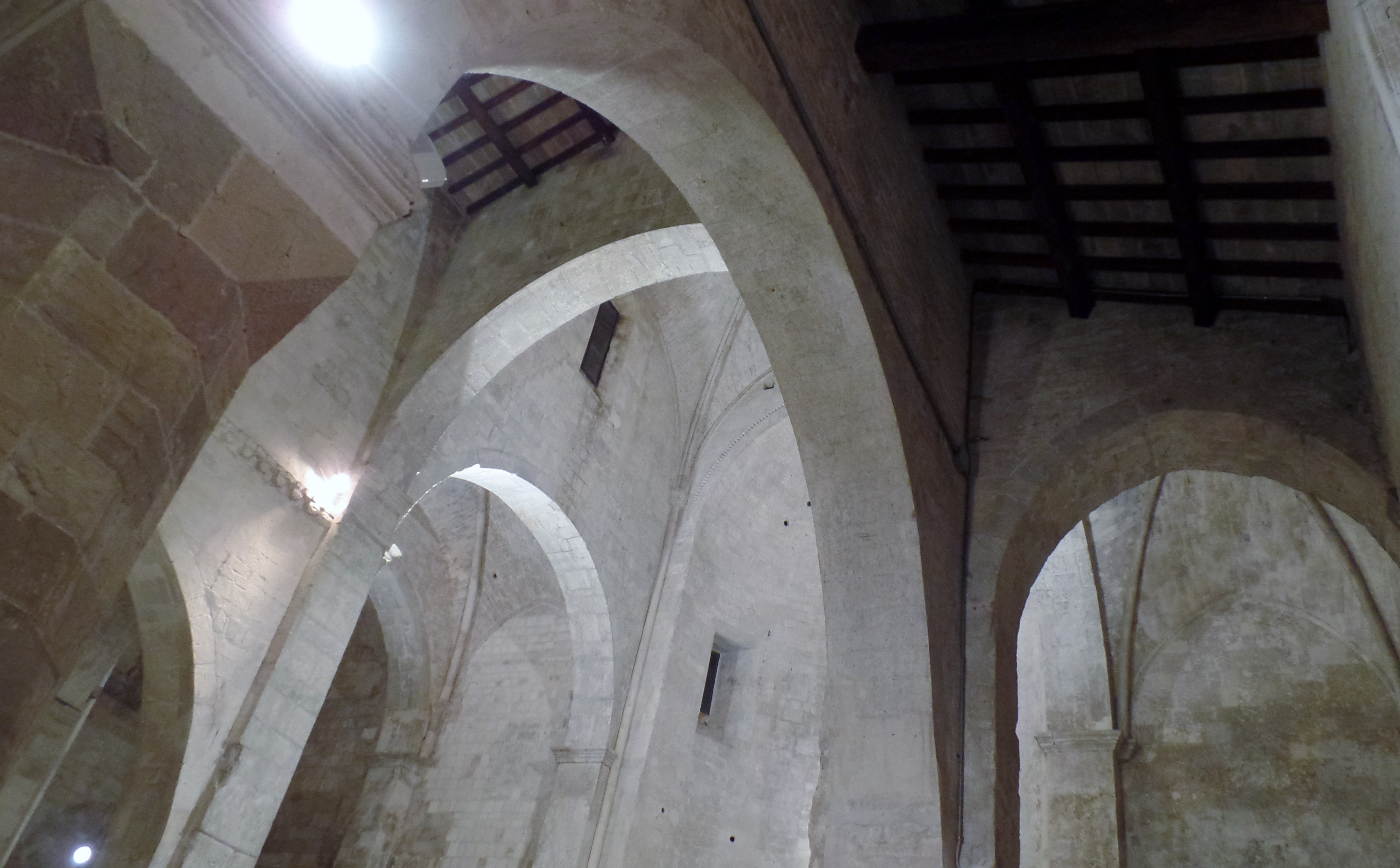
intérieur de sainte Marie de la Place

Ancône et la marche d'Ancône, dénomination préservée par la frontière entre le royaume franc des Lombards et les États pontificaux, est donnée avec l'exarchat au pape Étienne II par Pépin le Bref en 754. La ville est détruite par les Sarrasins en 848, mais se relève facilement sous l'égide des princes francs. Par son histoire lombarde puis francienne, Ancône et sa marche se rattachent au regnum Italiae, cette Italie allemande et prospère des villes, des communes et du grand commerce en phase avec l'Allemagne du Sud, surtout à son apogée au XIIIe siècle. Ce regnum, morcelé mais bien réel, d'Othon Ier, roi d'Italie en 952 jusqu'aux derniers feux du XVe siècle sous Fréderic III, comporte la Lombardie, la marche de Vérone au nord, le duché de Romagne, Spolète, la Tuscie avec Florence et Sienne. Il exclut Venise, le patrimoine de Saint-Pierre, et dans une certaine mesure le royaume de Sicile à l'exception de la période inaugurée par l'universalisme staufien. Mais cet espace marqué par la rénovation ottonienne est de manière précoce politiquement éclaté dès le XIe siècle. La bulle d'or de 1356, germe de la naissance réelle du Saint-Empire romain germanique de langue allemande, ouvre la voie vers une lente séparation.

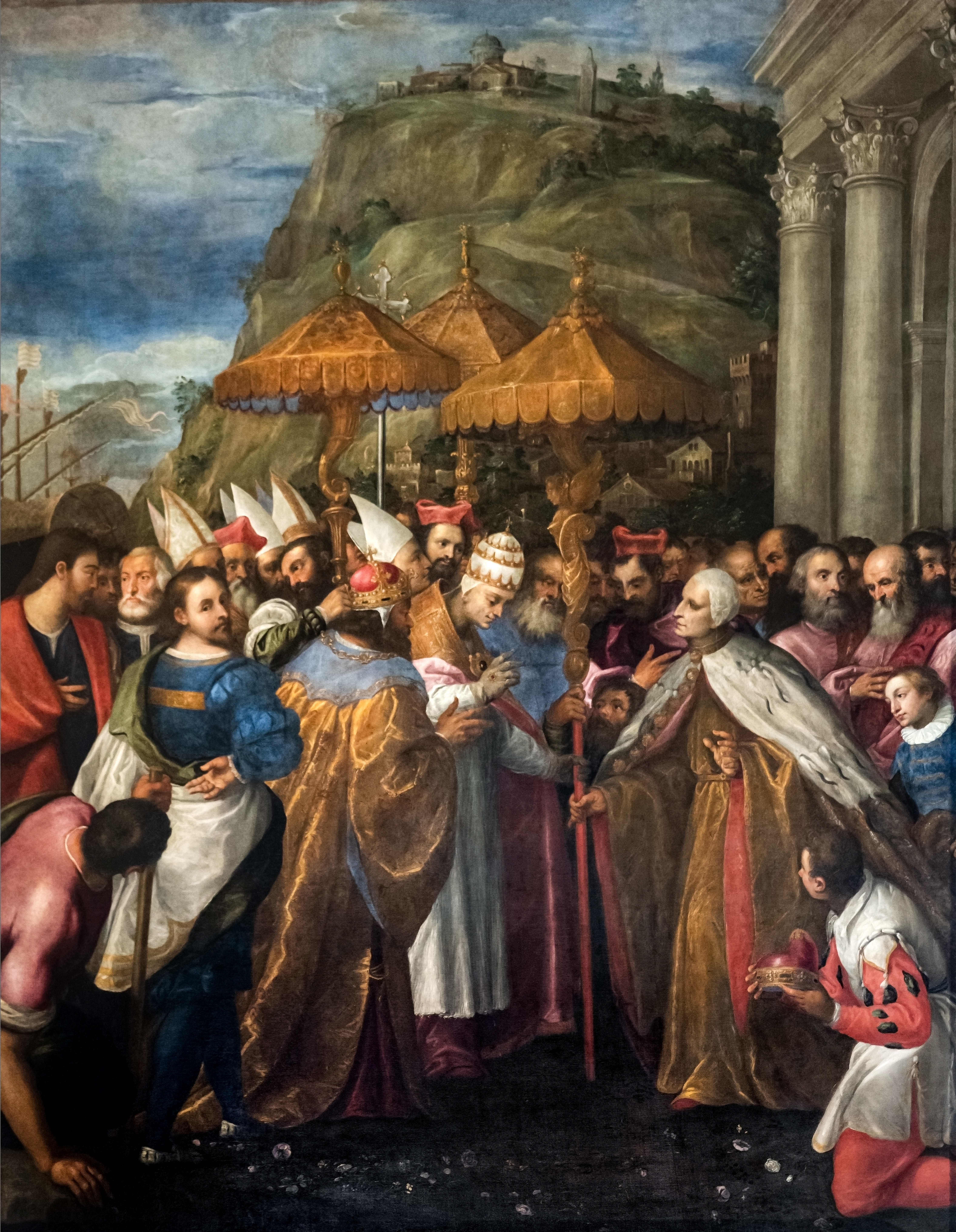
Le pape Alexandre III et l'empereur Frédéric Barberousse donnent à Ancône une ombrelle au Doge de Venise Ziani. Salle du grand conseil du palais des Doges de Venise

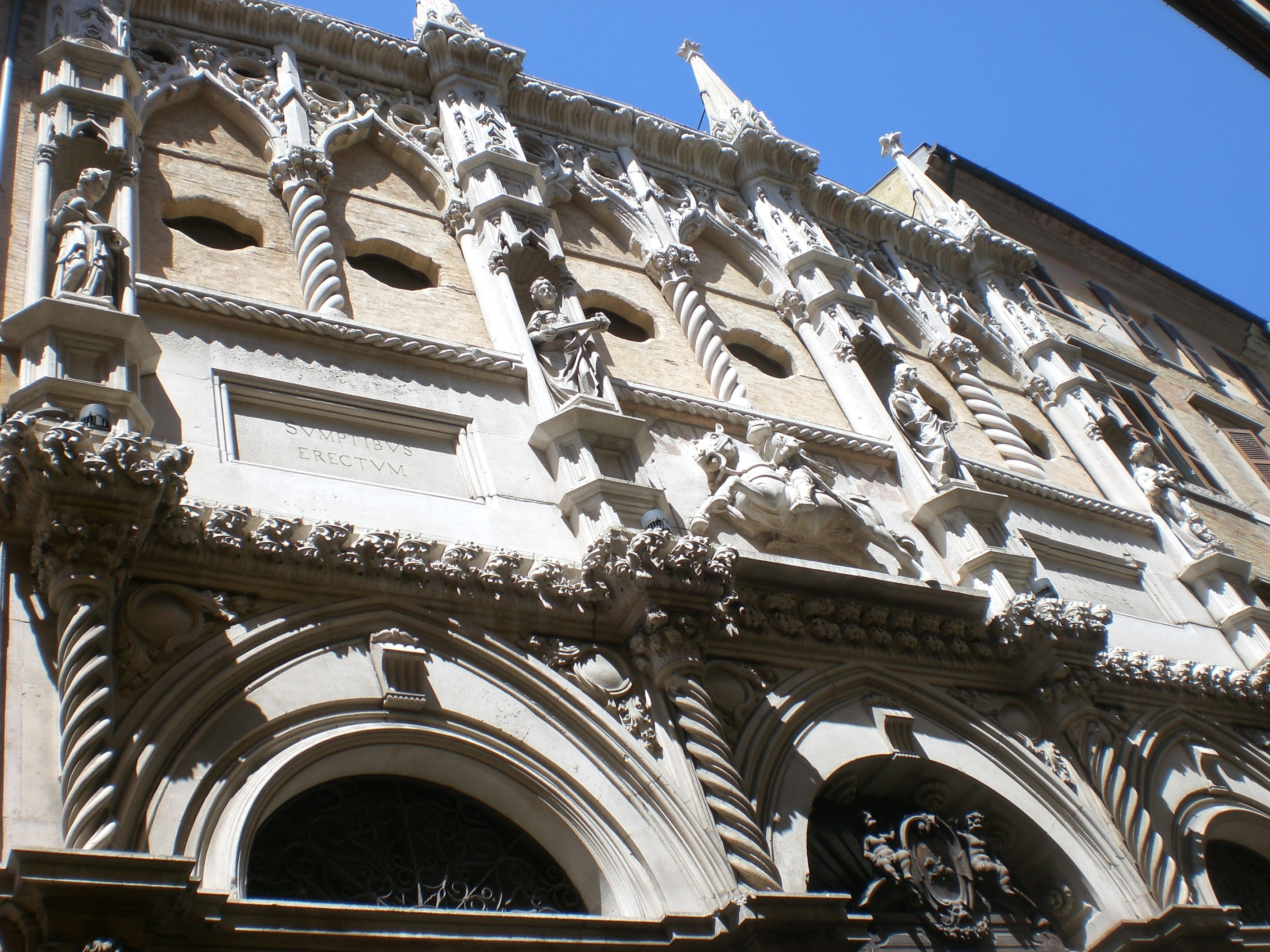
Loges des Marchands, XVe siècle

La république d'Ancône, république maritime importante, s'émancipe du marquisat d'Ancône et s'enrichit du commerce avec l'Orient, malgré la concurrence redoutable de Venise. Elle résiste au siège de Lothaire III en 1137, puis de Frédéric Barberousse en 1167 et de Venise en 1174. Ce dernier siège terrible dure du 1er avril à la mi-octobre. Les premiers sièges s'expliquent par la frustration de l'administration impériale de la marche de 1159 et 1290, privée de la capitale. La tutelle affirmée du Saint-Siège par la ville libre est un moyen commode pour la république anconitaine de garder sa liberté d'action.
Après le siège, Ancône est devenue un grand port adriatique ouvrant le voyage vers la Méditerranée orientale. En 1219, François d'Assise s'embarque pour l'Orient à Ancône. La cathédrale Saint-Cyriaque à coupole polygonale et les multiples petites églises témoignent de cette époque de foi chrétienne. La loge des marchands, construite au XIVe siècle dans un style gothique, rappelle le regain de l'activité économique au siècle suivant. La fête saint Cyriaque est l'occasion d'une grande foire marchande le 4 mai où se perpétue la distribution de bouquets de joncs bénis aux fidèles.
Dans la république d'Ancône, Cyriaque d'Ancône est né au XIVe siècle; il était humaniste et navigateur, parfois appelé le « père de l'archéologie », parce qu'il a consacré toute sa vie à une mission : sauver les antiquités, condamnées à disparaître.

### Époque moderne

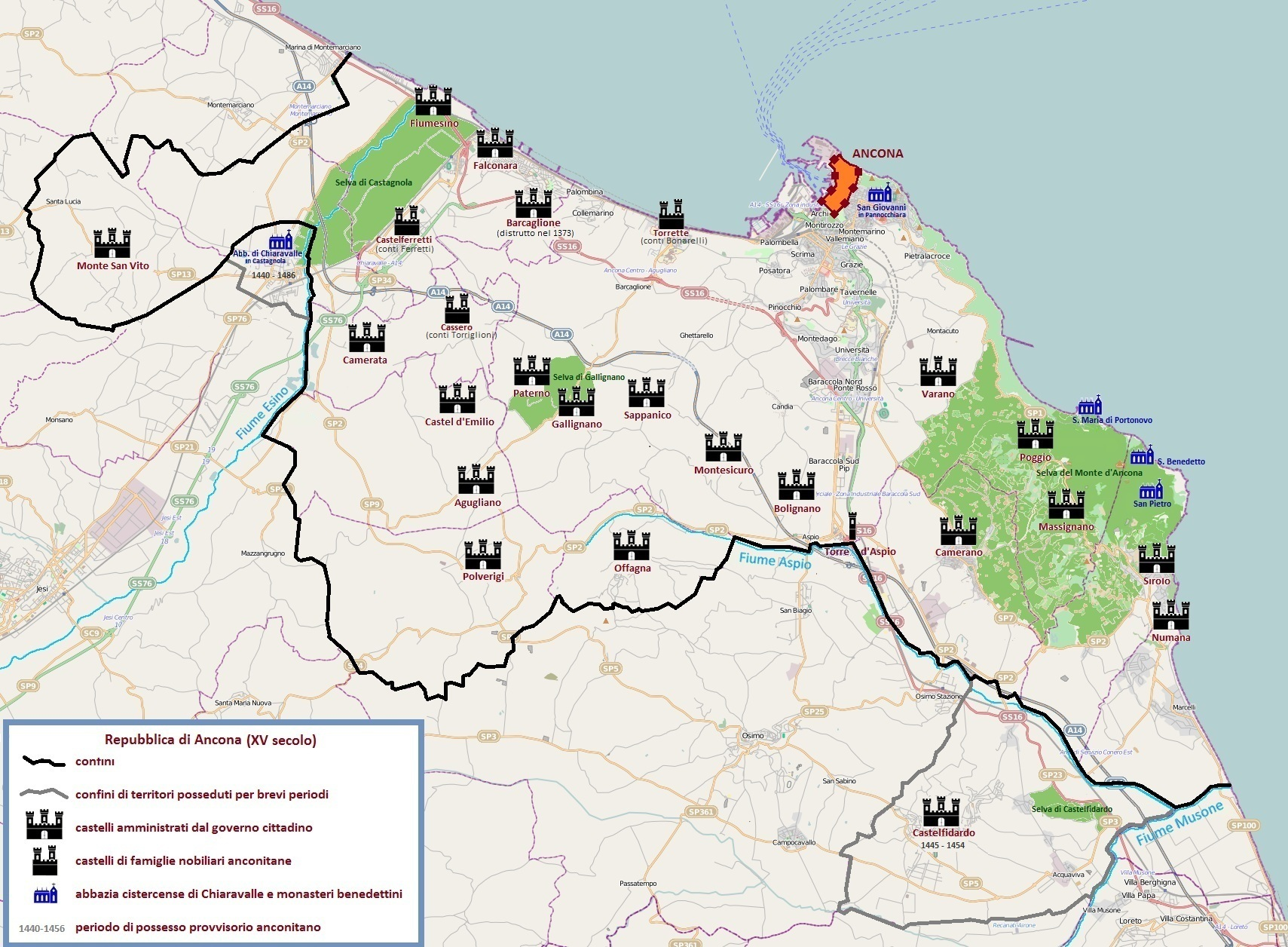
Les châteaux de la république d’Ancône au XVe siècle

En 1532, date de réussite d'une longue et dispendieuse politique papale d'accroissement de ses États, la ville annexée simplement par le pape perd son indépendance et est incorporée dans les propriétés des États pontificaux sous le pape Clément VII qui la déclare port franc. Après le boycott de la diaspora juive et la fuite de Juifs en réaction aux persécutions de leurs coreligionnaires ancônitains et la mise au bûcher de 25 d'entre eux par Paul IV en 1555, la ville vit au ralenti à côté du flamboiement vénitien.

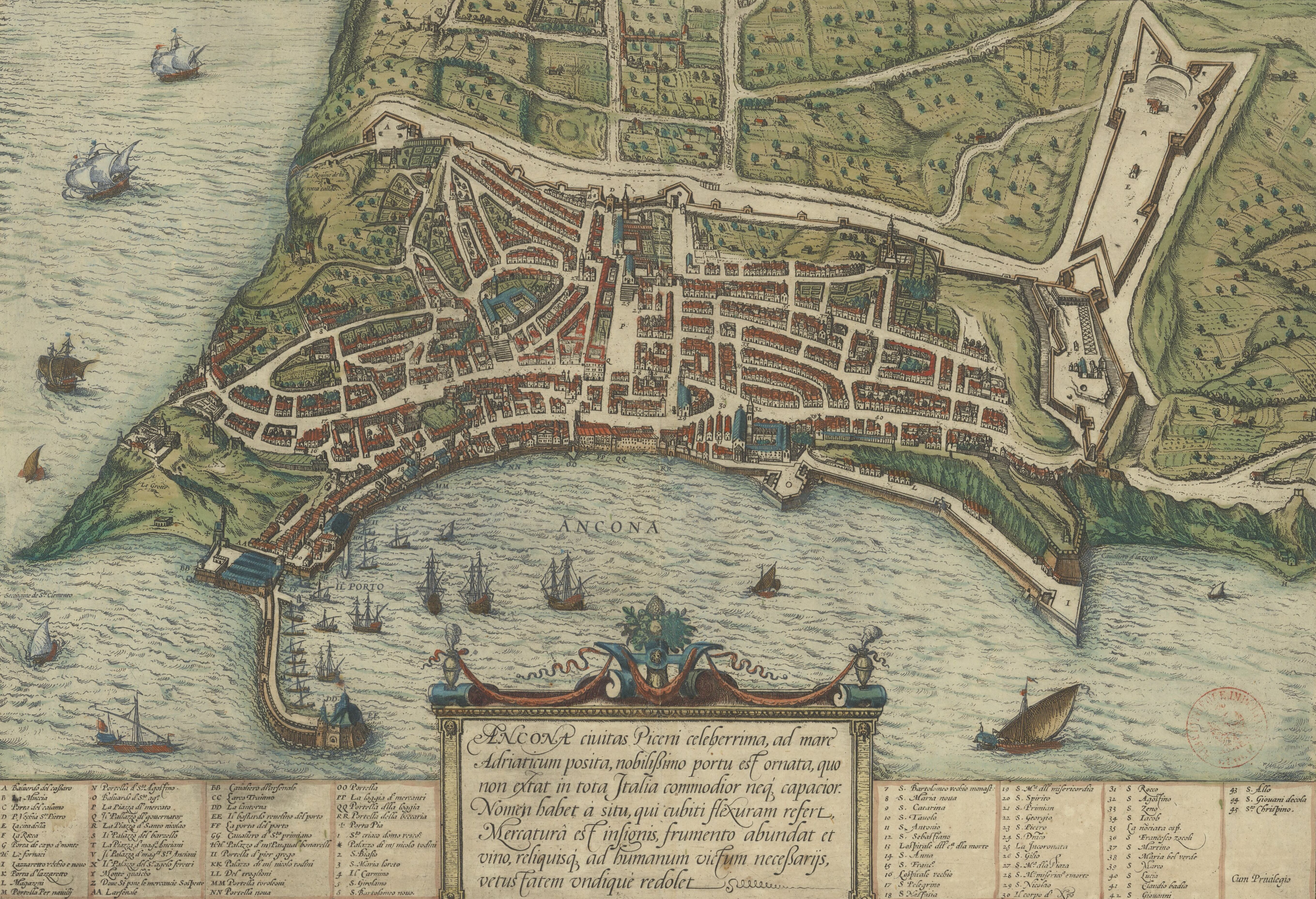
Plan d'Ancône au XVIe siècle

Le consulat de France s'établit à Ancône en 1671, avec à sa tête - fait rare pour un consul - un enfant du pays, le marquis Étienne-Antoine Benincasa (mort en 1719), issu de l'une des familles patriciennes les plus riches de la province des Marches, impliquée en outre dans le commerce, et s'exprimant dans son courrier de chancellerie, plus en italien qu'en français. Quatre de ses descendants seront aussi nommés consuls à sa suite jusqu'à la fin du XVIIIe siècle. Parmi eux, le consul et marquis Joseph Benincasa deviendra prêtre à Ancône en 1754. Lors des bouleversements liés à la Révolution française, le consul Louis Lucien Benincasa accepte de prêter serment à la monarchie constitutionnelle mais pas à la République : il est donc destitué en 1793. Au consulat, la majorité des actes de chancellerie relèvent de la police de la navigation et des affaires maritimes, et leur rareté ou leur multiplication reflètent l'activité portuaire de la ville, qui s'accroit à la fin du XVIIIe siècle,.

En 1733, le pape Clément XII déclare Ancône port franc où il prolonge le quai, et construit une imitation baroque de l’arc de Trajan, l'arco clementino, est érigée en son nom. Luigi Vanvitelli, l'architecte en chef, a ainsi laissé son empreinte sur la ville qui voit s'élever l'église de Gèsu et l'hôpital au sud du port, encore nommé lazaret ou lazzaretto.

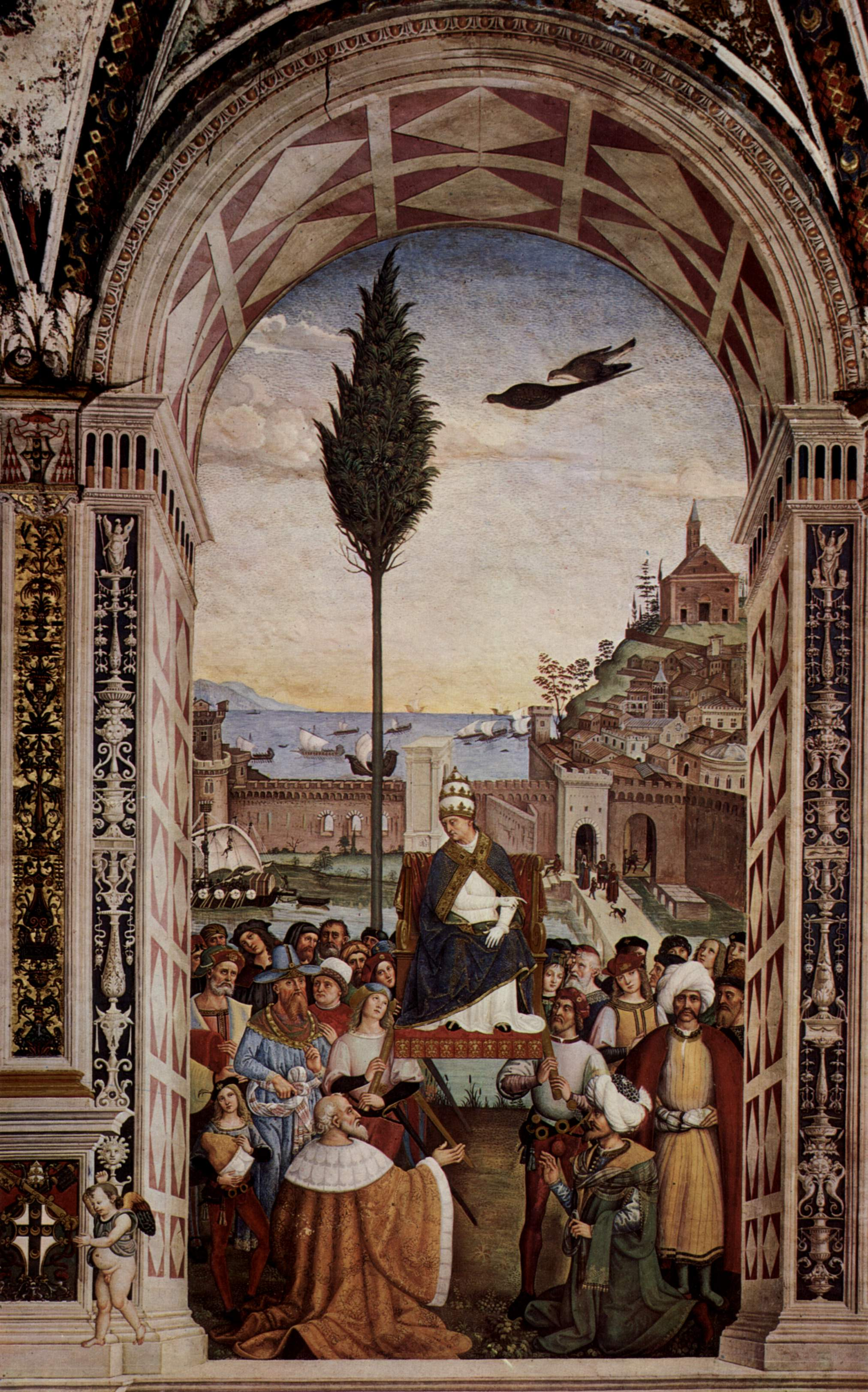
Ancône telle qu’en 1507 - Fresque de la vie de Pie II par Pinturicchio. Biblioteca Piccolomini in Duomo de Sienne
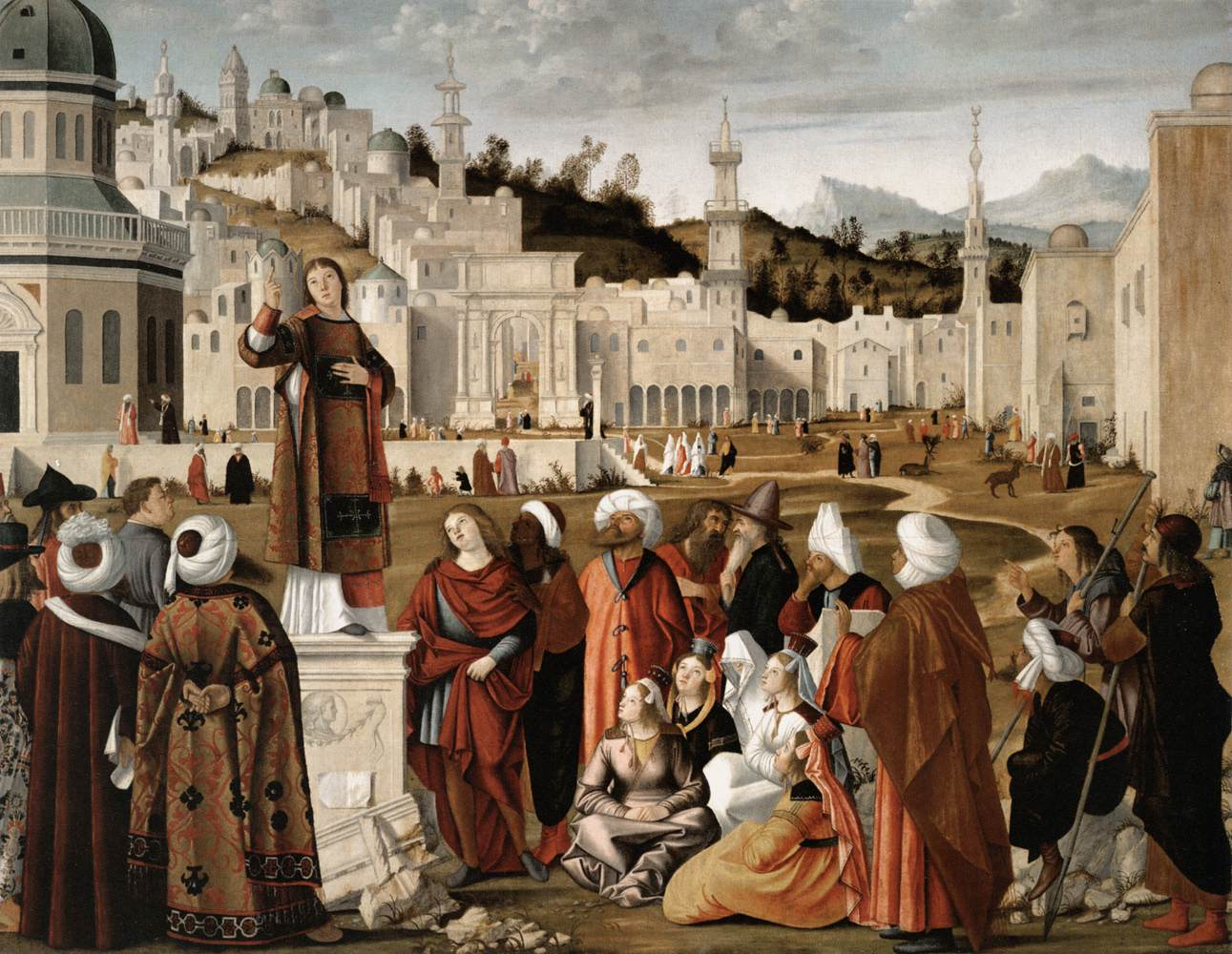
Vittore Carpaccio dans la prédication de saint Stéphane[Lequel ?] s’inspirant de la ville d’Ancône telle qu’en 1514 pour sa représentation de Jérusalem
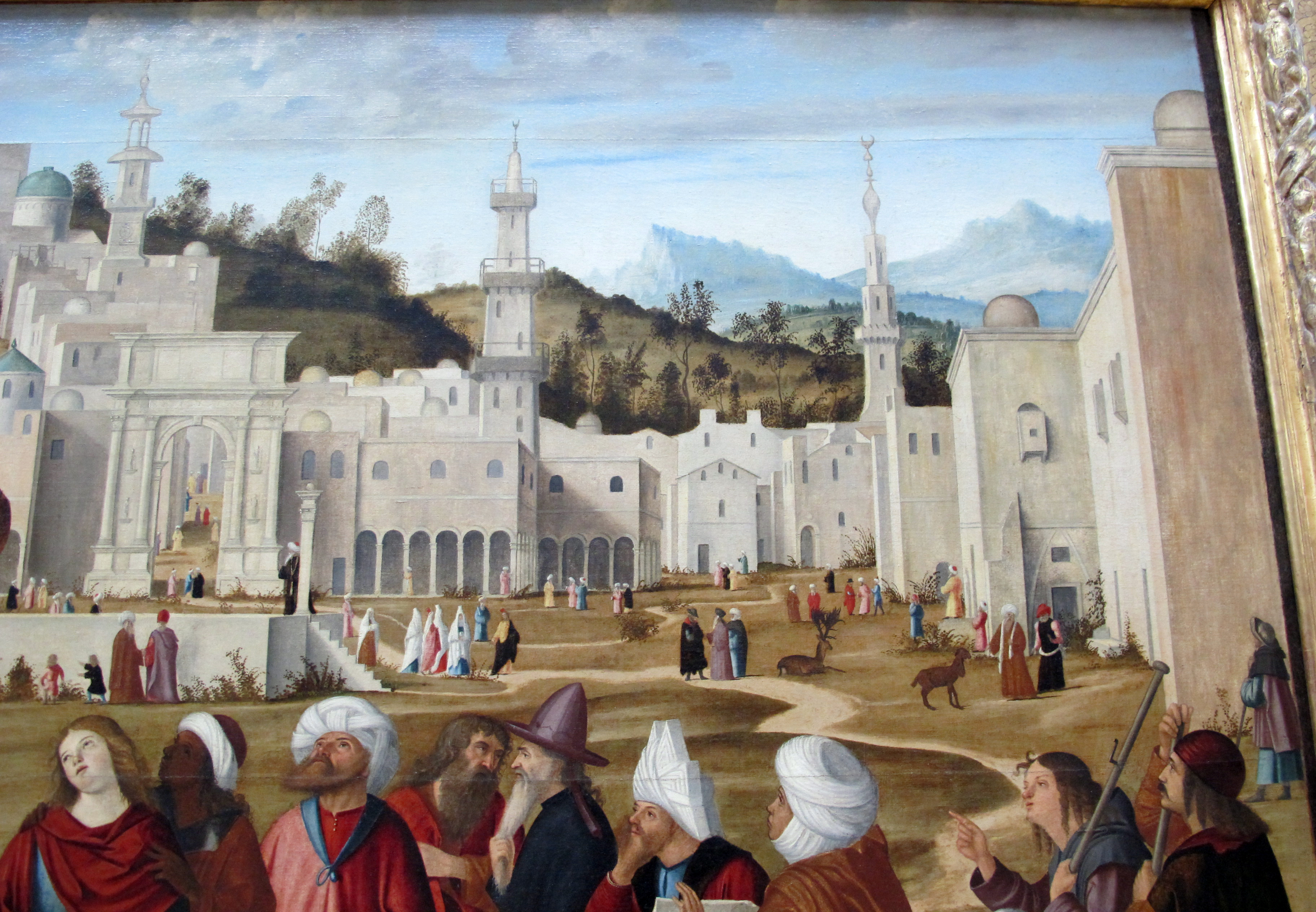
(détail) de l’œuvre de Vittore Carpaccio
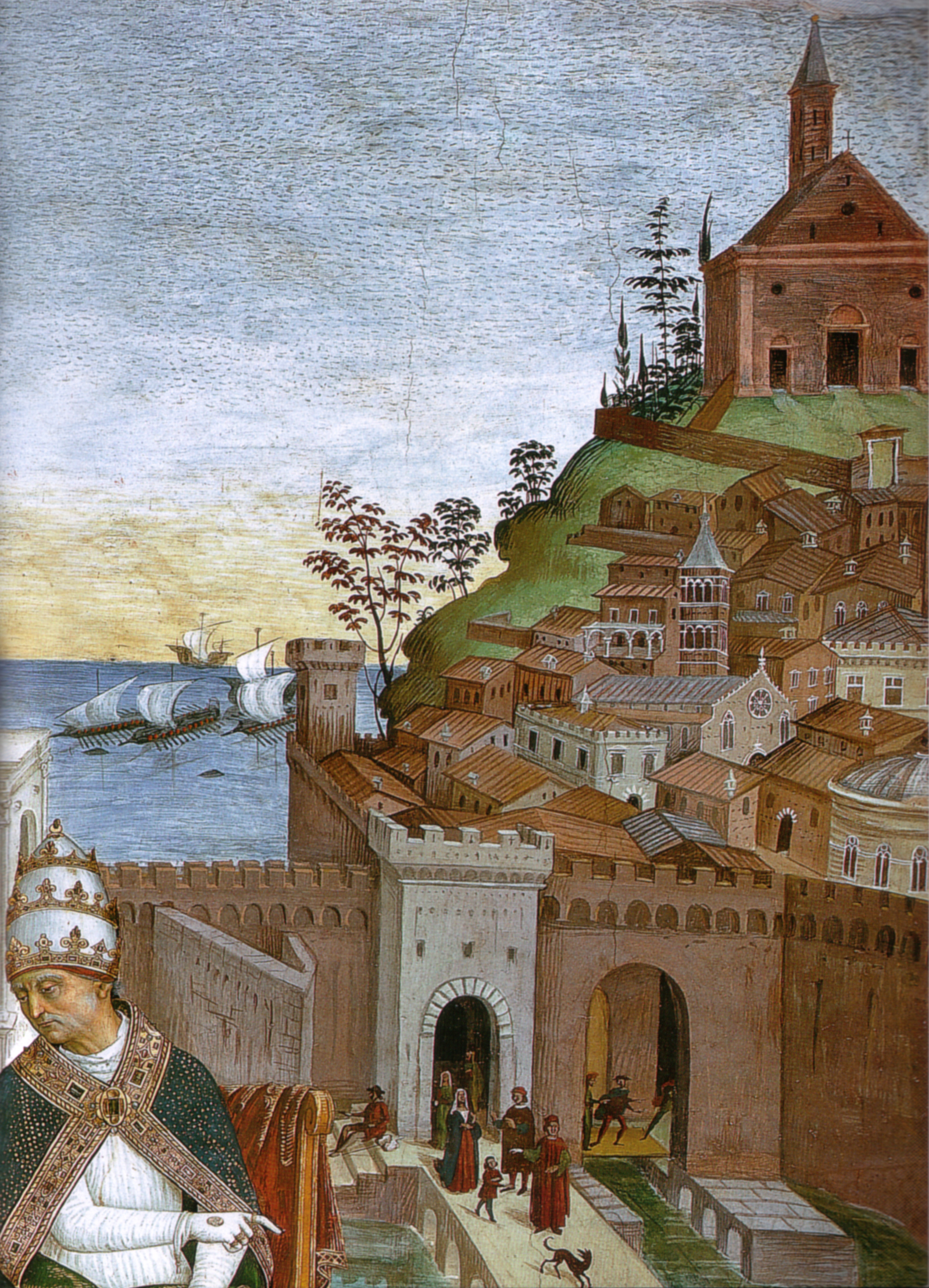
Détail de la Vue d’Ancône de Pinturicchio

### Époque contemporaine

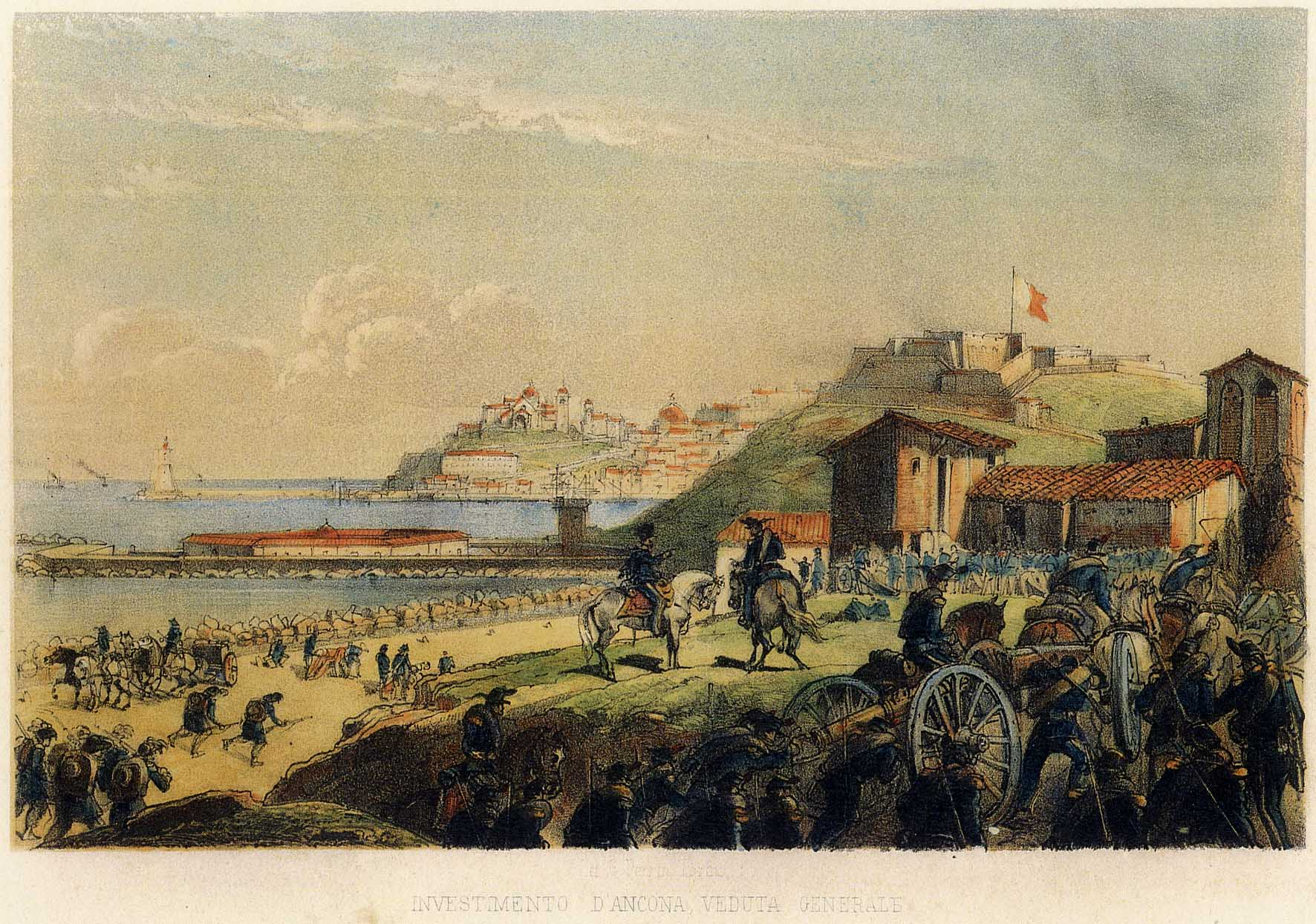
Occupation d'Ancône, C. Bossoli, 1860.

Dans la seconde moitié du XVIIIe siècle, on note la présence de Français résidant à Ancône ou de passage : musiciens, religieux et pèlerins (en raison de la proximité du sanctuaire de Lorette), capitaines de bâtiments, matelots ou encore anciens soldats.
À la Révolution, s'y ajouteront des corsaires, des militaires de garnison, des émigrés et des prêtres réfractaires.
En 1797, la ville est prise par les troupes françaises du général Victor au sein de l'armée d'Italie qui « libère » les Juifs du ghetto en abolissant les discriminations contre cette communauté. En échange, les juifs contribueront aux spoliations napoléoniennes par l’administration et le recensement systématique de milliers d’objets archéologiques, artistiques, culturels et cultuels faisant l'identité des habitants de la région. Travail qui permettra au membre de la communauté juive d'assurer tranquillement leur passage dans le ghetto parisien.

Drapeau de la République ancônitaine

Le 19 novembre 1797, la République ancônitaine (république sœur) est proclamée; elle fut annexée par la République romaine le 7 mars 1798.
En 1799, par un escadron de huit navires russes et turcs et, à terre, par une armée de troupes d’Autriche, de Russie et de Turquie, commence le siège d’Ancône auquel se joignent des insurgés que commandaient l’énigmatique Giuseppe Lahoz , qui avait commencé sa carrière militaire dans l’armée autrichienne, avait ensuite adhéré aux idées jacobines et était passé ensuite dans l’armée française et, après le traité de Campoformio, est devenu l’un des adversaires les plus acharnés de la politique française en Italie. En mai 1799, les rebelles antifrançais des Marches le nomment chef militaire et l’un des protagonistes du siège d’Ancône. La Citadelle fut l’un des lieux clés des affrontements. La ville était défendue par les généraux Jean-Charles Monnier et Domenico Pino.

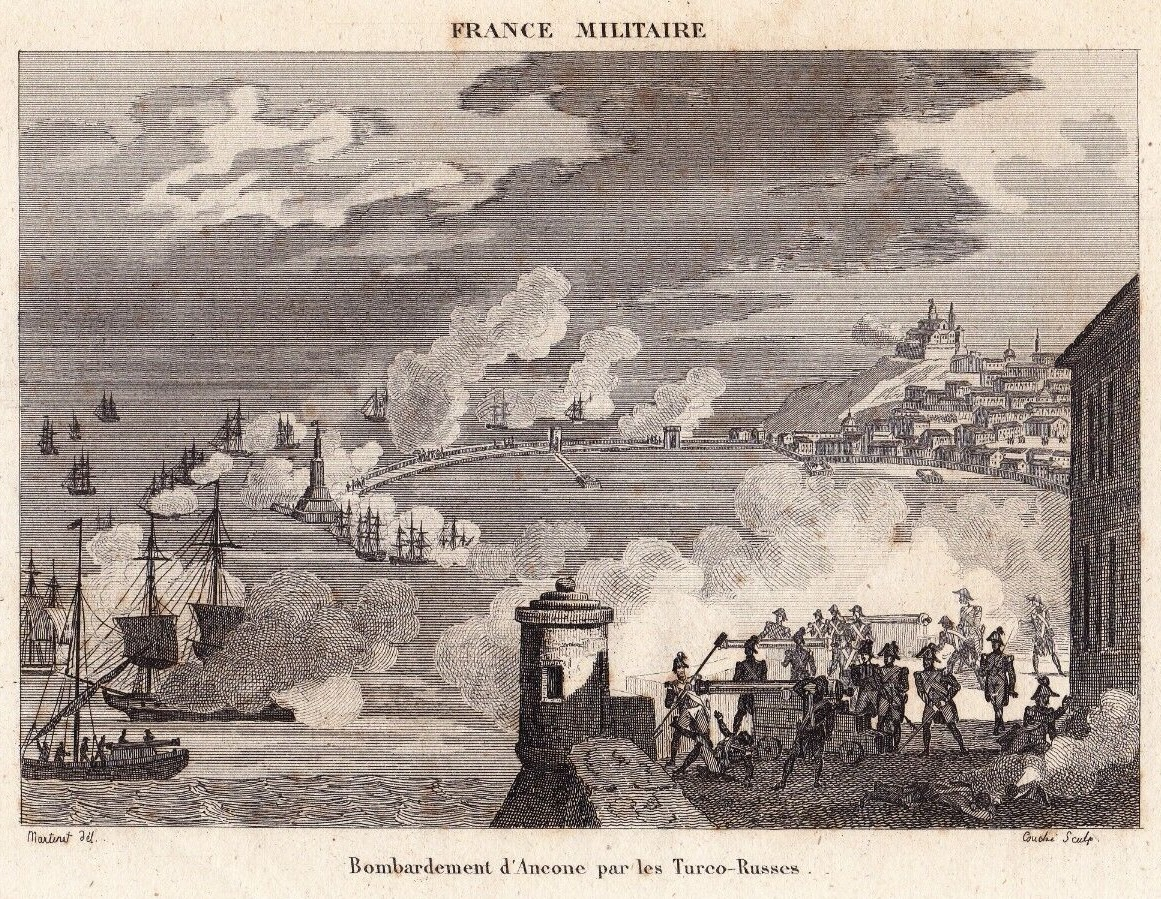
Campagne d'Italie, Ancône en état de siège, prise entre les forces françaises et celles turco-russes. Mai 1799.

Le blocus naval d’Ancône dura du 18 mars au 13 novembre 1799 et après six mois de siège autrichien, les Français cédèrent.
En 1805, elle est reprise par l'empereur Napoléon.
Les autorités françaises d'Italie intègre Ancône au royaume d’Italie en en faisant le chef-lieu de département du Métaure en 1808.
Napoléon, roi d’Italie, décrète le 28 juillet 1810 à Saint-Cloud, un projet d’aménagement du port pour que celui-ci puisse accueillir « neuf vaisseaux de ligne et six frégates. » Le prolongement de la jetée ouest en est le principal chantier pour un budget de 50 000 francs.
La ville est occupée par les Français jusqu'en 1814 puis les forces coalisées la rendent au pape en 1815 avec le traité de Vienne, qui referme le ghetto et réintroduit les discriminations anti-juives. En 1830, les insurrections populaires de Romagne, des Marches et d'Ombrie sont matées sous l'égide du pouvoir conservateur catholique et autrichien.
Le ministre Casimir Perier fait occuper la ville par les troupes françaises de 1832 à 1838 pour entraver l'intervention autrichienne à Bologne et en Romagne durant la crise d'Italie dans les États de l'Église. 
Les Autrichiens la bombardent en 1849 alors qu'une coalition improvisée, autrichienne, napolitaine et surtout française, assiège et prend Rome, éphémère capitale agitée des États patrimoniaux de Saint-Pierre réunis en République romaine après la fuite du pape Pie IX en 1848. En 1849, la ville reçoit la dignité du Risorgimento pour son héroïsme et son attachement aux idées de liberté et d’indépendance.
Dans les années 1850, la ville portuaire qui possède des pêcheries actives et des chantiers navals devient un nœud ferroviaire et routier. En 1860, les troupes papales du général Lamoricière s'y réfugient après la défaite de Castelfidardo. La ville encerclée par la flotte italienne sous l'égide du royaume de Piémont-Sardaigne capitule le 29 septembre 1860. Le 14 mars 1861, alors que le représentant anconitain siège au premier parlement italien de Turin, capitale du Piémont, elle fait désormais partie du royaume d'Italie (1861-1946).

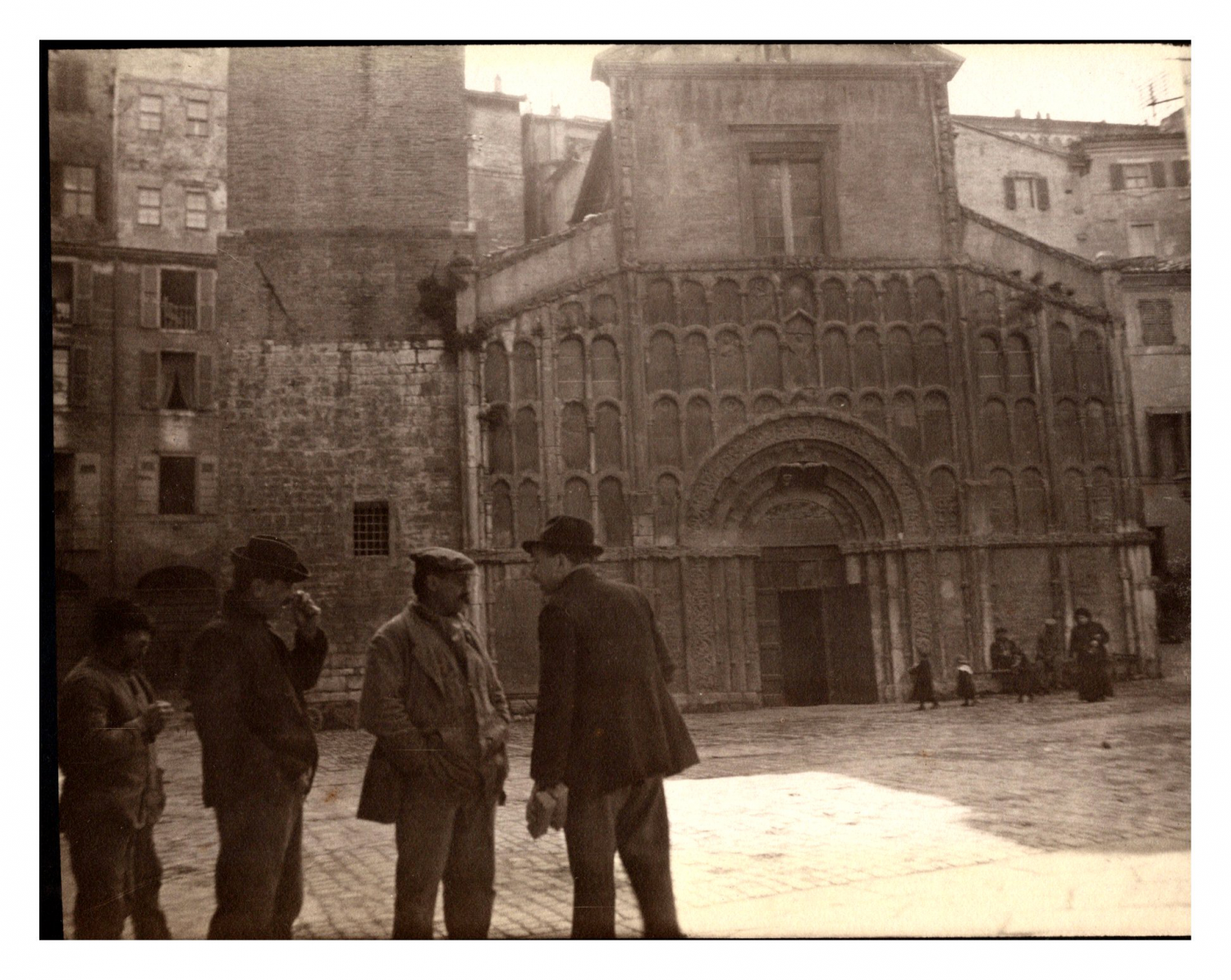
Uomini anconetani davanti a santa Maria della Piazza nel 1913

En mai 1915, la ville est bombardée par une flotte de la marine austro-hongroise en réponse à la déclaration de guerre de l'Italie à l'Autriche-Hongrie.
En 1922, Ancône, très active dans le commerce de fruits, céréales et de vins, compte 63 200 habitants dans une Italie sortie exsangue de la Grande Guerre.

Au cours des dernières années de la Seconde Guerre mondiale, Ancône, en raison de son importance stratégique, subit de très nombreux bombardements de la part des forces alliées, qui devaient préparer le passage du front. En particulier, celui du 1er novembre 1943 fut l’un des plus tragiques; en quelques minutes des milliers de personnes ont perdu la vie, dont 700 à l’intérieur du seul refuge de fortune du Parc Cardeto, et tout un quartier de la ville historique (rione Porto) a failli être effacé. 157 Juifs d'Ancône ont été déportés (sur les 1700 âmes que comptait la communauté) par les nazis dans des camps d'internement. Seuls 15 en reviendront.

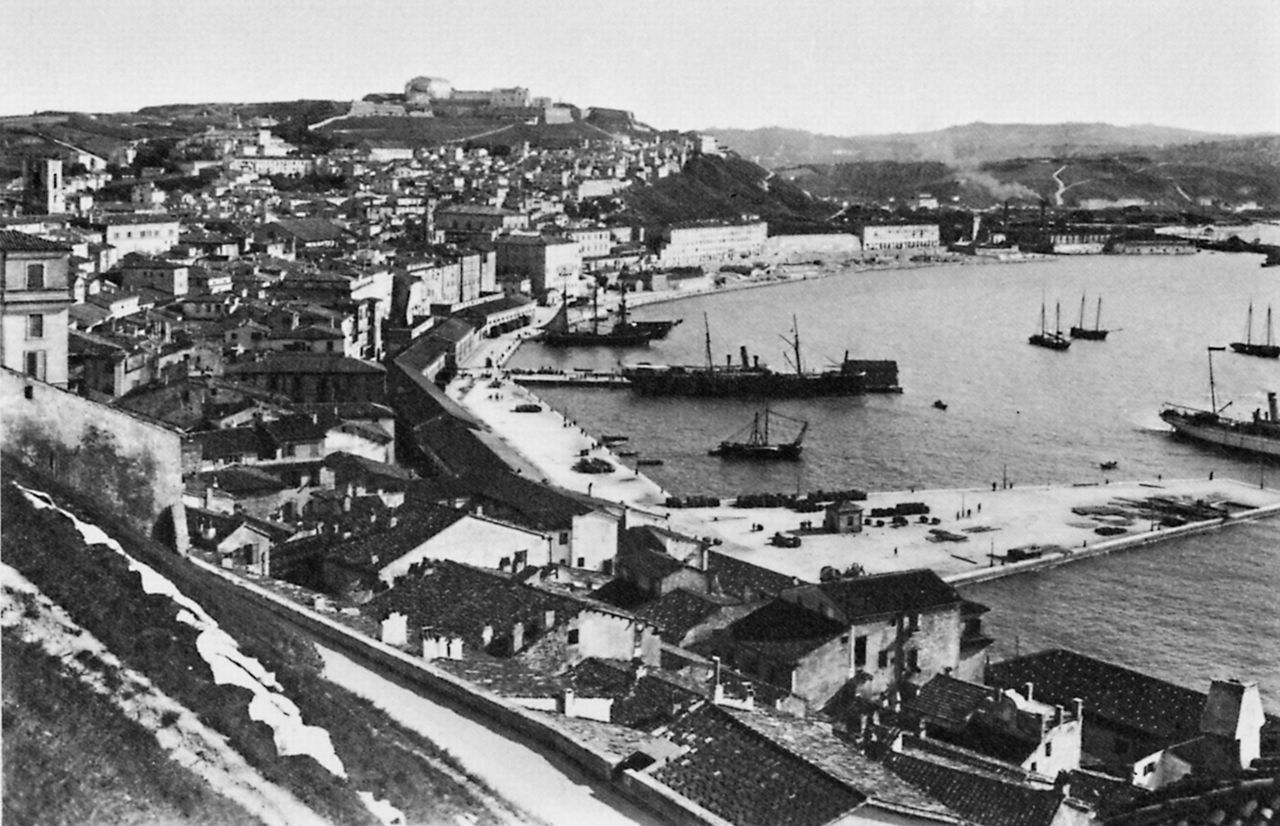
Port d'Ancône en 1897
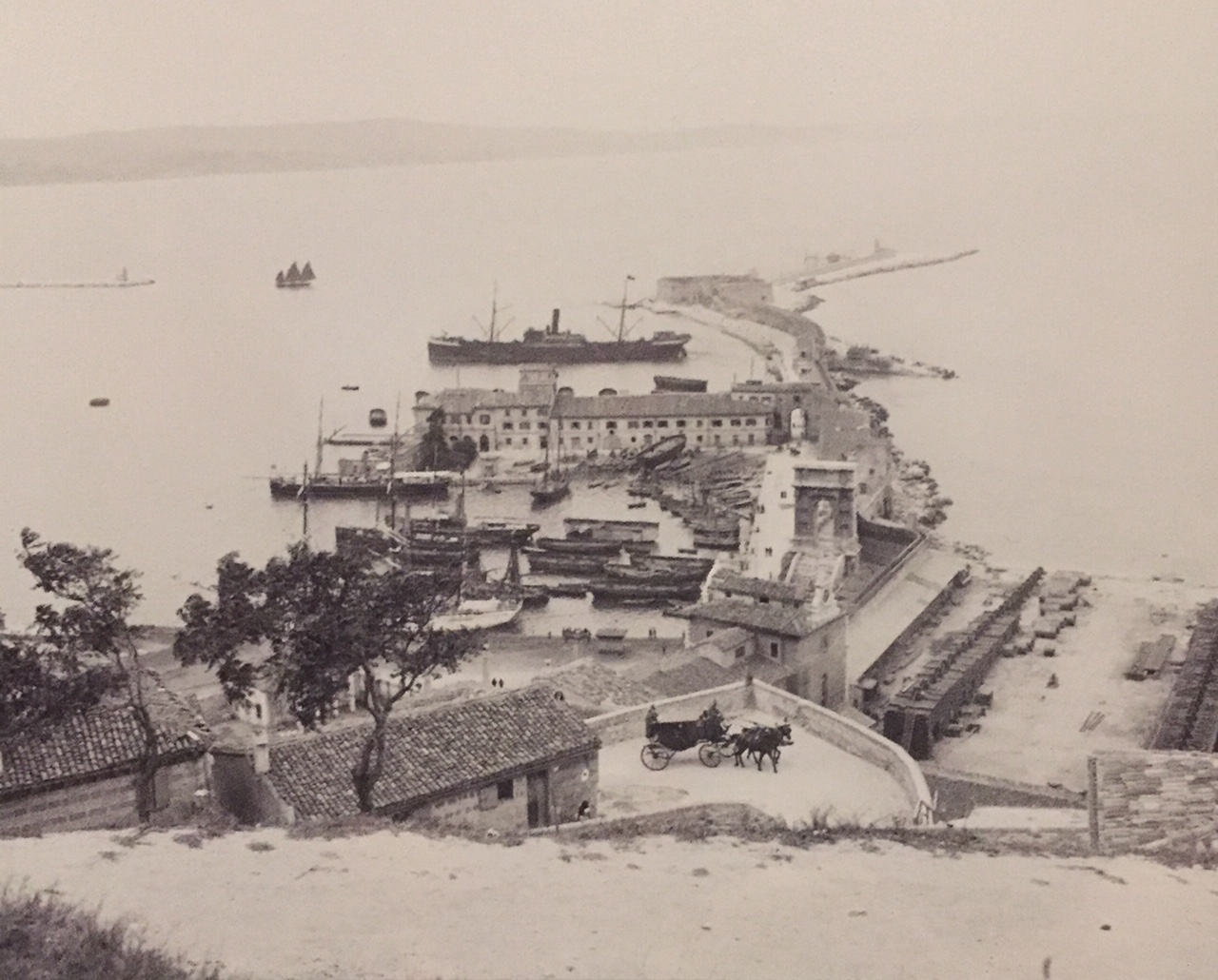
port d'Ancône depuis San Ciriaco en 1903
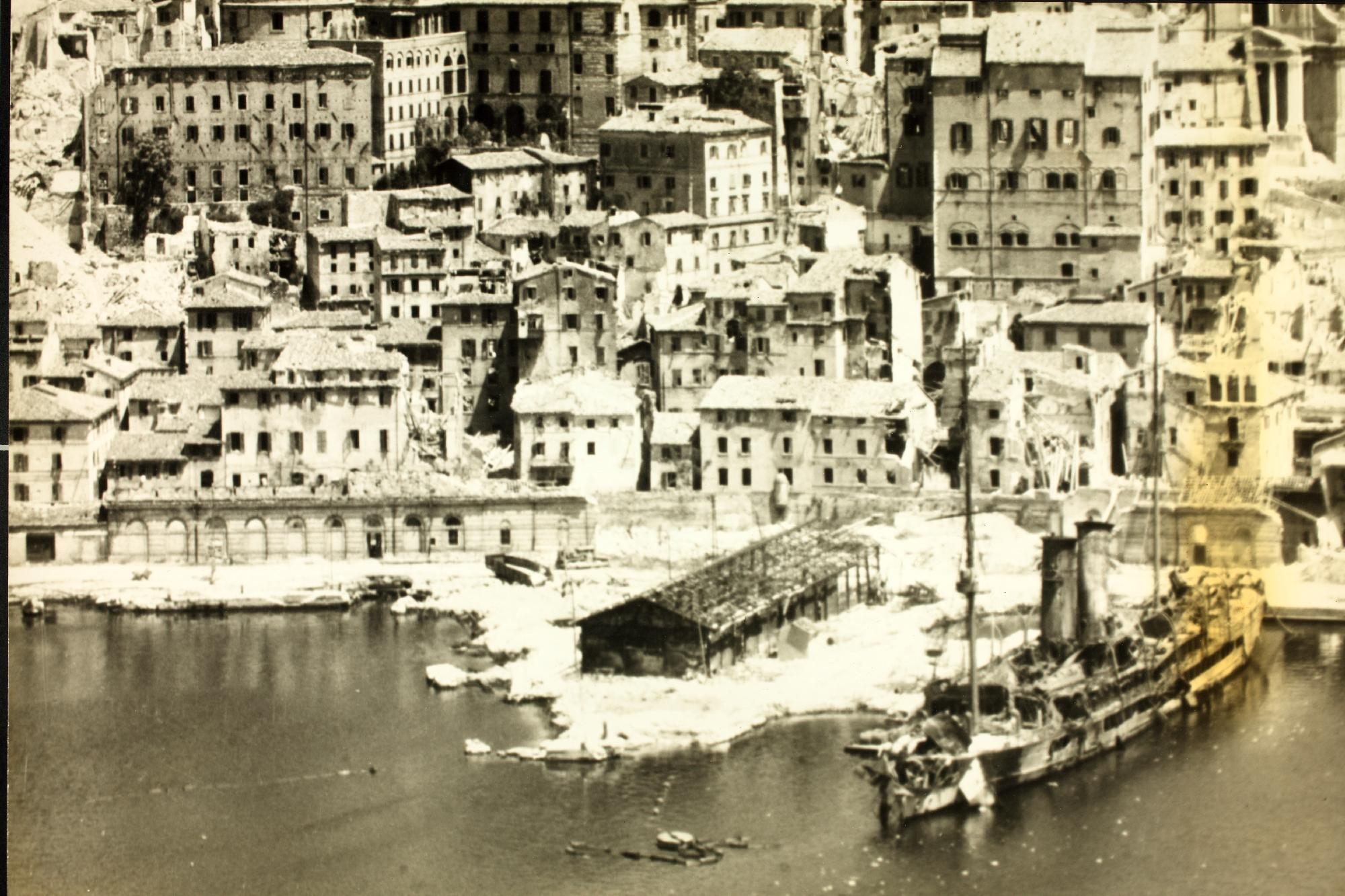
Port d'Ancône en 1941

Le 18 juillet 1944, la ville est libérée des troupes allemandes par le Deuxième corps polonais du général Anders. Les intenses bombardements ont détruit une partie du patrimoine immobilier.

Reconstruite, la ville reprend sa croissance dans les années cinquante. Bénéficiant d'un exode rural intense, la ville au port rénové atteint 107 550 habitants en 1960. Elle stagne au début des années 1980 avec le déclin prononcé de son arrière-pays qui déploie ses cultures céréalières, maraîchères, viticoles et ses prairies pour l'élevage.

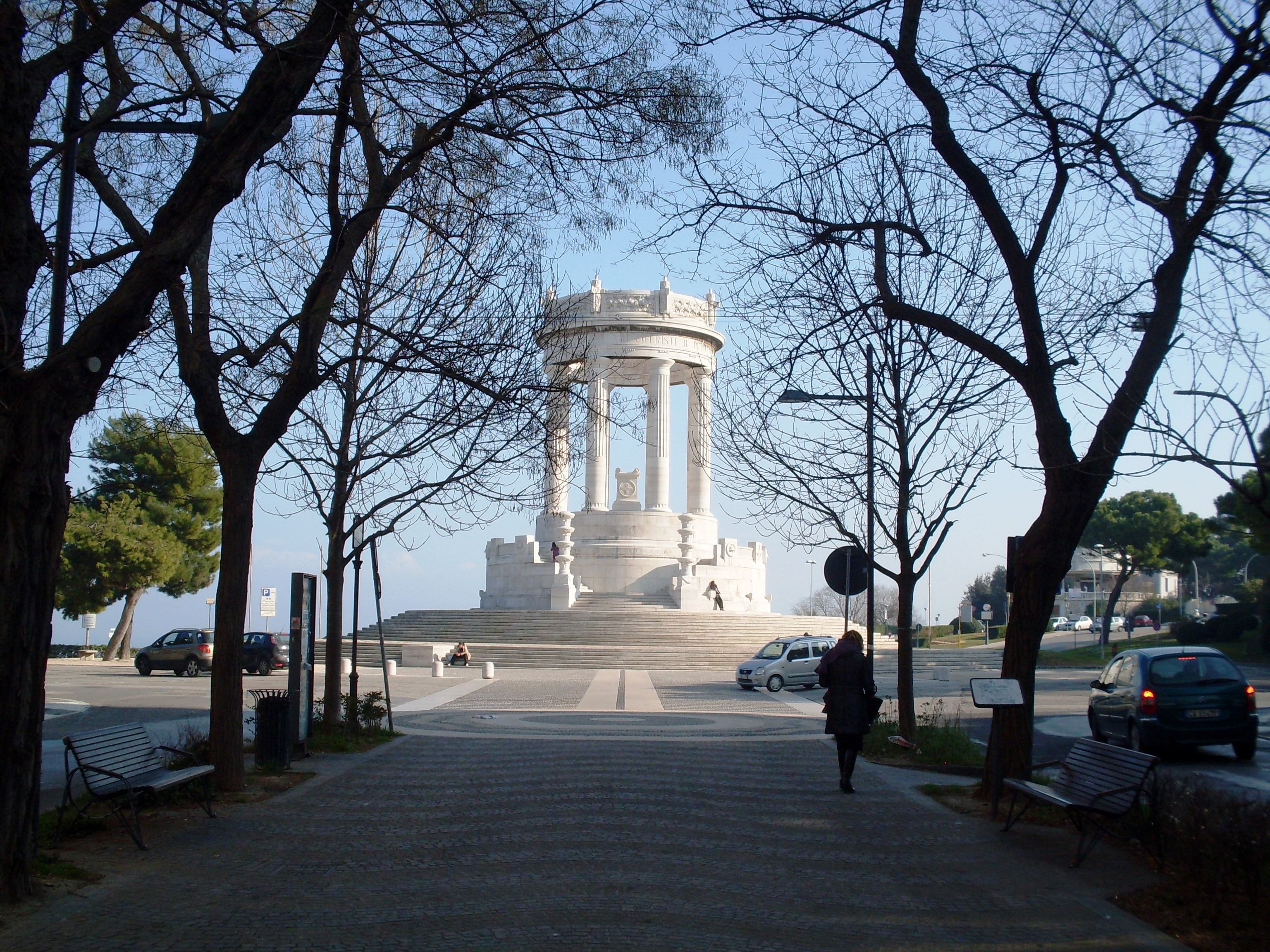
Avenue de la Victoire (viale della Vittoria) : monument aux morts de la Première Guerre mondiale.

Frappée par la crise industrielle et portuaire, la population urbaine fluctue : elle régresse à 98 000 habitants avant de reprendre sa croissance activée par un considérable exode de sa province agricole qui affiche encore un quart d'actifs agriculteurs, disposant de propriétés de taille moyenne, au début des années 1990 : 103 877 habitants en 1993, 108 500 en 1997. S'étendant du sommet de l'Apennin à la mer Adriatique, dans l'axe de la vallée de l'Esino, la province d'Ancône compte 411 900 habitants en 1993 avec des densités humaines voisines de 140 habitants/km2.

## Culture

### Musées

#### Musée archéologique national des Marches
- Le musée se trouve au sein du palais Ferretti (it). Il se compose de la façon suivante :
- Section préhistorique comprenant des objets du Paleolithique à l’âge du Bronze
- Section Protohistorique, sur la vie quotidienne des picéniens, habitants des Marches à l’âge du fer. Cette section comprend des objets témoignant des invasions gauloises du VIe siècle av. J.-C.,parmi lesquels une fine couronne d’or au motif végétal.
- Section grecque, exposant les objets de la nécropole hellénique d'Ancône, avec stèle funéraire sculptée, objets en verre, bijoux et un modèle miniature du temple d'Aphrodite qui surplombait l'acropole de la cité.
- Section Romaine, ricchissime, rouverte partiellement.
- Section Médiévale, réouverture attendue prochainement
- Collection numismatique
- deux copies de Bronzes dorés de Cartoceto (un identique et un reconstituant)

#### Pinacothèque civique Francesco Podesti
La pinacothèque civique Francesco Podesti se situe à l'intérieur du palais Bosdari, via Pizzecolli. Parmi les œuvres principales, des peintures de Carlo Crivelli, Titien, Lorenzo Lotto, le Guerchin, Sebastiano del Piombo, Orazio Gentileschi, Andrea Lilli, Francesco Podesti

#### Musée de la ville
Le musée de la cité d'Ancône est un musée d'histoire urbaine, situé place du Pape. Parmi les pièces notables, une veduta de la ville d’Ancône de Luigi Vanvitelli et une grande maquette en bois reconstituant la ville d'Ancône telle qu’elle était en 1844.

#### Galleria d'Arte Moderna
La Galleria d'Arte Moderna présente des œuvres de Carlo Levi, Ivo Pannaggi, Luigi Veronesi, Corrado Cagli, Valeriano Trubbiani et Enzo Cucchi.

#### Musée tactile Homère

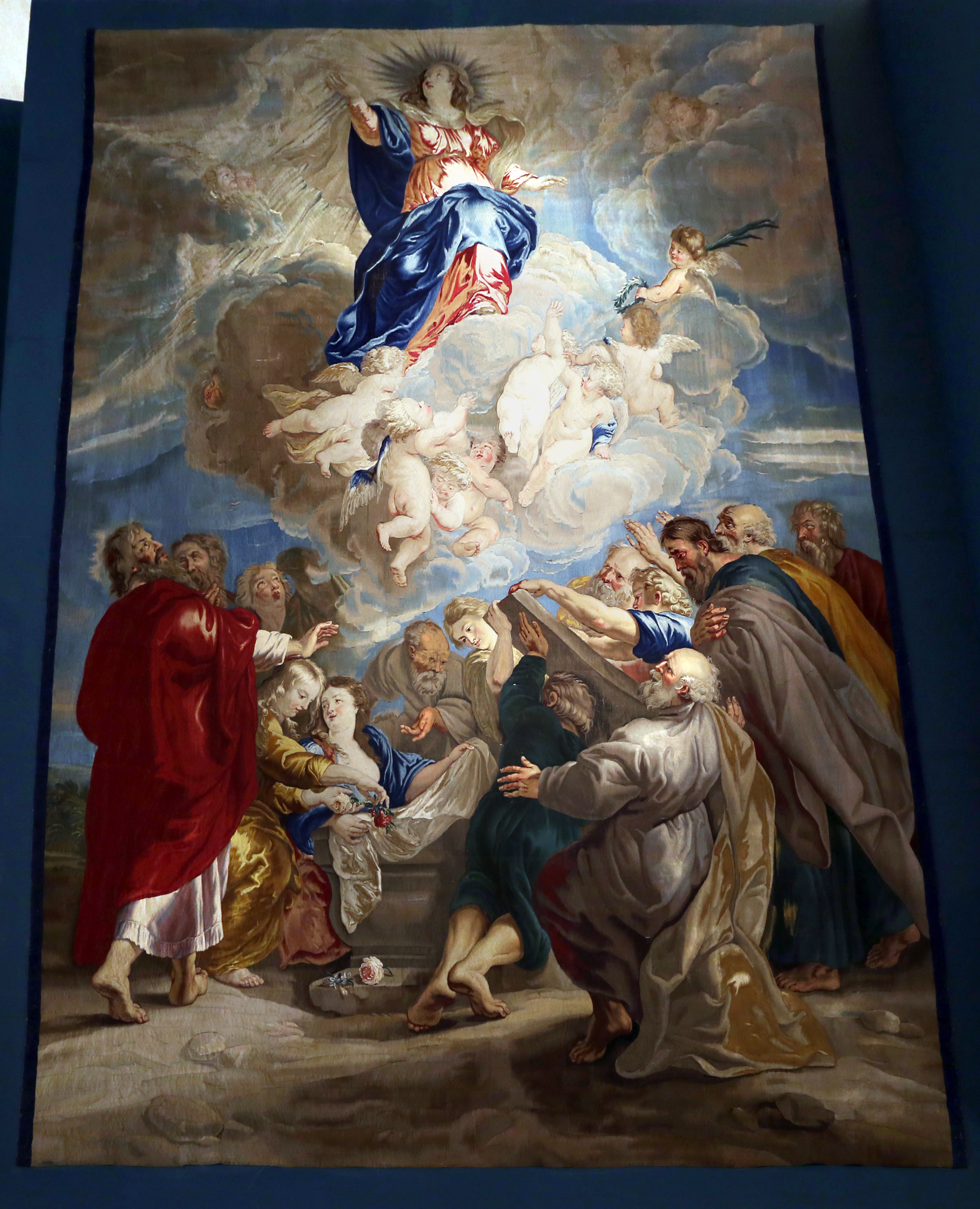
Assomption de la Vierge, Jan Raes d’après dessin de Rubens, réalisé à Bruxelles entre 1632 et 1650. Musée Diocésain d'Ancône

Ce musée d'état se trouve à l’intérieur du Lazzaretto. Un des rares musées au monde et l’unique en Italie à l’intention des non-voyants, présentant des copies grandeur nature d’œuvres sculpturales célèbres, maquettes architecturales de monuments célèbres mais également pièces archéologiques et sculptures originales d’artistes contemporains.

#### Musée diocésain
Le Musée diocésain d'Ancône se situe sur les hauteurs d’Ancône, sur le flanc nord du Duomo. Collectionde peintures, de sculptures, d’objets sacrés des restes des églises disparues d’Ancône, et quatre tapisseries d’après les cartons de Rubens.

#### Musée diffus urbain
Le Musée diffus urbain est un musée à ciel ouvert, consistant en un parcours dit « Chayim », qui s'entrelace entre les lieux de la présence hébraïque, mettant en lumière l'importance sociale et culturelle de cette comnunauté pour la ville d'Ancône. Il comprend le Champ des hébreux, antique cimetière hébraïque à l’intérieur du parc du Cardeto.

#### Salle muséale contre-amiral Guglielmo Marconi
Inaugurée en 2009, la salle muséale contre-amiral Guglielmo Marconi est un musée d’histoire dédié aux télécommunications et en particulier à la radio ; elle se trouve dans l’ex-église de Sant’Agostino, propriété de la Marine militaire. Ouvert au public seulement sur réservation.

#### Lazaret ou Mole Vanvitellienne
Les expositions artistiques modernes et contemporaines se tiennent en général à l’intérieur de l’architecture du settecento : le Lazzaretto, île artificielle à plan pentagonal à l’intérieur du port d'Ancône, construit sous la direction de l’architecte des états pontificaux Luigi Vanvitelli.

#### Musée des sciences naturelles Luigi Paolucci
Le musée, propriété de la province d'Ancône, expose une petite mais significative partie des richissimes collections naturelles de la ville : fossiles, minéraux, matériel didactique historique, animaux empaillés ; sa gestion est confiée à l'Association Système Muséal de la Provincia di Ancona dont le siège se trouve aujourd’hui dans le bourg médiéval d'Offagna, un des châteaux historiques d'Ancône.

#### Système muséal de la province d'Ancône
20 communes sont adhérentes au système muséal de la province d'Ancône propriétaire d'une trentaine de musée. Le siège se situe près de celui de la province d'Ancône.

### Bibliothèques

#### Bibliothèques communales, régionales et d'État
- bibliothèque communale Luciano Benincasa, fondée en 1669, avec plus de 100 000 volumes
- bibliothèque des Archives d'État
- bibliothèque de la Surintendance archéologique, spécialisée dans l'archéologie et l’histoire locale
- bibliothèque de la Surintendance pour les biens environnementaux et architectoniques
- bibliothèque de la Députation d'Histoire nationale pour les Marches
- bibliothèque du conseil régional des Marches

#### Bibliothèques des institutions religieuses
- bibliothèque Pie XI
- bibliothèque des Frères capucins
- bibliothèque des Frères mineur Conventuali
- bibliothèque de l'opéra Salesiana
- bibliothèque diocésaine

#### Bibliothèques universitaires
- bibliothèque universitaire de l'institut théologique des Marches
- bibliothèque universitaire de la faculté d'économie
- bibliothèque universitaire de la faculté de médecine et chirurgie
- bibliothèque universitaire de la faculté d’ingénierie
- bibliothèque universitaire de la faculté des sciences
- bibliothèque universitaire du département d'électronique et automatique
- bibliothèque universitaire du département d'énergétique

#### Autre bibliothèque d’institut culturel
- Académie des Marches des sciences, lettres et arts, avec annexe bibliothèque
- Institut pour l’Histoire Mouvement de Libération des Marches, avec annexe bibliothèque
- Orchestre philharmonique des Marches, une des treize institutions de concert orchestral italiennes (ICO)
- bibliothèque privée Franco Amatori, ouverte au public depuis 2008 dans l’historique palais Benincasa

### Ancône dans les arts plastiques

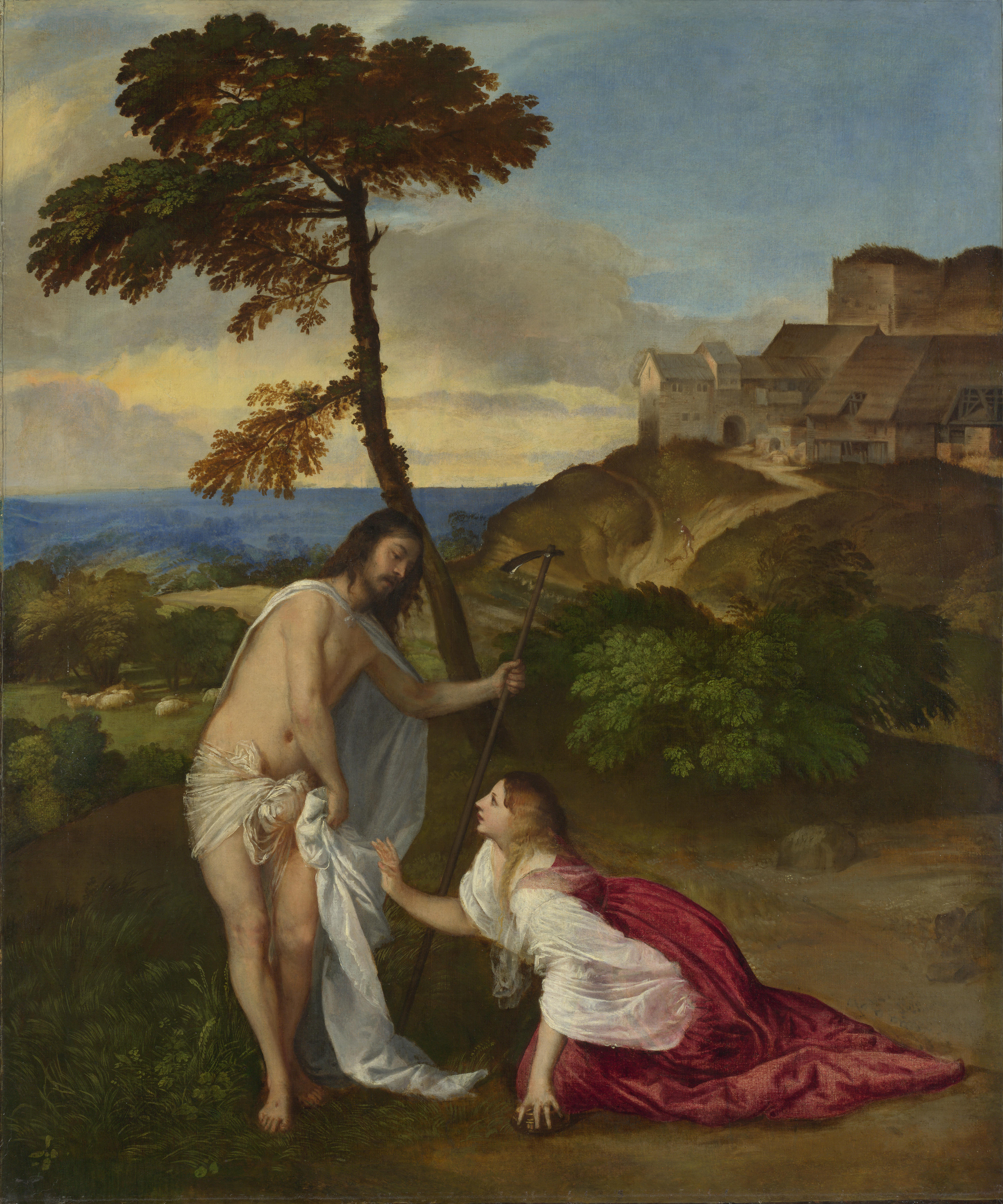
Porta Capodimonte d’Ancône in Noli me Tangere du Titien
Portrait d’un chevalier, Vittore Carpaccio, musée Thyssen-Bornemisza de Madrid.
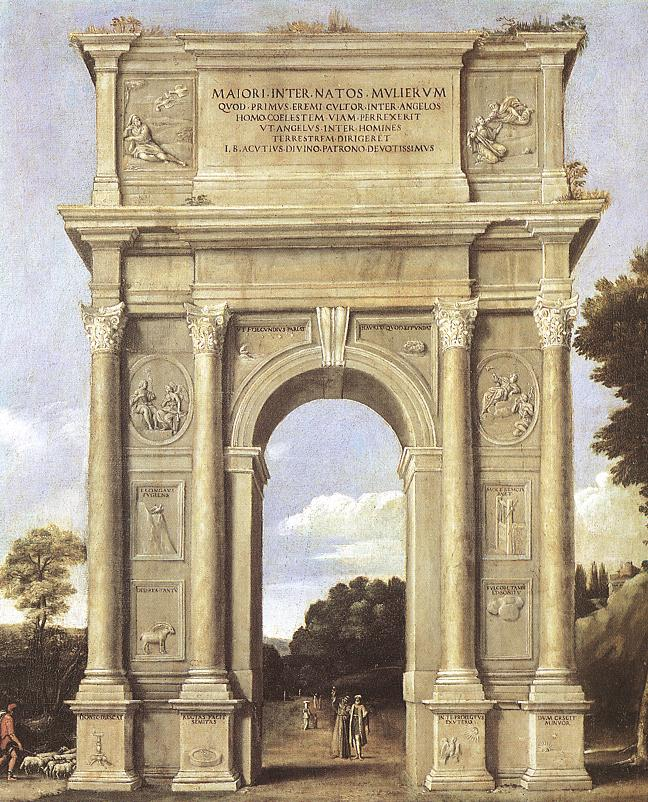
L'Arc de Trajan peint par Le Dominiquin
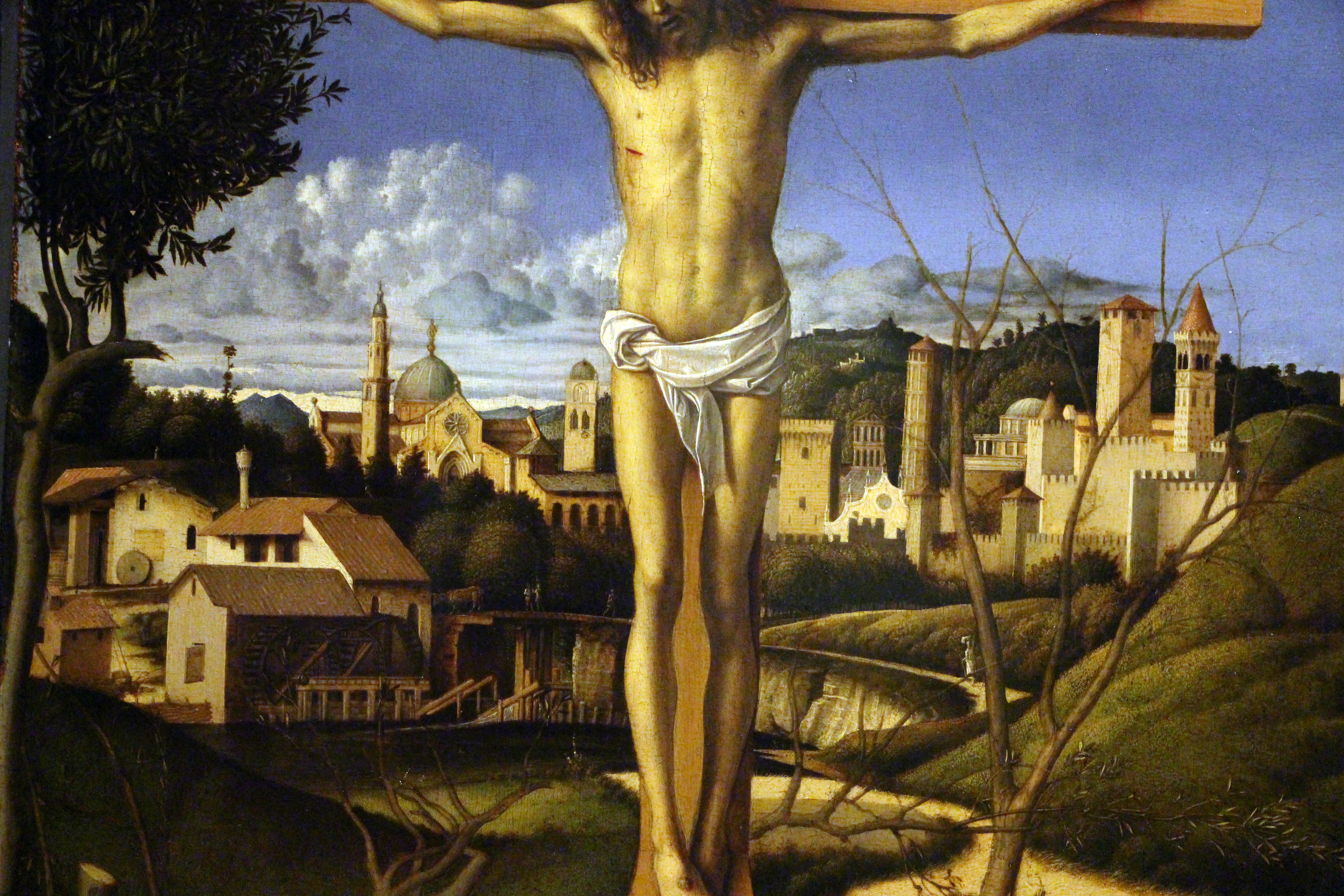
Crucifixion (avec San Ciriaco sur la gauche du Christ) de Giovanni Bellini, 1480-85 (Crucifix Niccolini da Camugliano)
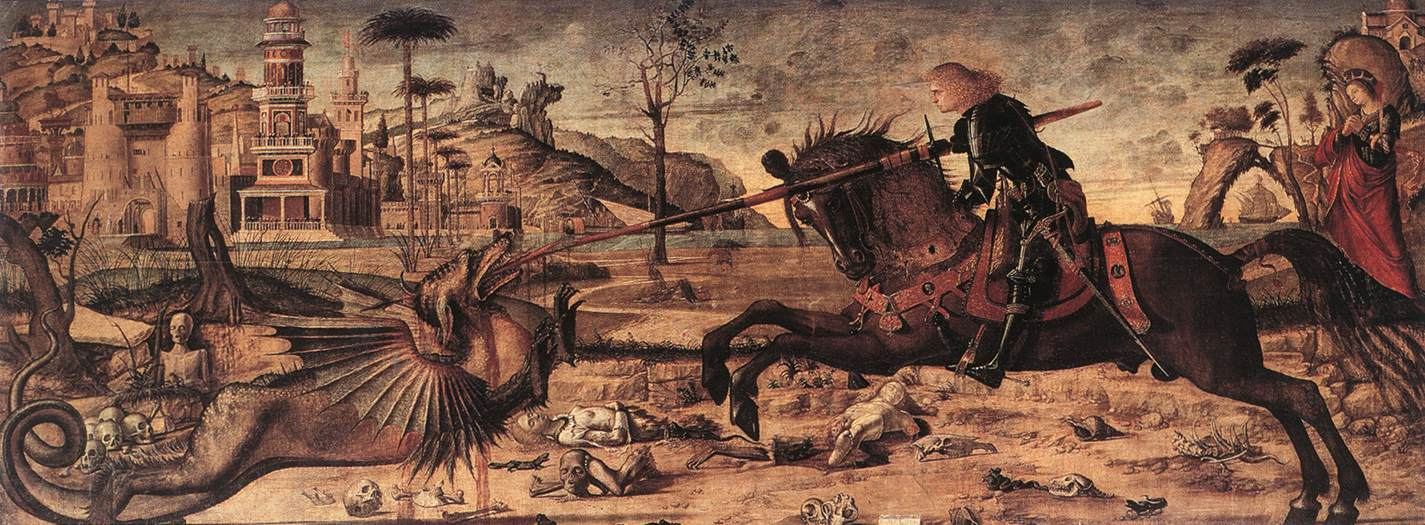
Ancône prise comme modèle pour la ville légendaire de Silène de Libye dans le Saint Georges et le Dragon de Vittore Carpaccio
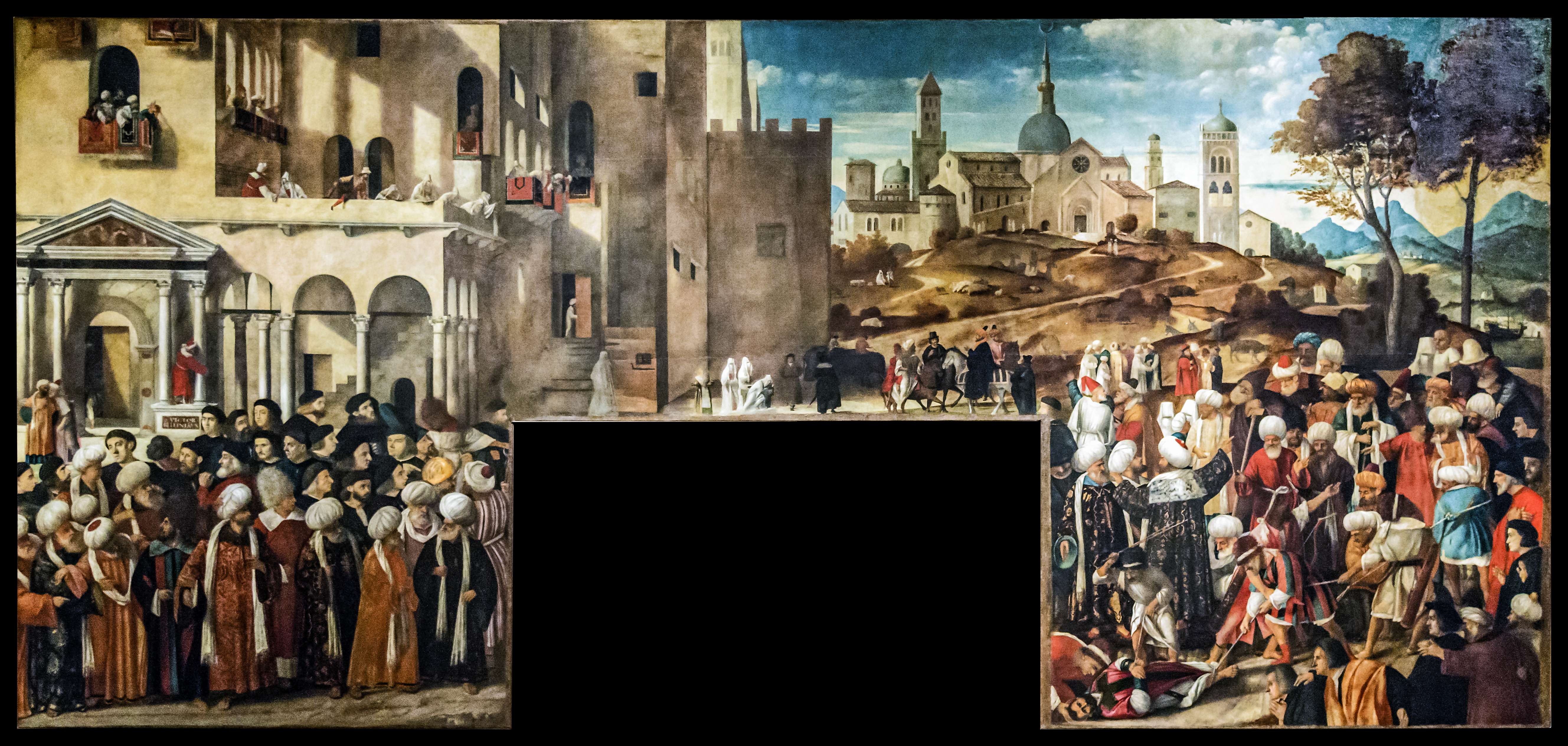
Ancône dans le Martyre de saint Marc de Giovanni Bellini, 1526, Scuola Grande di San Marco, Venise
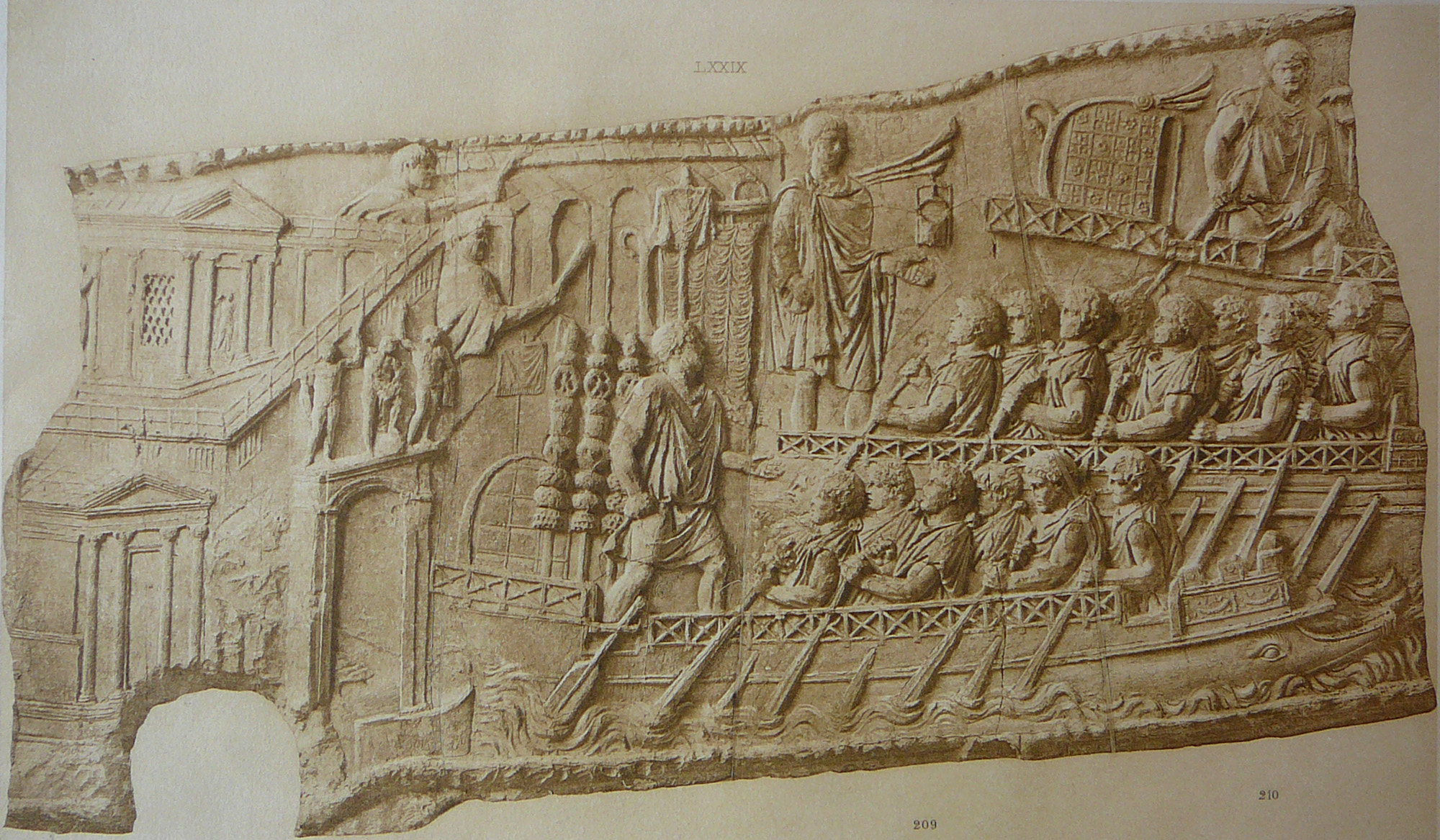
Détail de la Colonne trajane où figure l’Arc de Trajan d'Ancône
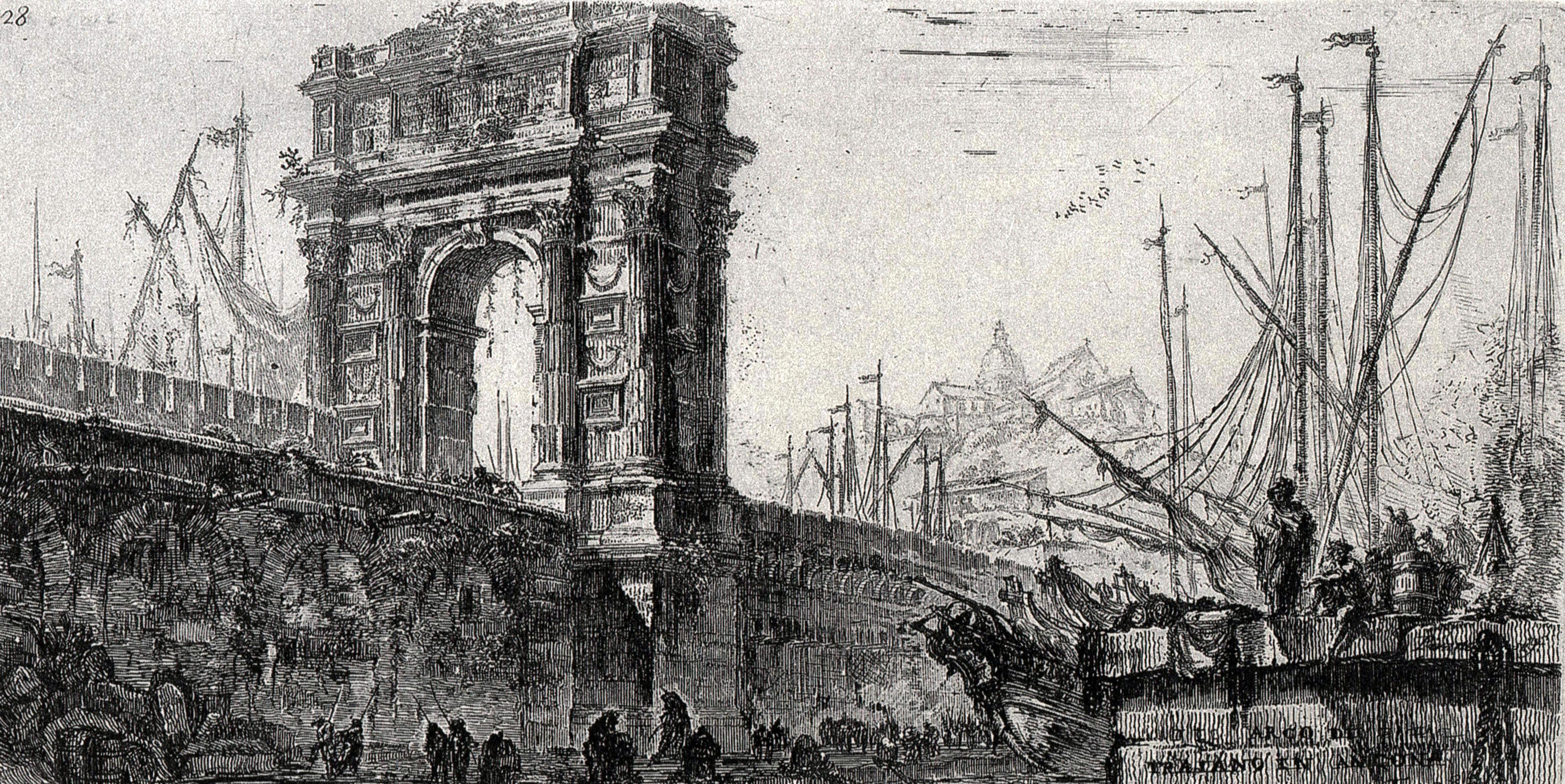
Vue de l’Arc Trajan avec San Ciriaco en fond, gravure du Piranesi

## Monuments et patrimoine

### Ancône grecque et romaine
- Arc de Trajan : de 18 mètres de haut, il a été érigé vers 114-115 de notre ère comme entrée de l’enceinte portuaire en l’honneur de l’empereur Trajan qui l’a créé. C’est l’un des plus beaux monuments romains des Marches. La plupart de ses ornements originaux en bronze ont disparu. Il se dresse sur un promontoire élevé auquel une large rangée de marches donne accès. Le passage de 3 mètres seulement de large est flanqué de deux colonnes corinthiennes sur des piédestaux. Une autre, attique, porte des inscriptions. La taille est celle de l’arc de Titus à Rome mais en plus grand, si bien que les personnages en bronze qui la surmontent, Trajan, son épouse Plotine et sa sœur Marciane servit de repère pour les navires qui approchaient le plus grand port de l'Adriatique de Rome.
- Musée archéologique national des Marches ou Museo archeologico nazionale delle Marche, exposant des collections préhistoriques, picénienne, grecques et romaines de premier plan.
- Zones archéologiques :

1. L’amphithéâtre romain d'Ancône, situé entre les collines Guasco et des Capucins, constitue, après l’arc de Trajan, l’œuvre architecturale de l’époque romaine la plus importante de la ville. L’excavation est aujourd’hui presque achevée dans le secteur méridional, où est visible une longue section du mur d’enceinte (ambitus), l'entrée principale (port pompae) et quelques entrées pour les spectateurs.
2. Les restes du Temple dorique consacré à Aphrodite/Venus sous les fondations du Duomo de saint Cyriaque.
3. Vestiges de la domus romana et de tabernae sous le palais de la Cour d'appel (via Carducci-via Zappata) (I – II secolo d.C.) (Pour visite demande doit être faite à la surintendance archéologique des Marches)
4. De nombreux vestiges sont disséminés dans toute la ville (Thermes, port antique, murs et portes du IVe siècle av. J.-C. au IIe siècle

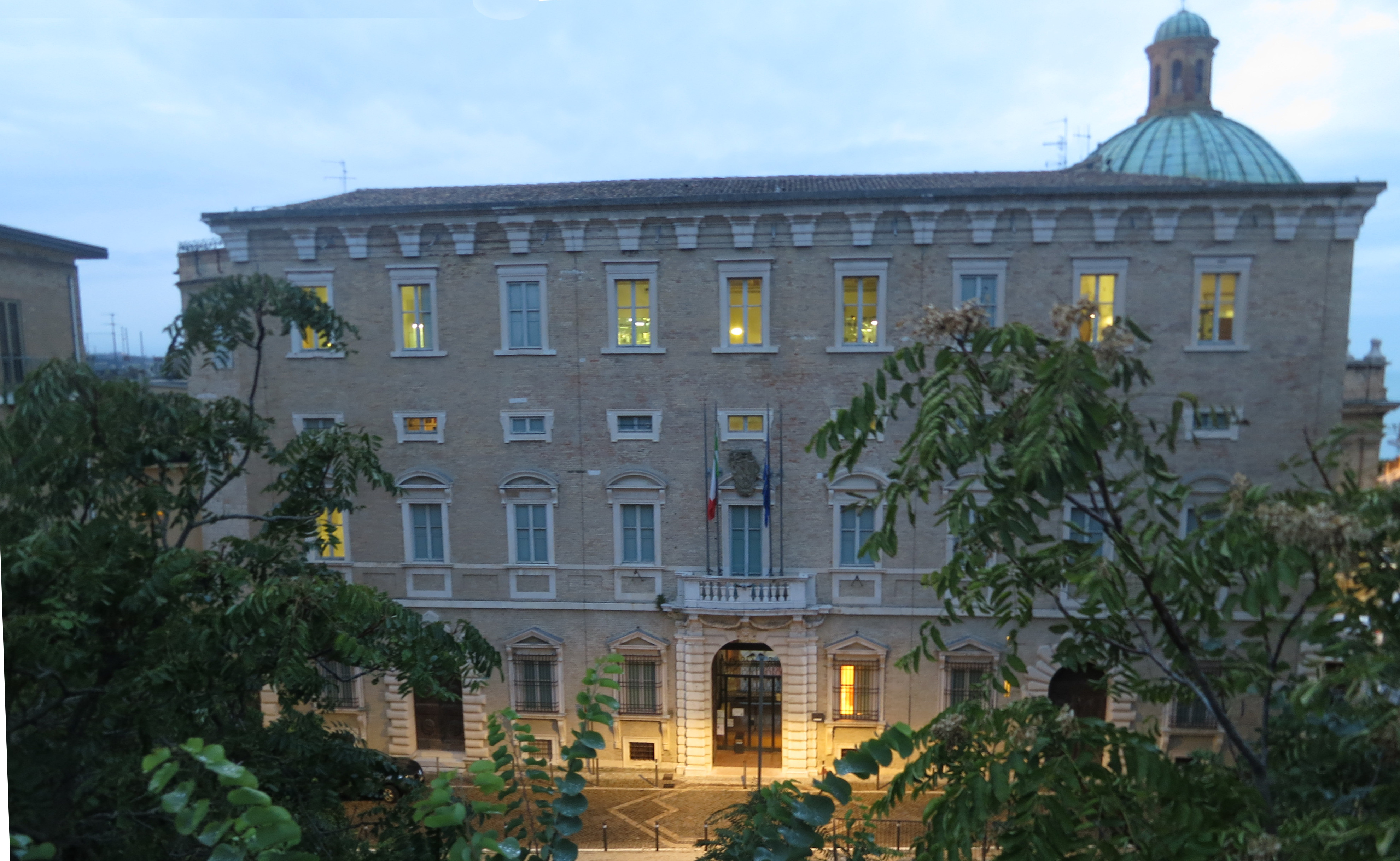
Musée archéologique des Marches
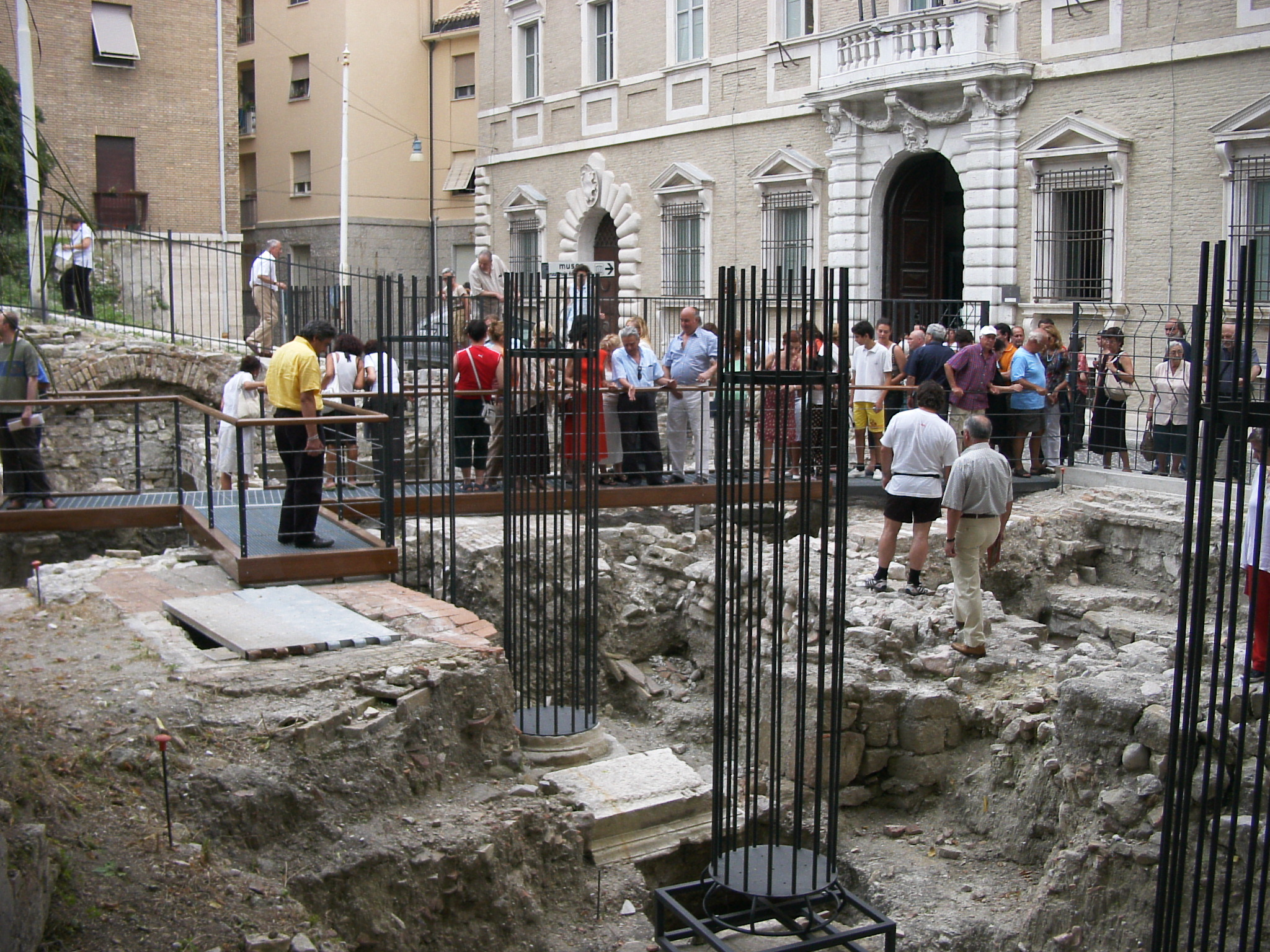
Entrée du musée national des Marches
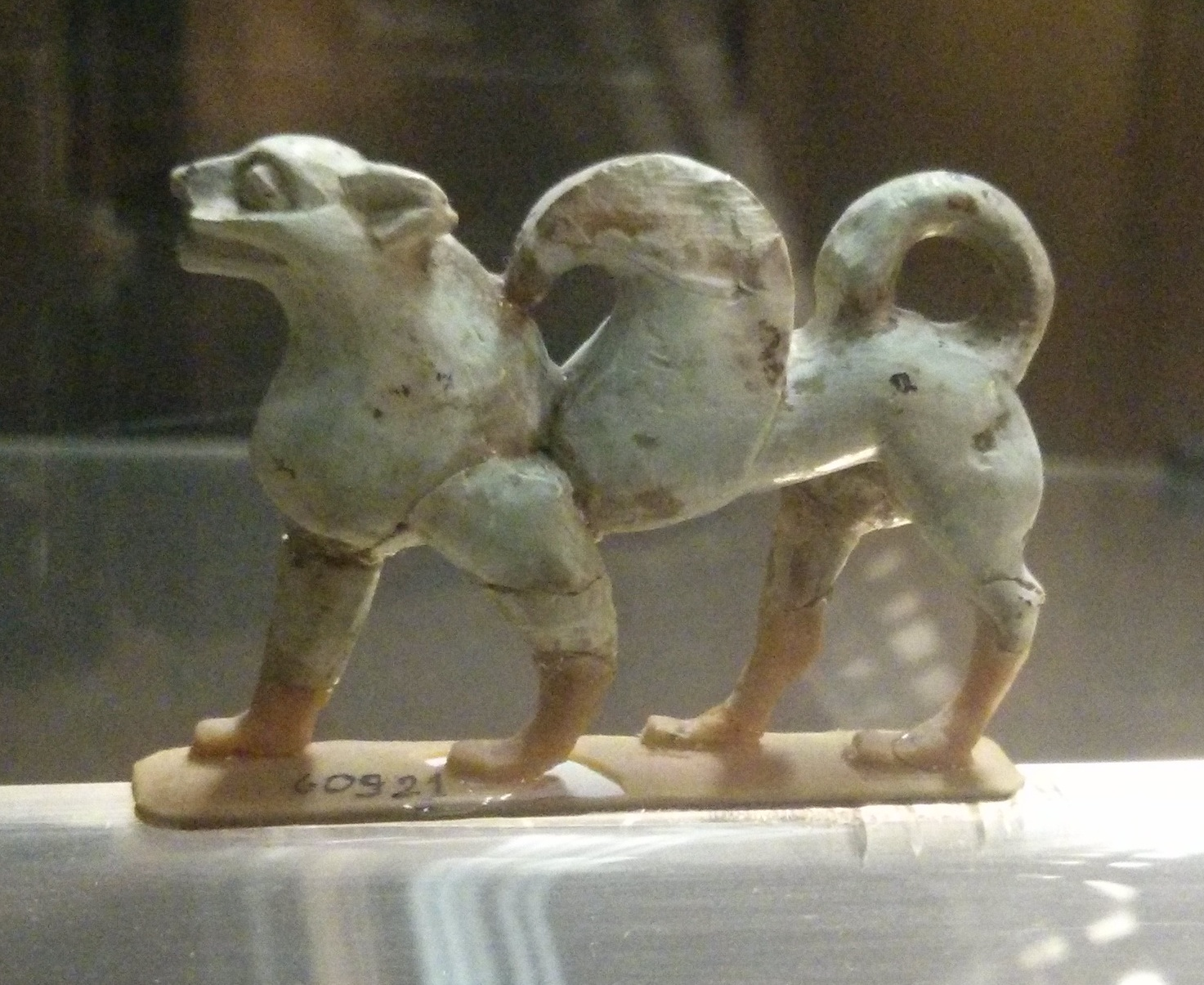
Sculpture picénienne en ivoire
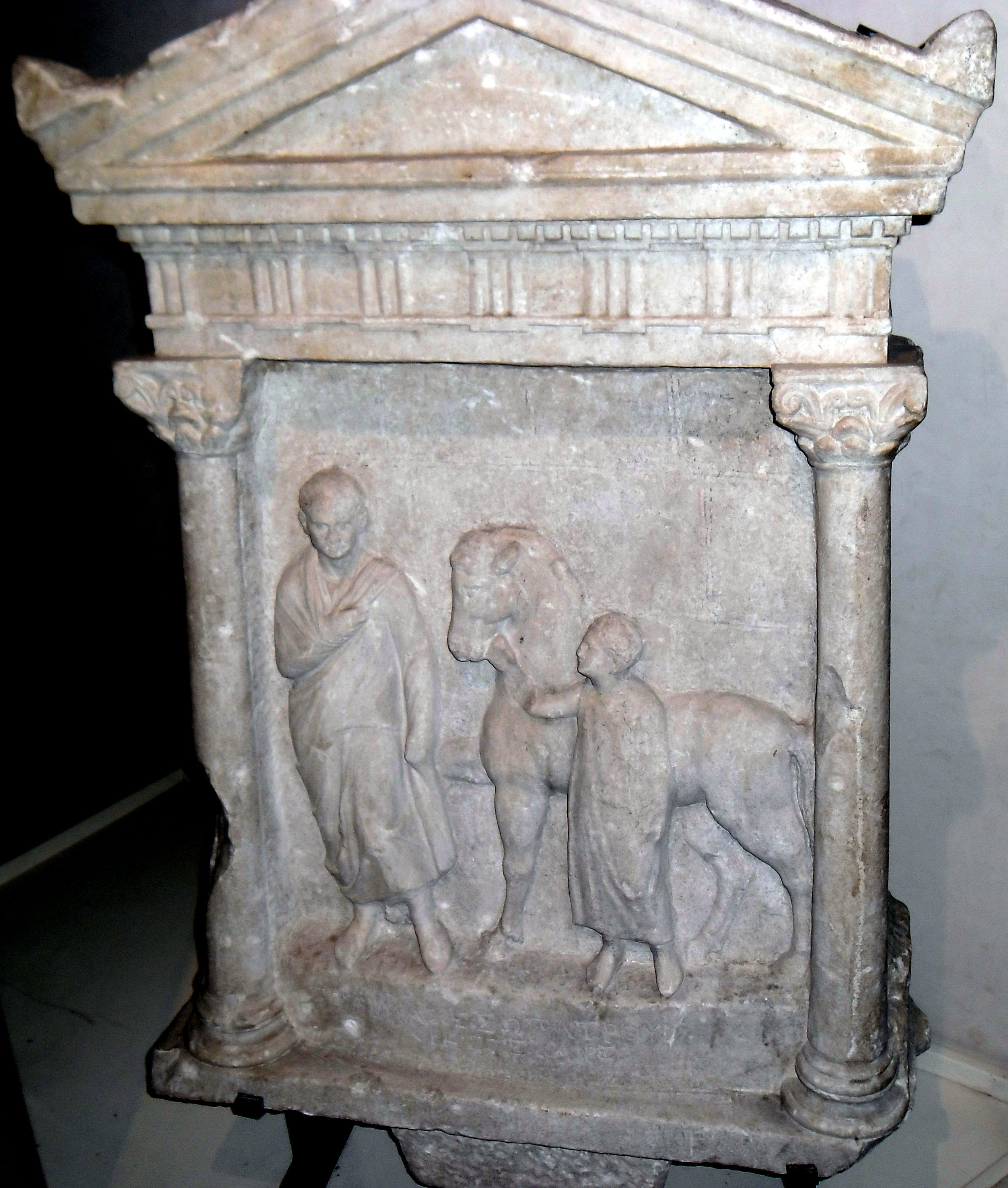
Stèle grecque d'Ankôn
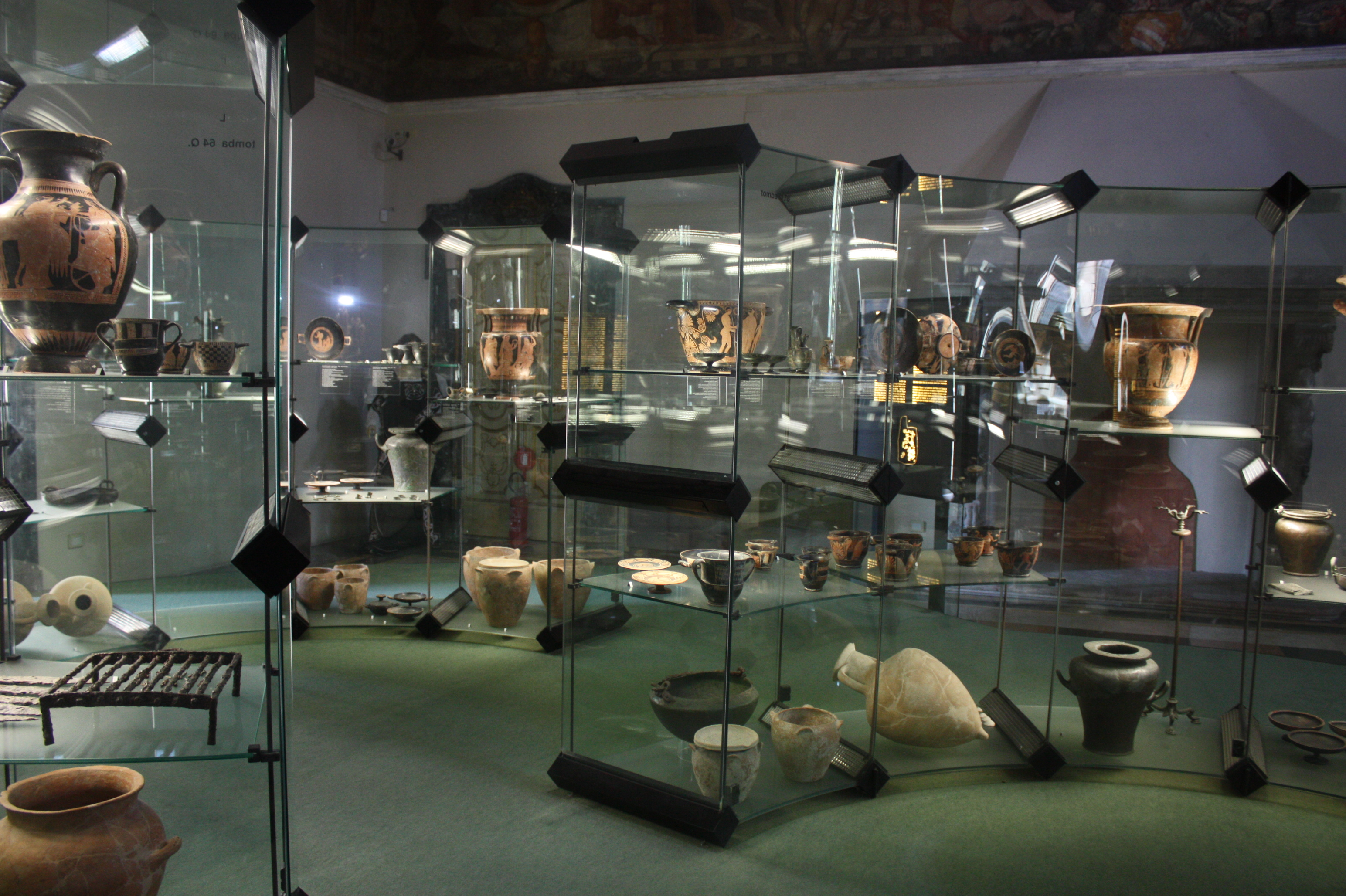
Intérieur du musée
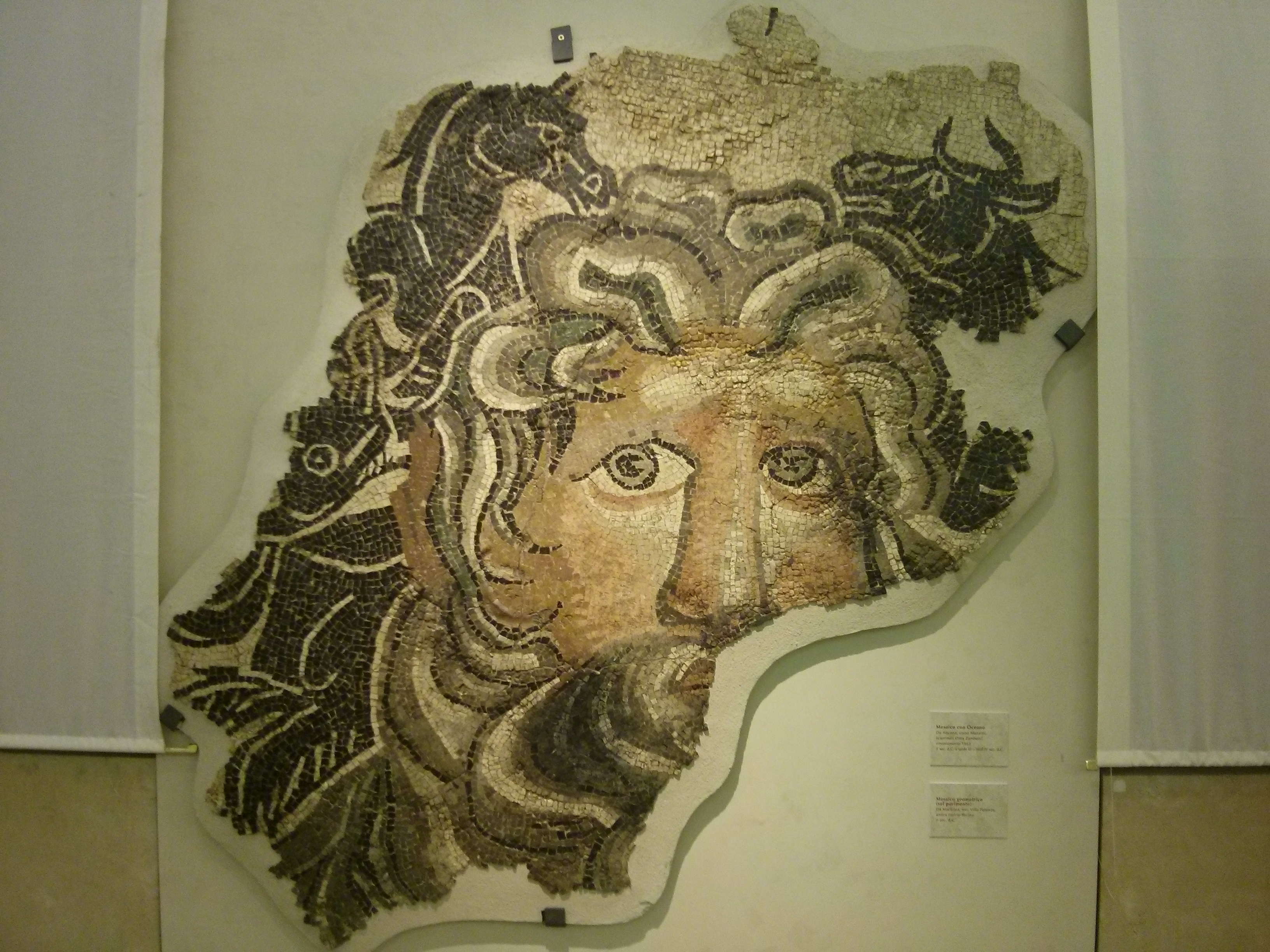
Océan, fils d'Ouranos et Gaïa

### Ancône paléochrétienne et chrétienne
- Cathédrale Saint-Cyriaque (Duomo ou San Ciriaco), de style romano-byzantin ; l'église est devenue la cathédrale peu après l'an Mil[12], et a été achevée en 1189. Une restauration précoce s’est ajoutée en 1234. C’est un bel édifice roman en pierre grise bâti en forme de croix grecque dominée par un dôme. L’église initiale (VIIIe siècle) avait la forme d'une basilique (rectangulaire) et a été construit sur le temple grec d'Aphrodite[12]. La façade possède une porte gothique attribuée à Giorgio da Como (1228) qui a la particularité de posséder deux statues de lions qui soutiennent les colonnes. L’intérieur, qui possède une crypte sous chaque transept, a conservé dans l’ensemble son caractère initial. Il possède dix colonnes attribuées à l’origine au temple d'Aphrodite. L’église a été restaurée avec soin au cours des années 1980.
- Santa Maria della Piazza, église romane construite au Xe siècle mais remaniée jusqu'au XIIIe siècle, possède une discrète et très élégante façade.

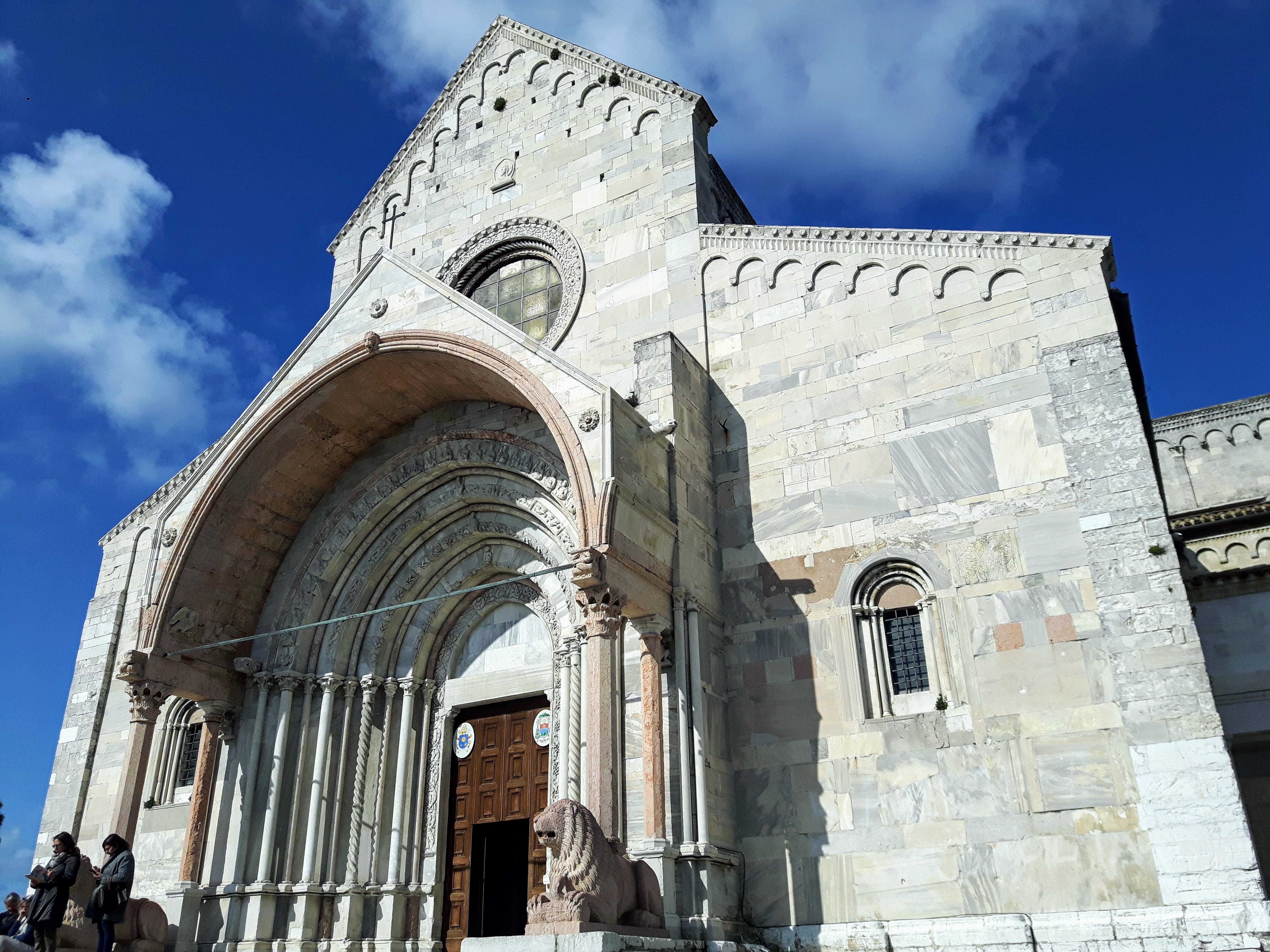
Façade du Duomo de San Ciriaco
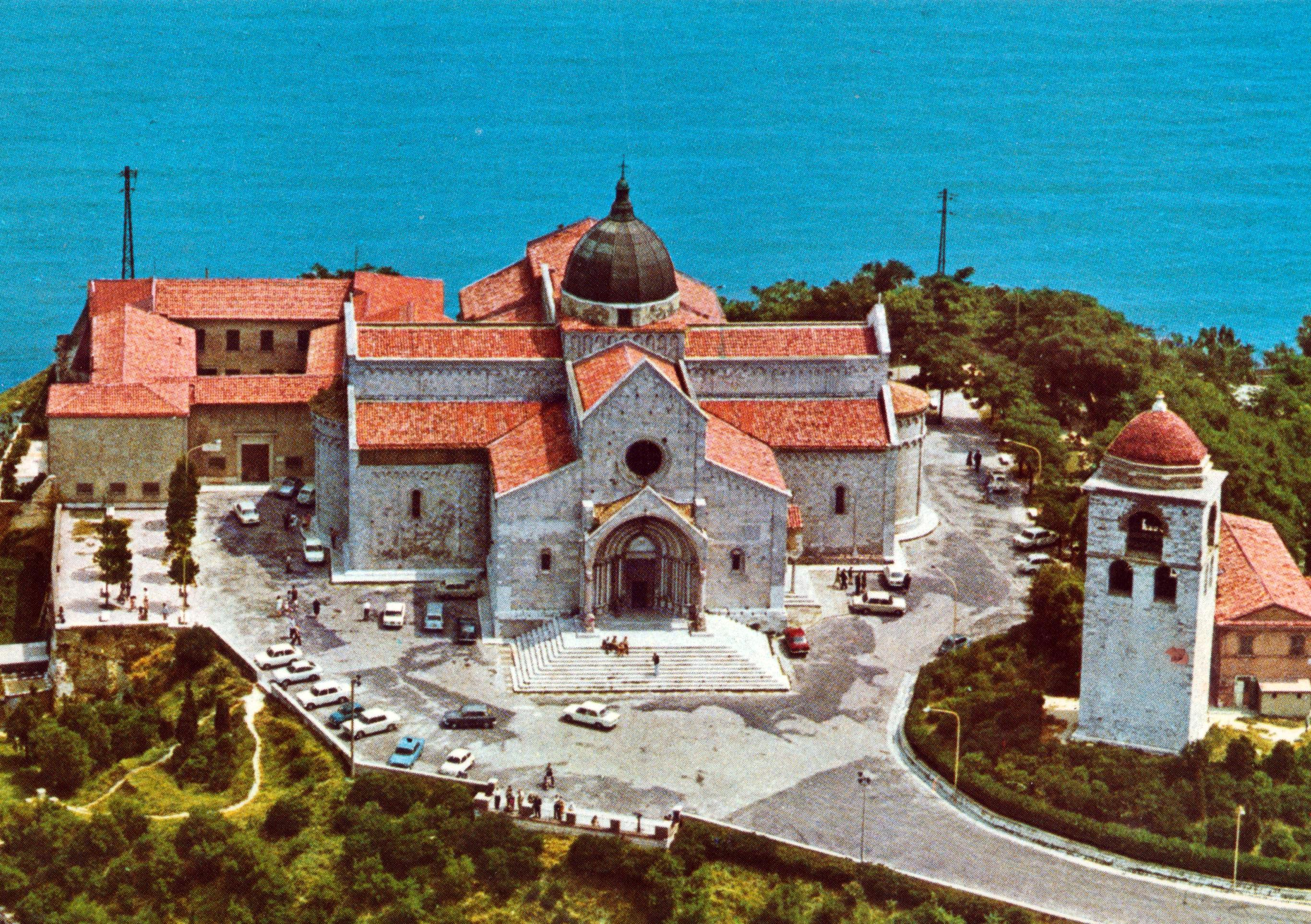
Duomo de Saint-Cyriaque
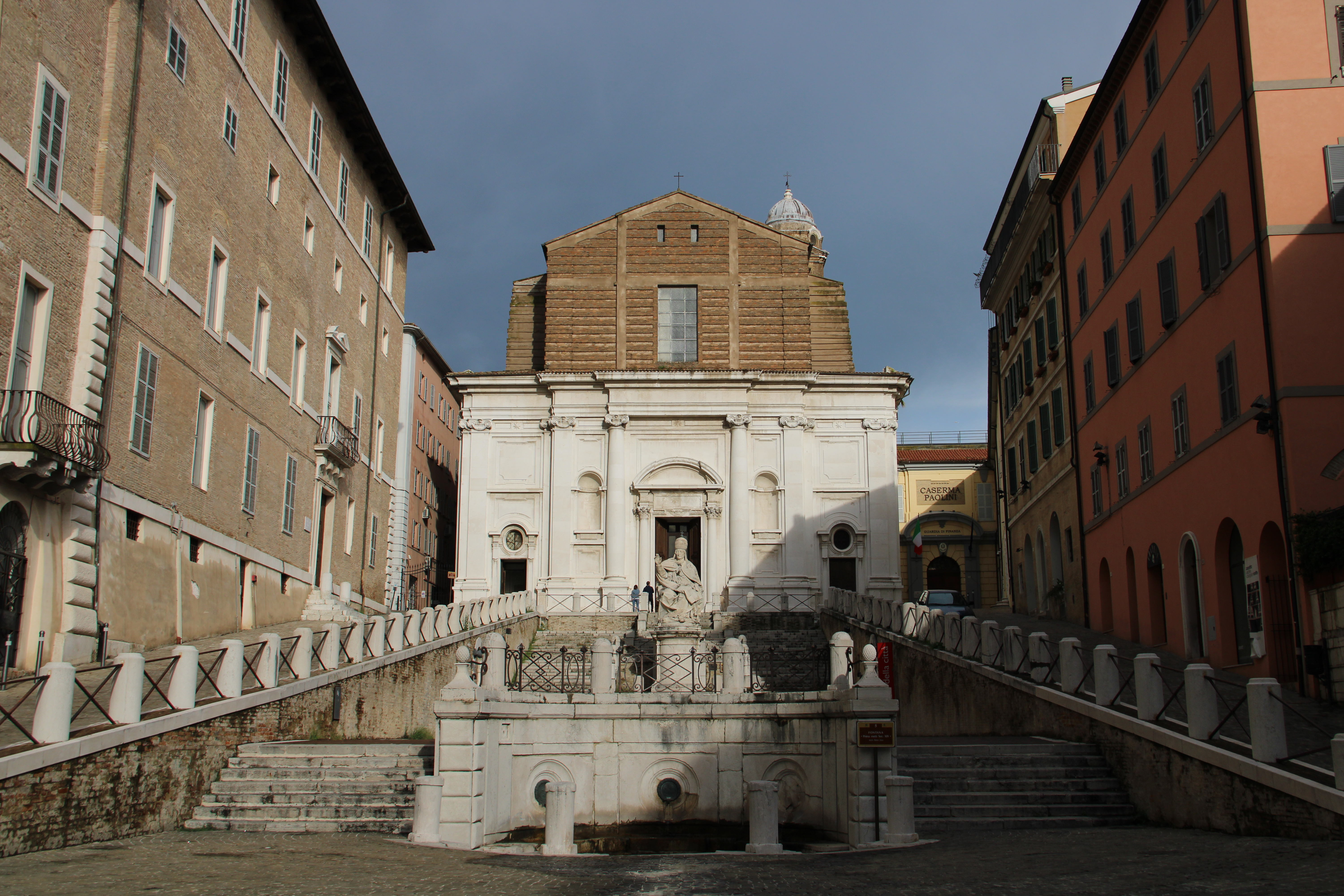
Façade de l'église de San Domenico
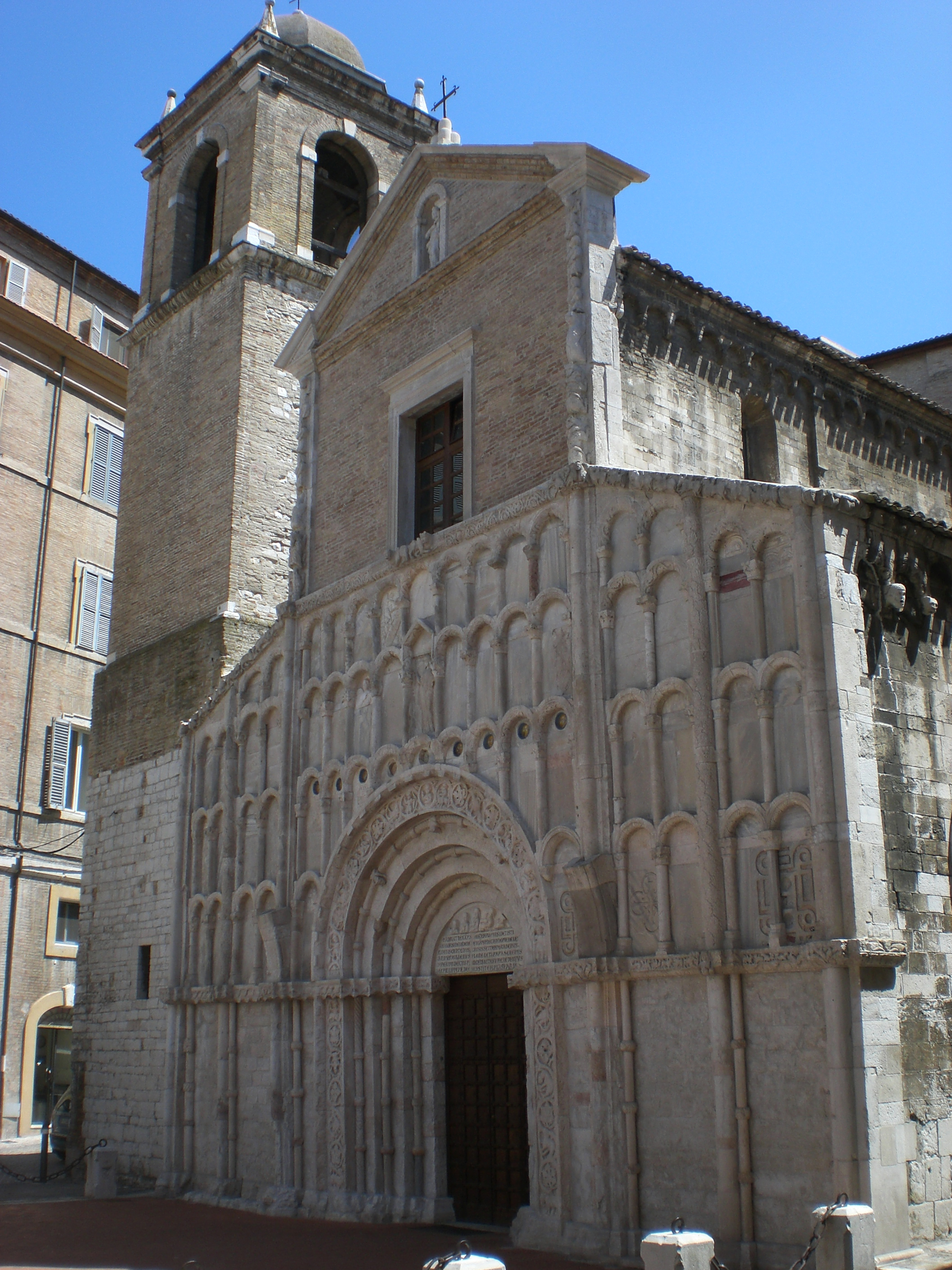
Église Sainte-Marie de la Place
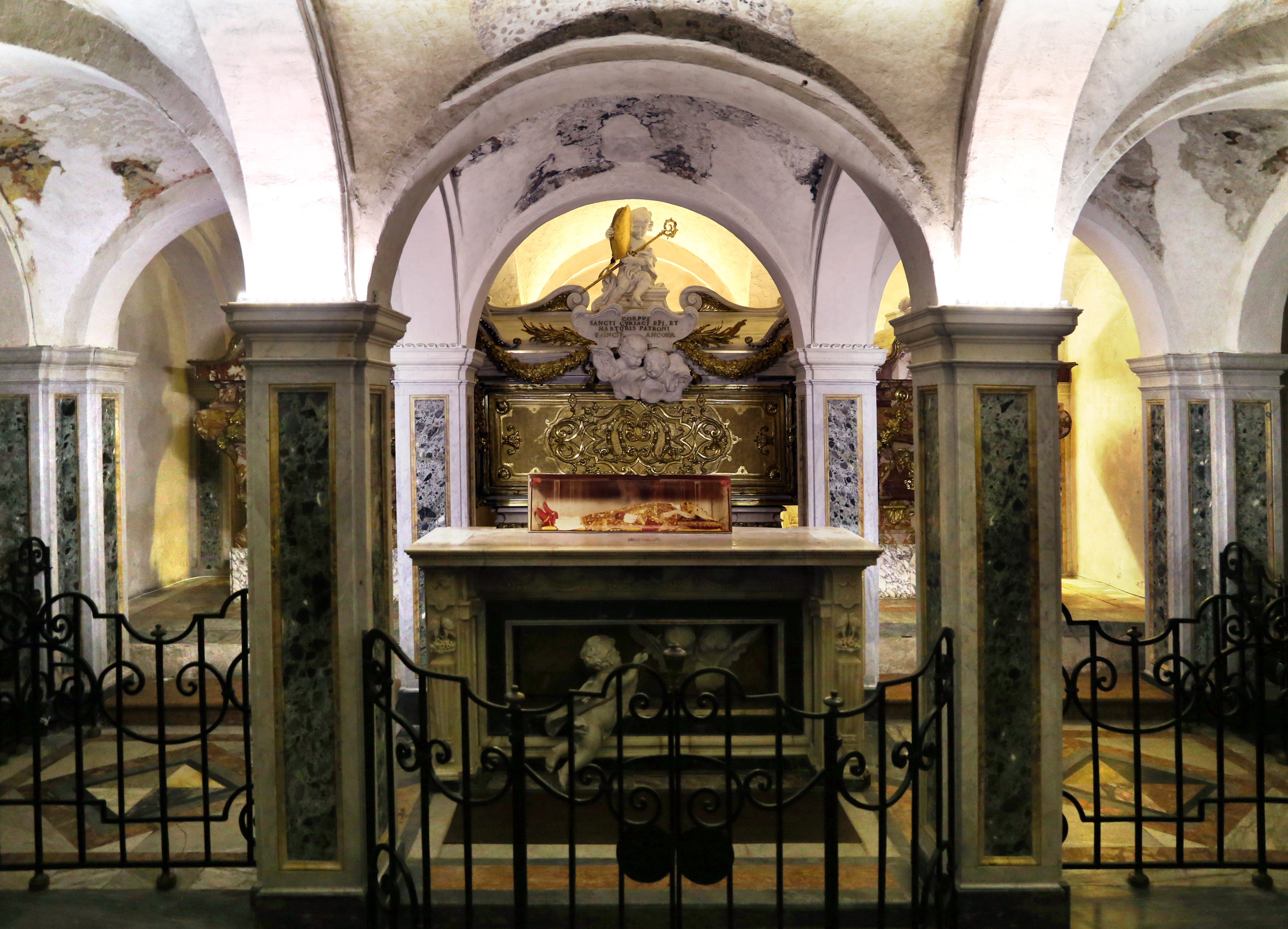
Crypte de San Ciriaco
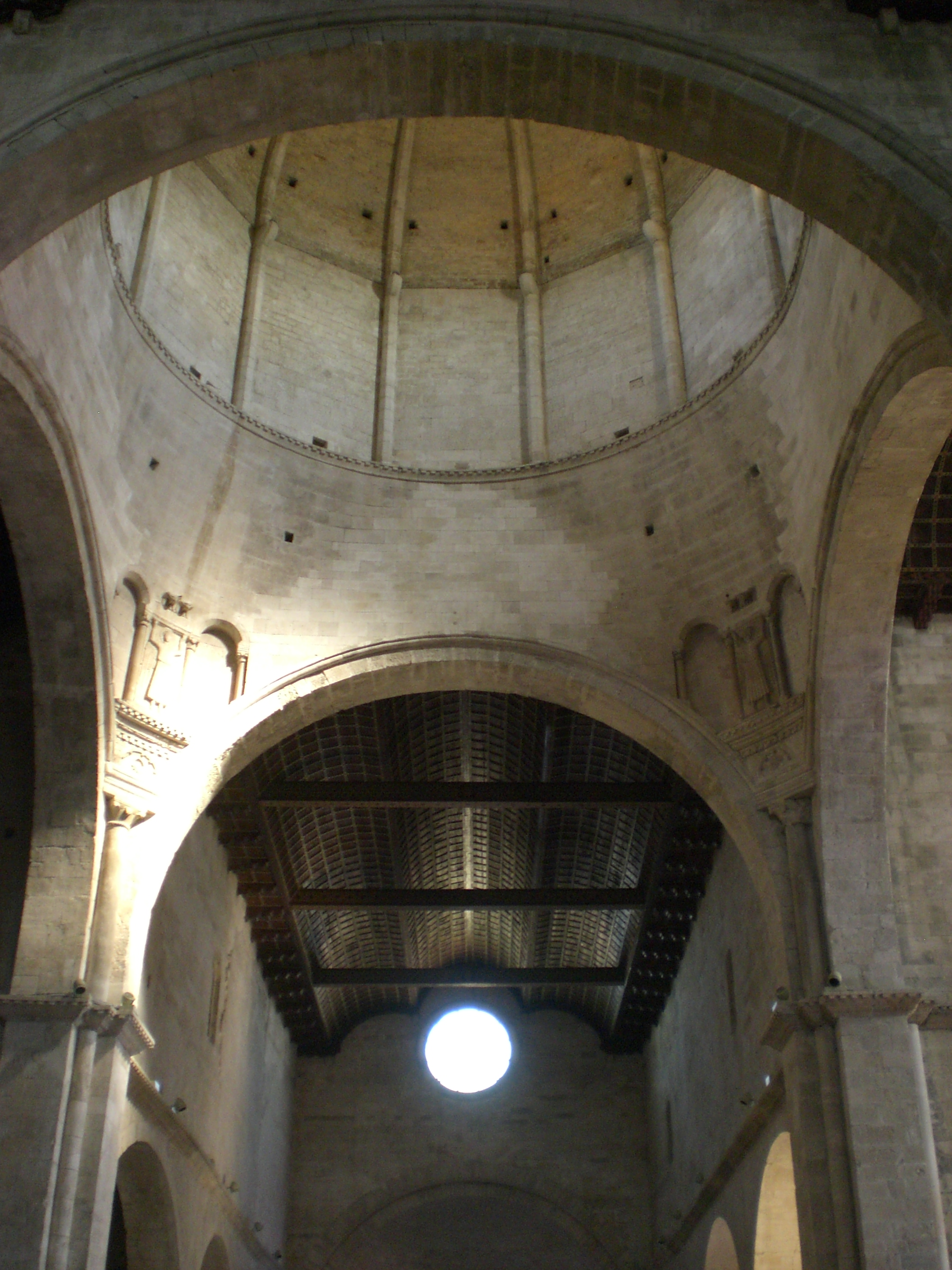
Dôme de Saint-Cyriaque

### Ancône gothique et pré-Renaissante
- Loge des marchands (Loggia dei mercanti), Saint-François des escaliers (San Francesco delle Scale) et portail de l'ancienne église de Saint-Augustin (portale di Sant'Agostino), édifices entre le style gothique et proto-Renaissance, conçu et construit par Georges le Dalmate au XIVe siècle, restauré depuis.
- Palais des Anciens
- Palais du Sénat
- Palais Benincasa (gothique tardif)

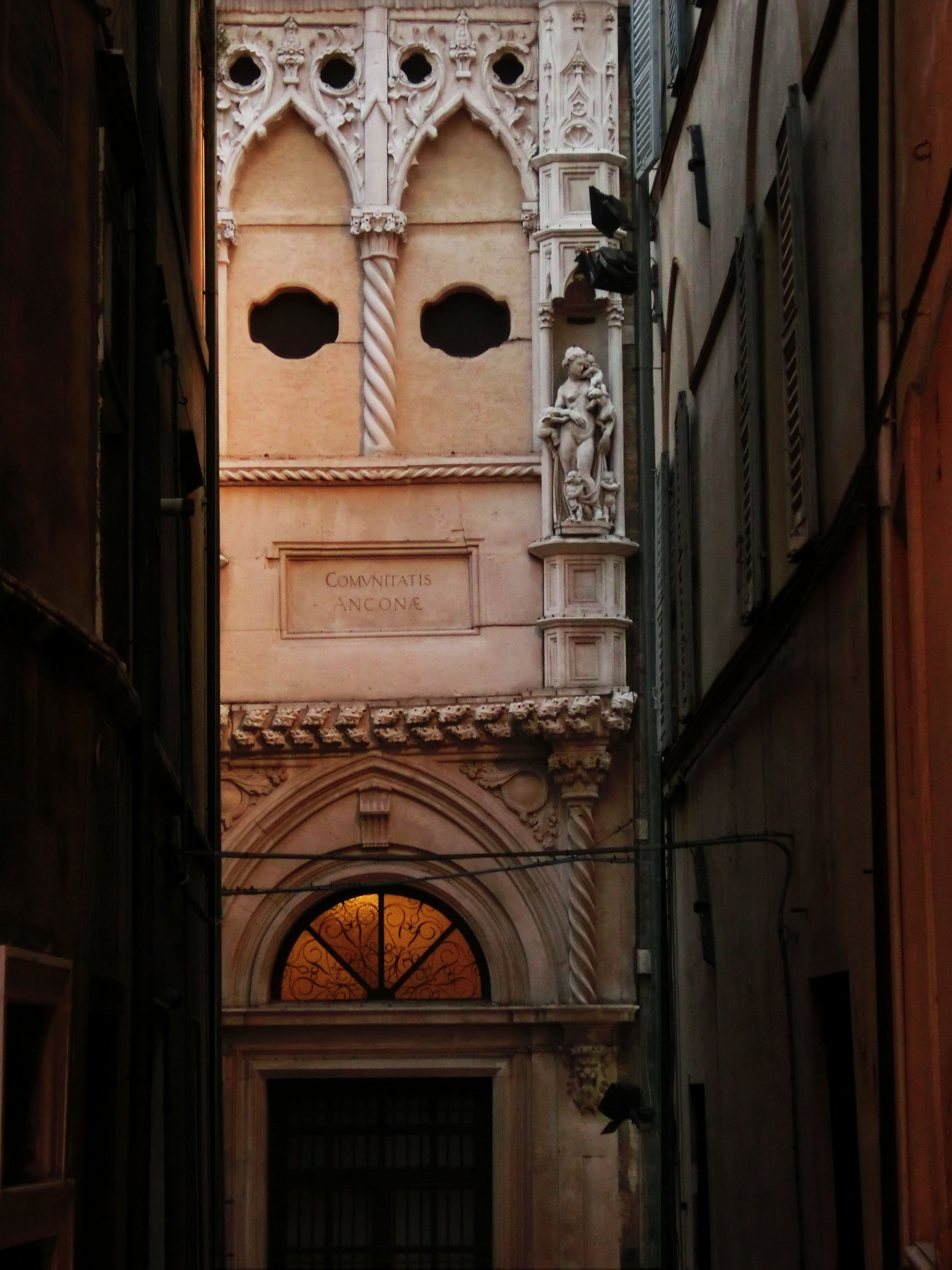
Vue partielle de la Loge des Marchands
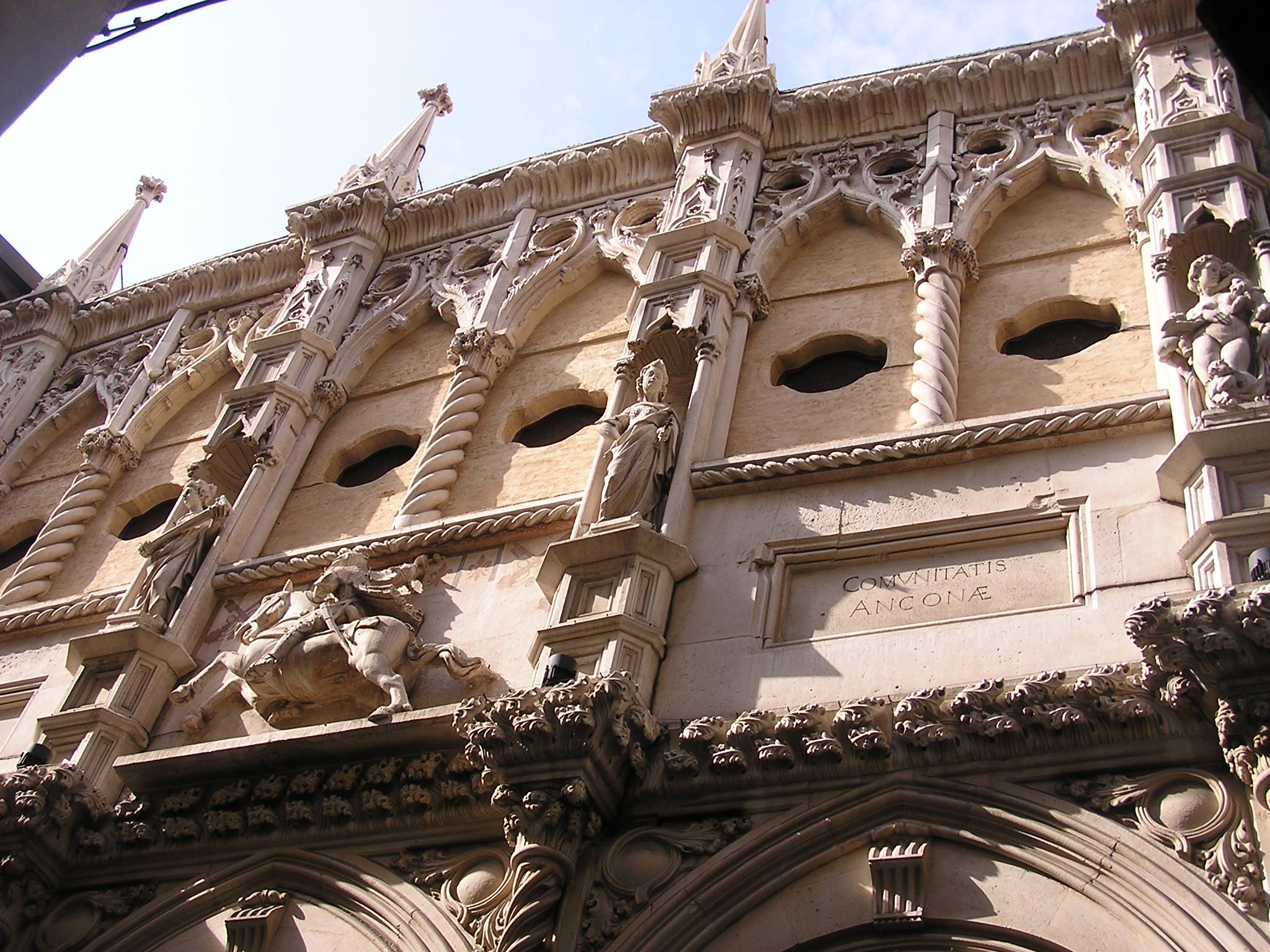
Loge des Marchands
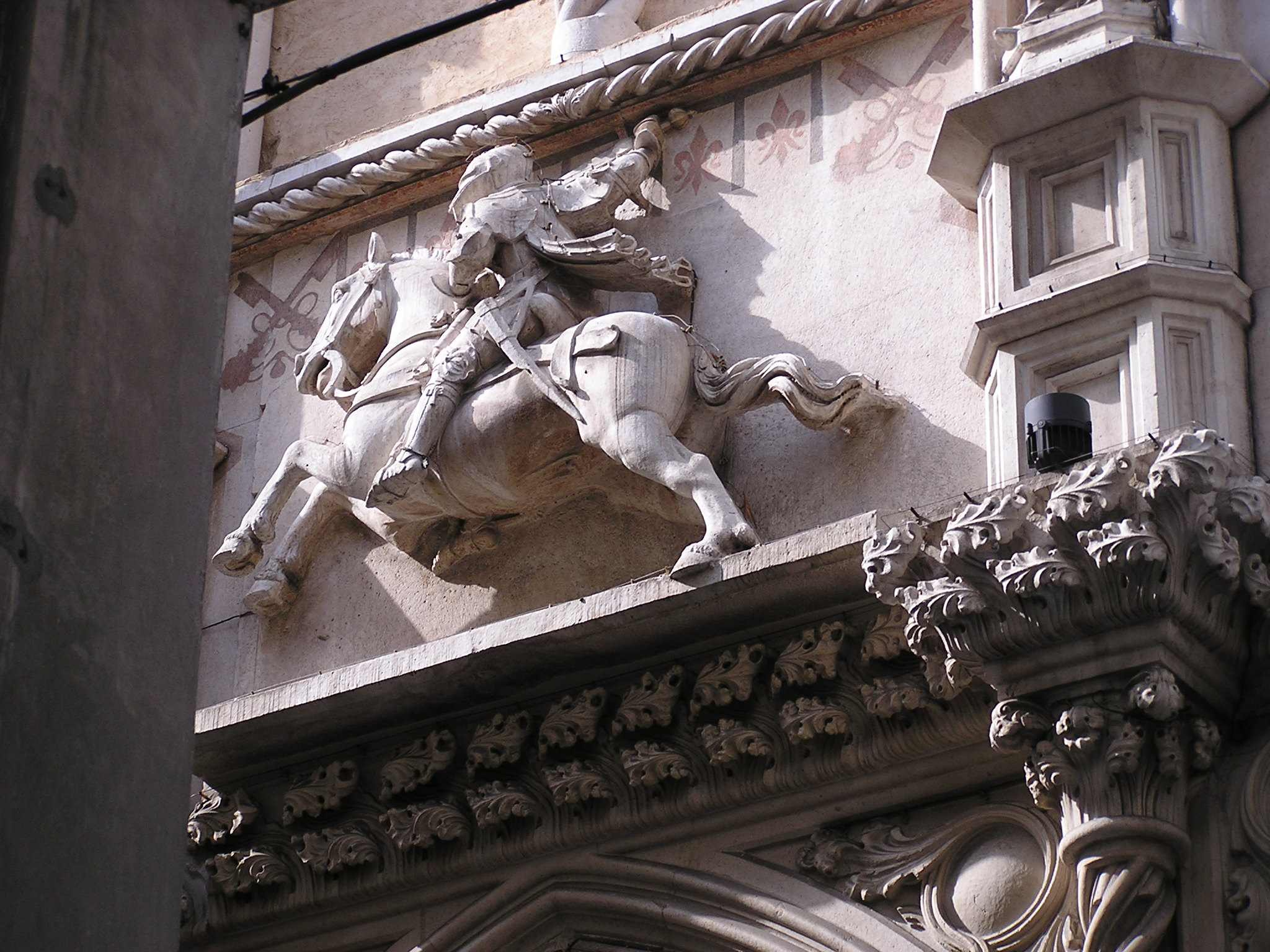
Armoiries civiques de la Loge des Marchands, Giorgio da Sebenico
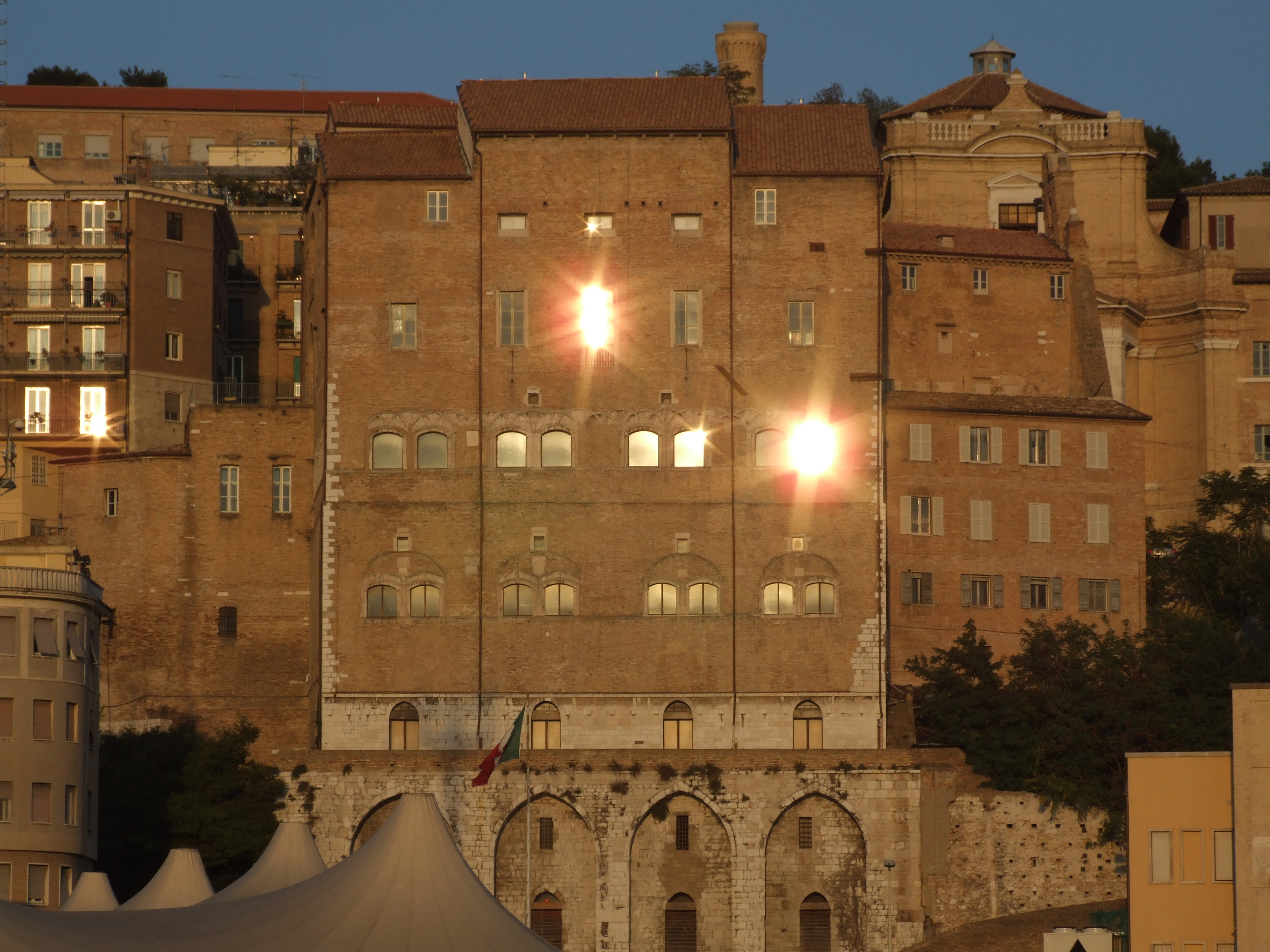
Palais des Anciens
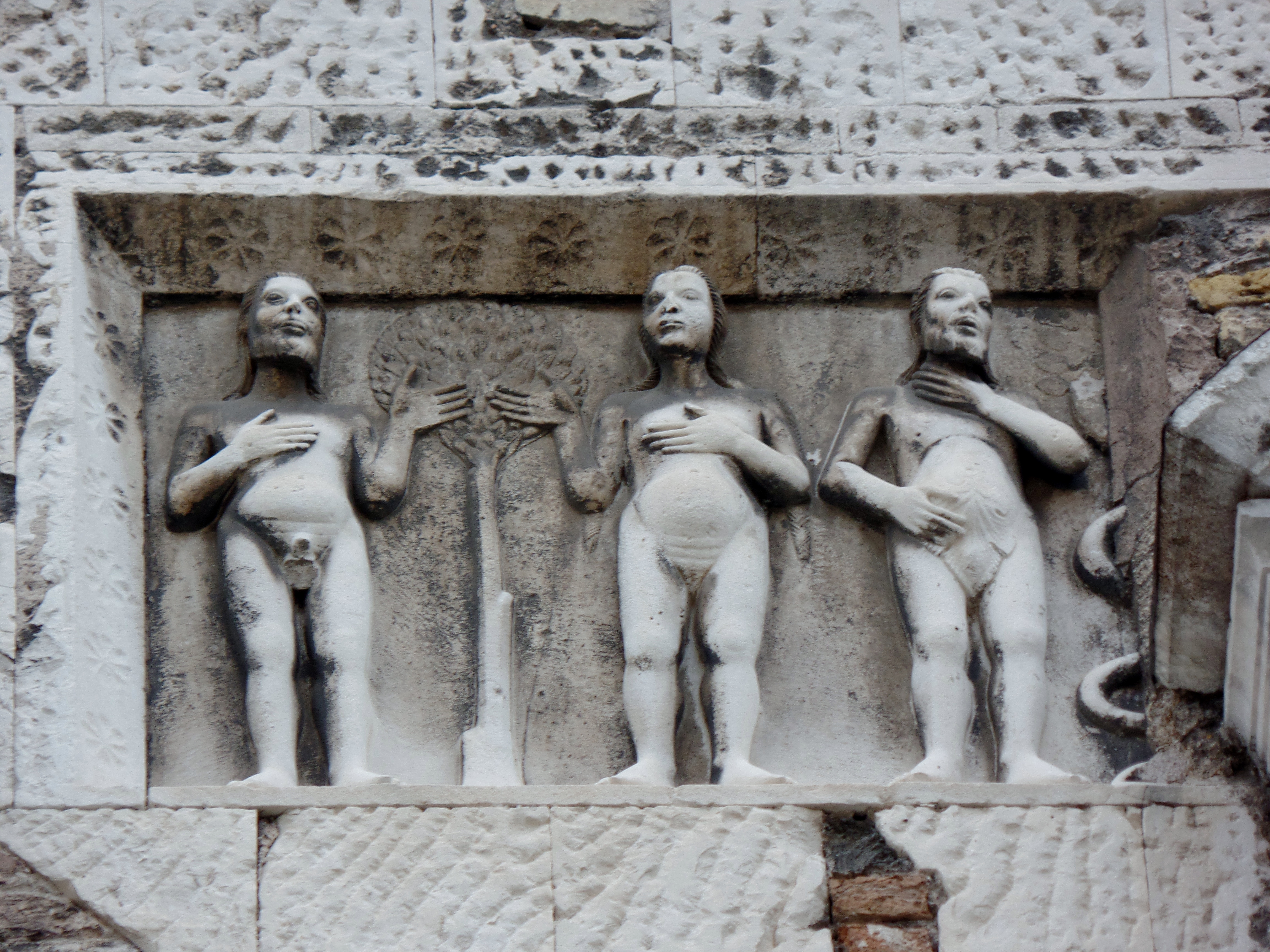
Détail de la façade gauche du palais des Anciens
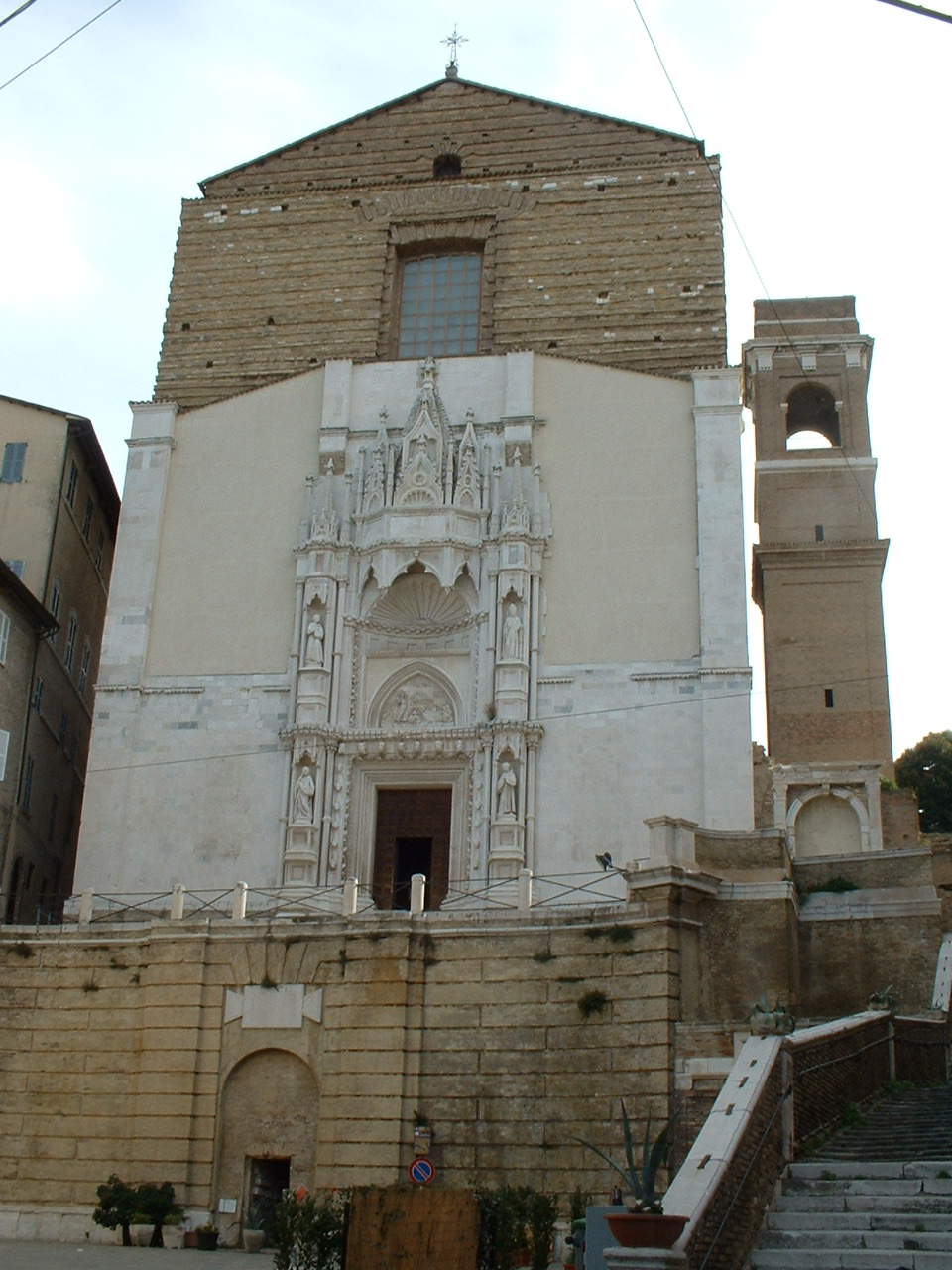
Église Saint-François aux escaliers (san Francesco alle Scale)
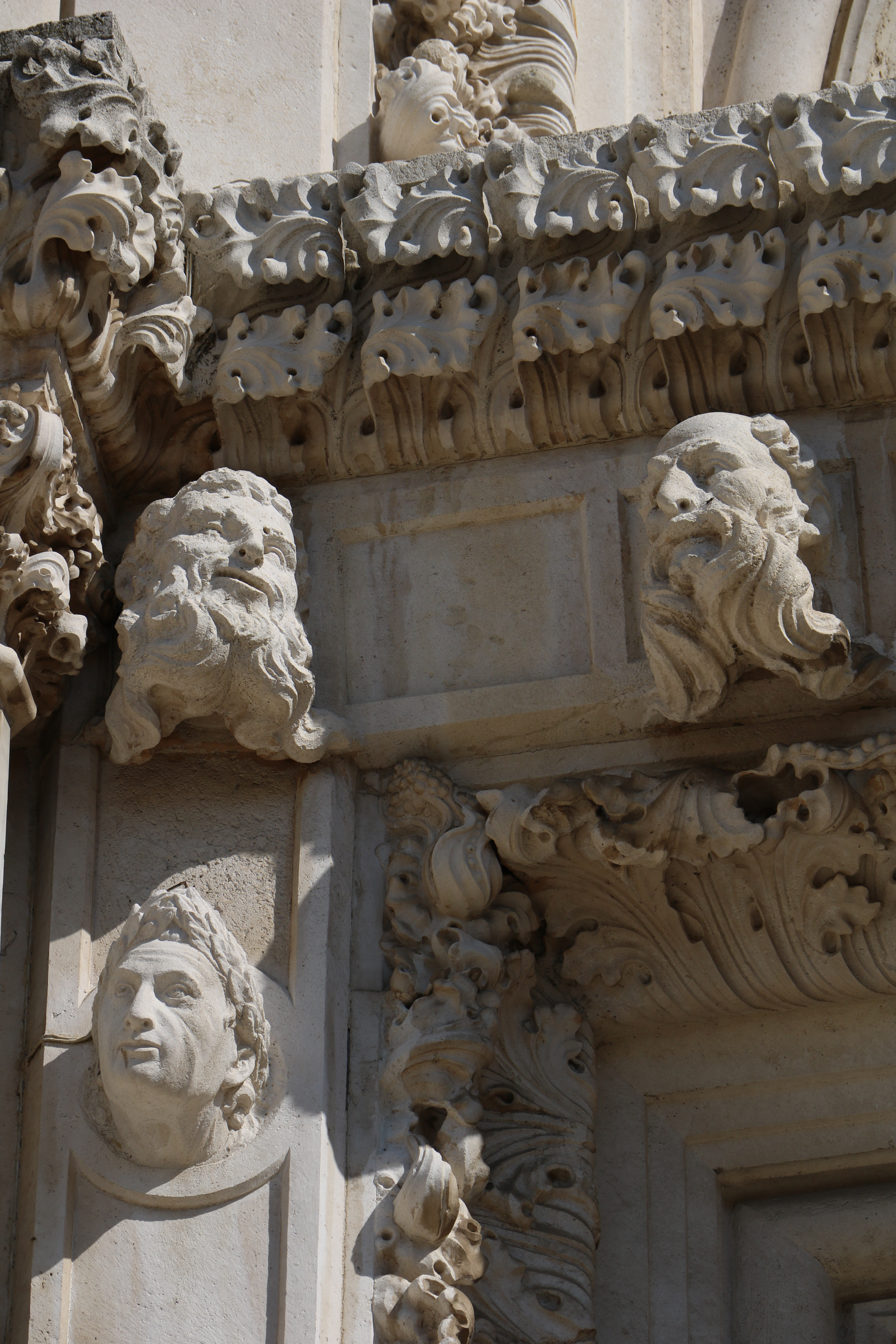
Détail de san Francesco alle Scale
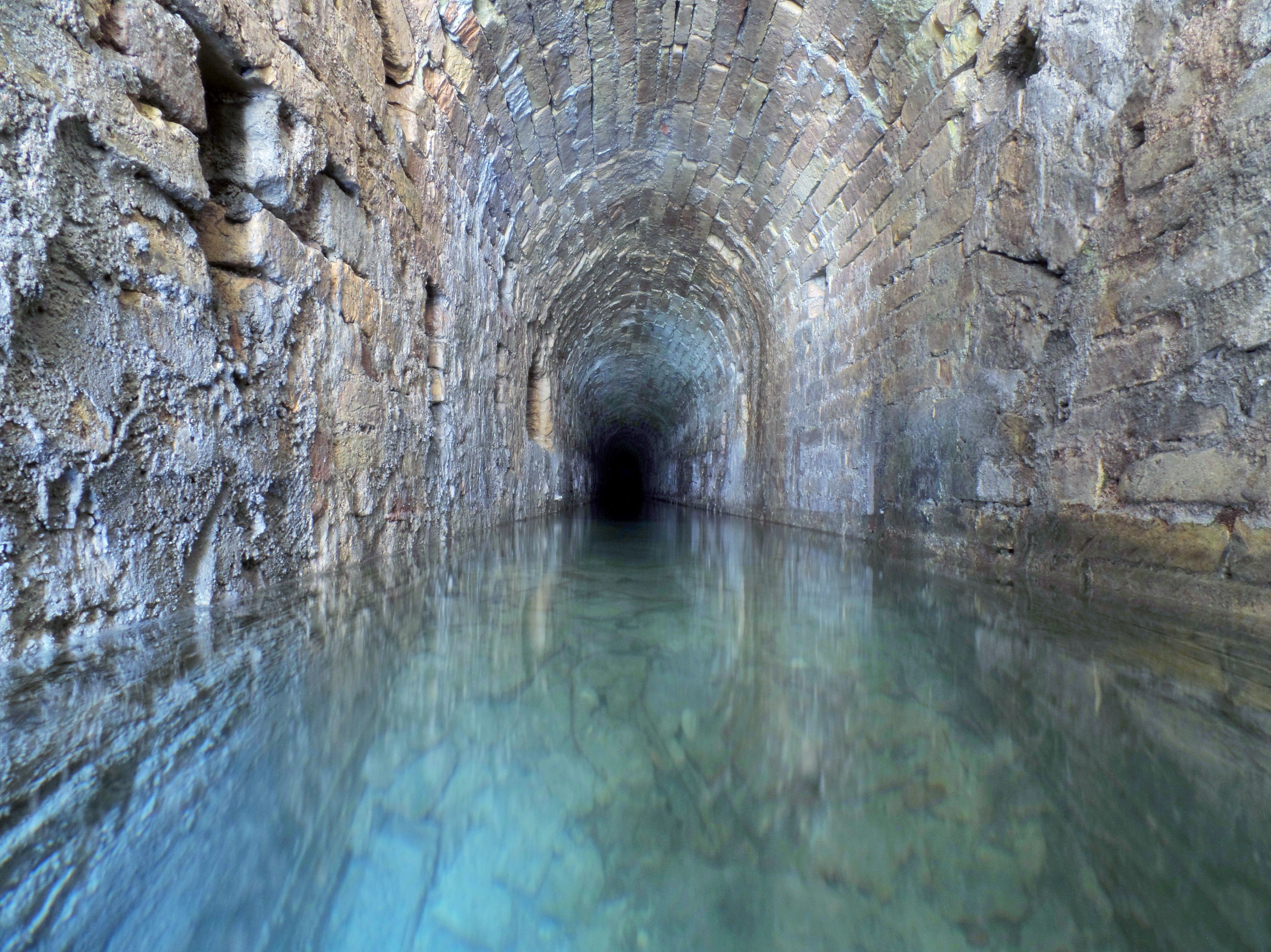
Canal souterrain de san Francesco alle Scale
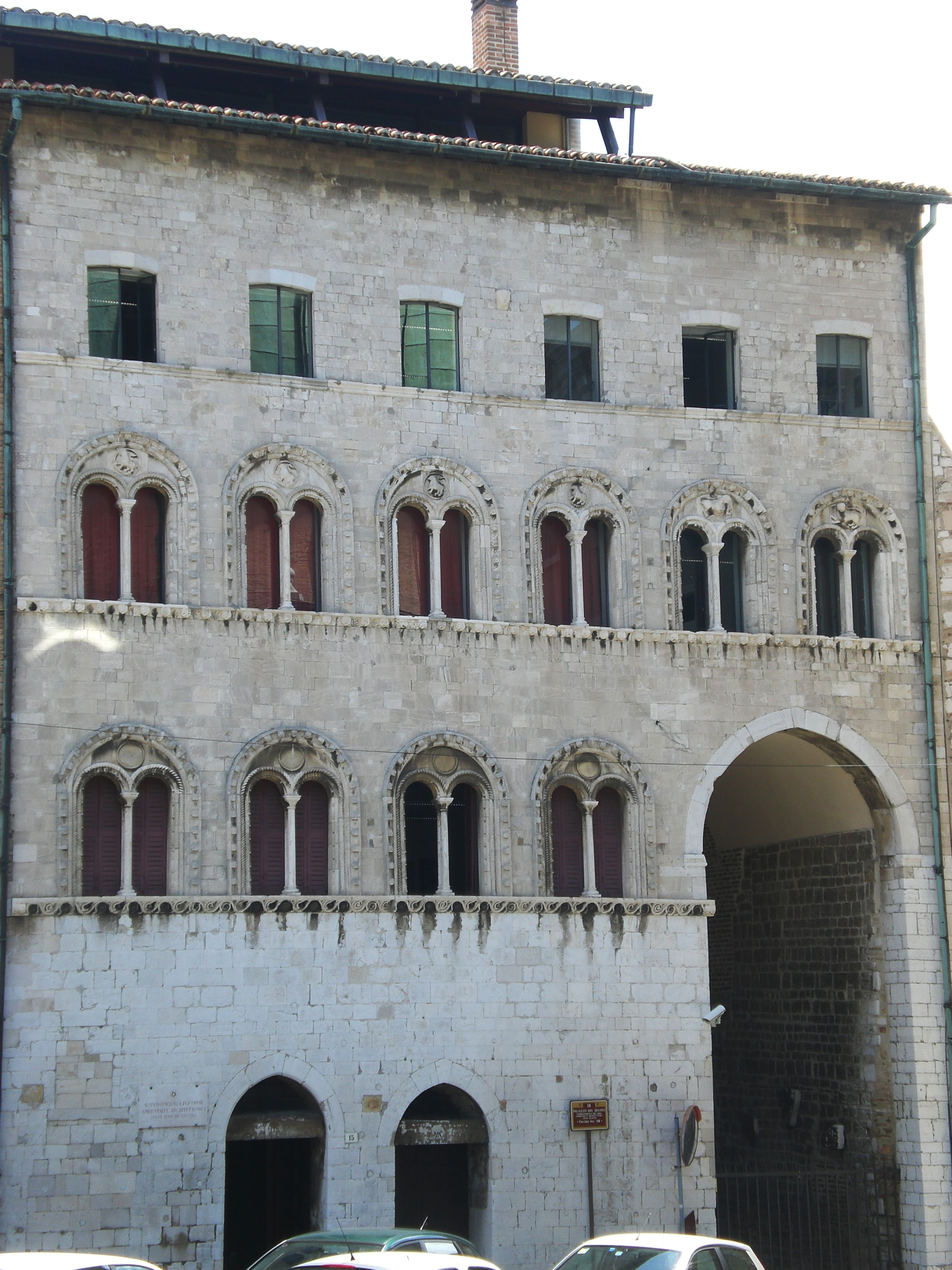
Palais du Sénat
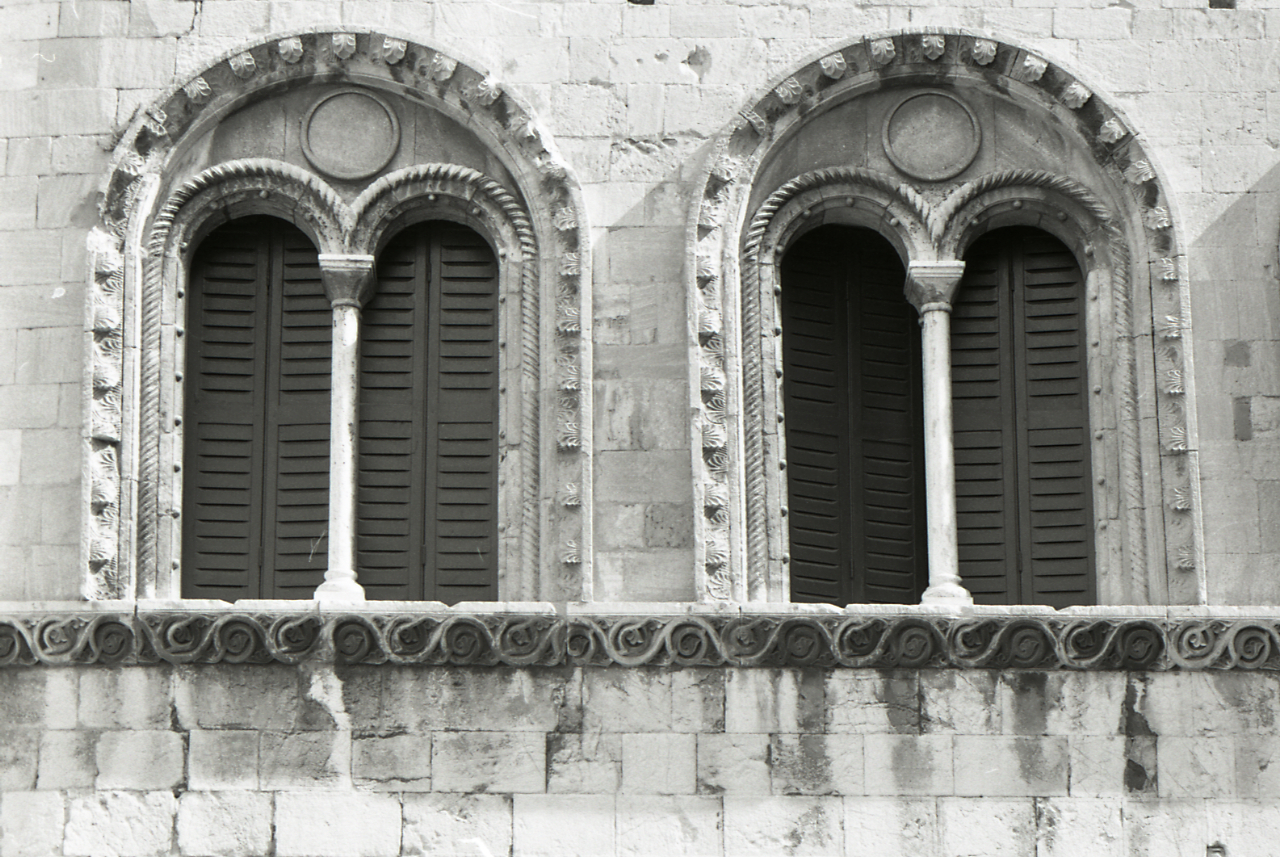
détail du palais du Sénat
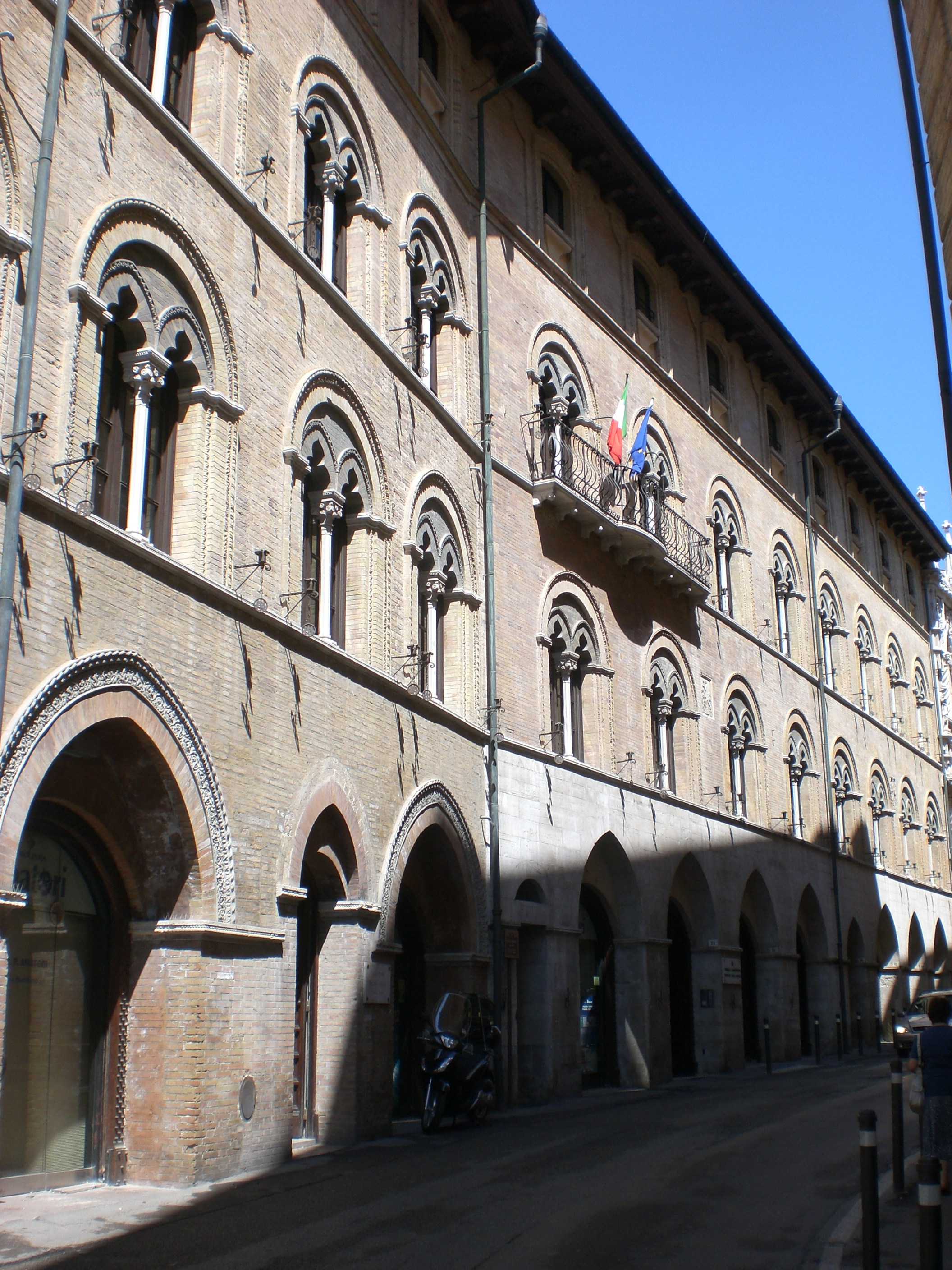
Palais Benincasa
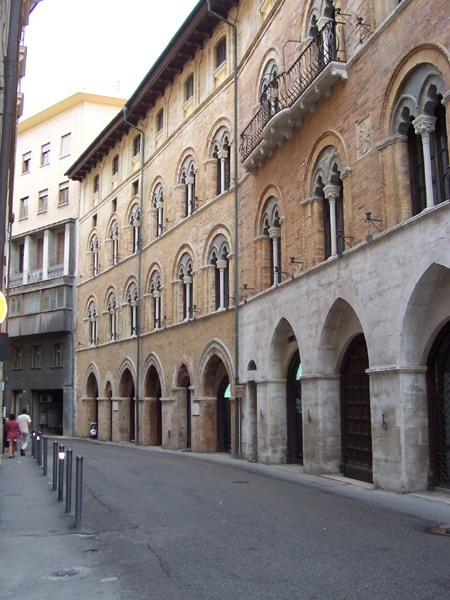
Autre vue du Palais Benincasa

### Ancône Renaissante
- Palais Bosdari
- Pinacothèque Francesco Podesti ou Pinacoteca communale, avec des toiles du Titien, Lorenzo Lotto, Carlo Crivelli, Guercino, Sebastiano del Piombo, Olivuccio di Ciccarello, Ciro Ferri, Sassoferrato et d'autres artistes. La pinacothèque civique Francesco podesti d’Ancône est née en 1884. Son institution est due surtout à l’intérêt fervent du peintre ancônitain Francesco Podesti, auquel la collection d’art a été rapidement consacrée. Il recueille quelques peintures de valeur universelle pour l’histoire de l’art italien et d’autres de grand intérêt pour la compréhension de la peinture dans les Marches du XIVe au XIXe siècle. La pinacothèque, malgré son importance, a été fermée de 2011 à 2015 pour des travaux d’agrandissement et de rénovation et n’a été rouverte que partiellement en juin 2016.
- Musée diocésain d’Ancône

#### Quelques œuvres d’art présentes dans les musées et églises de la ville

Madonne d’Ancône de Carlo Crivelli
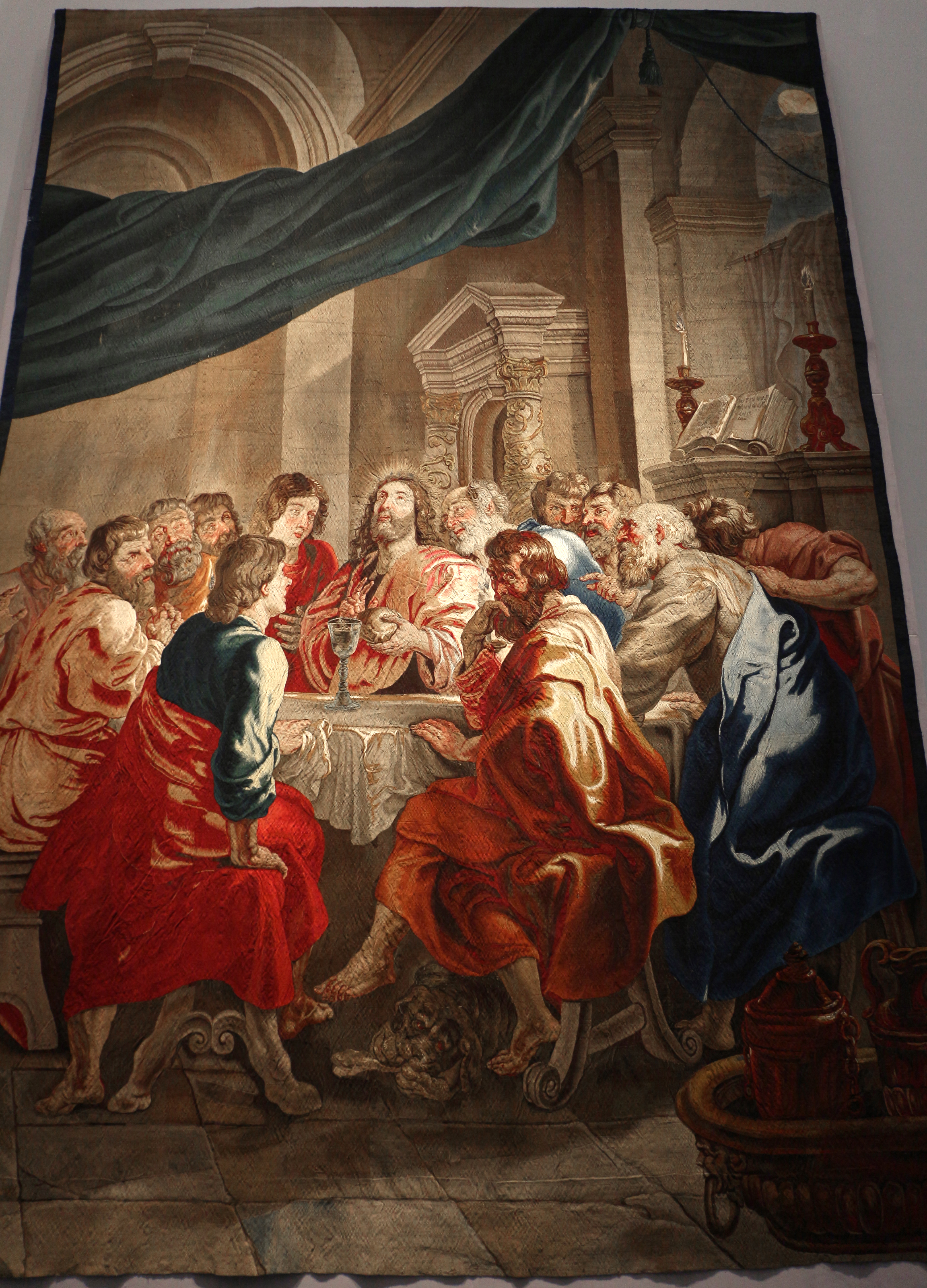
Institution de l’eucharistie, Jan Raes d’après dessins de Rubens, 1632/1650. Musée diocésain.
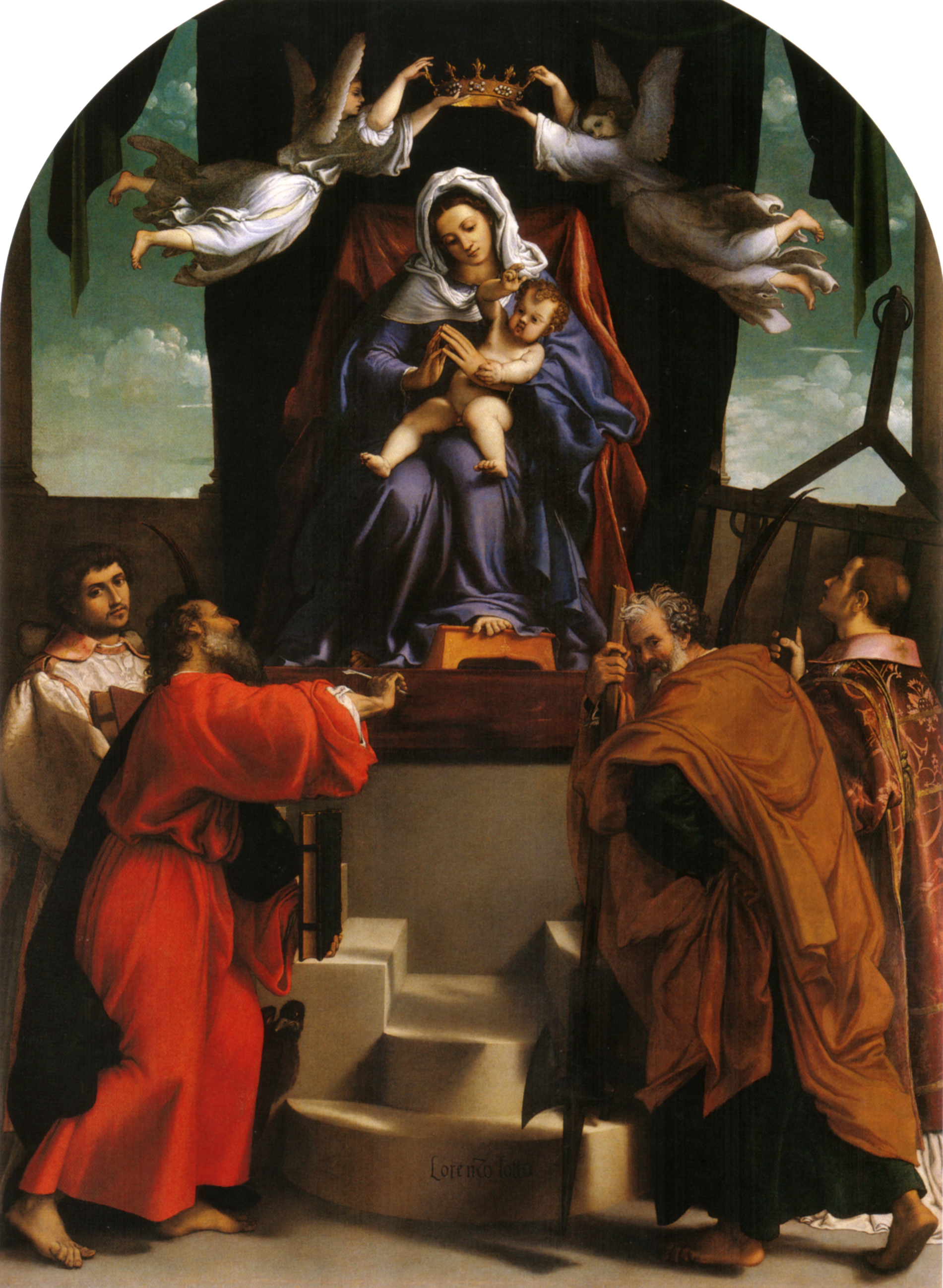
Retable de la Hallebarde, Lorenzo Lotto
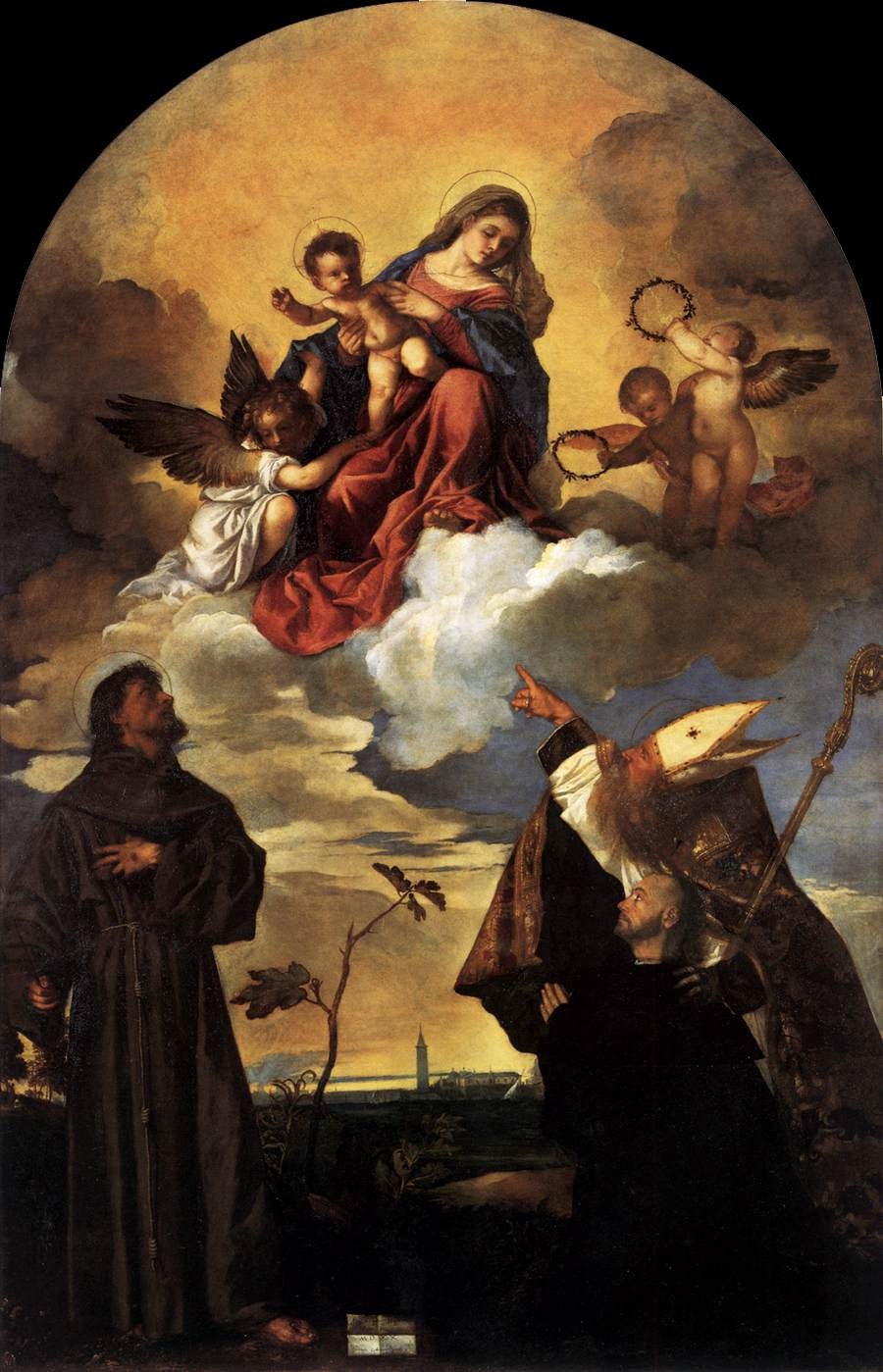
Retable Gozzi, du Titien
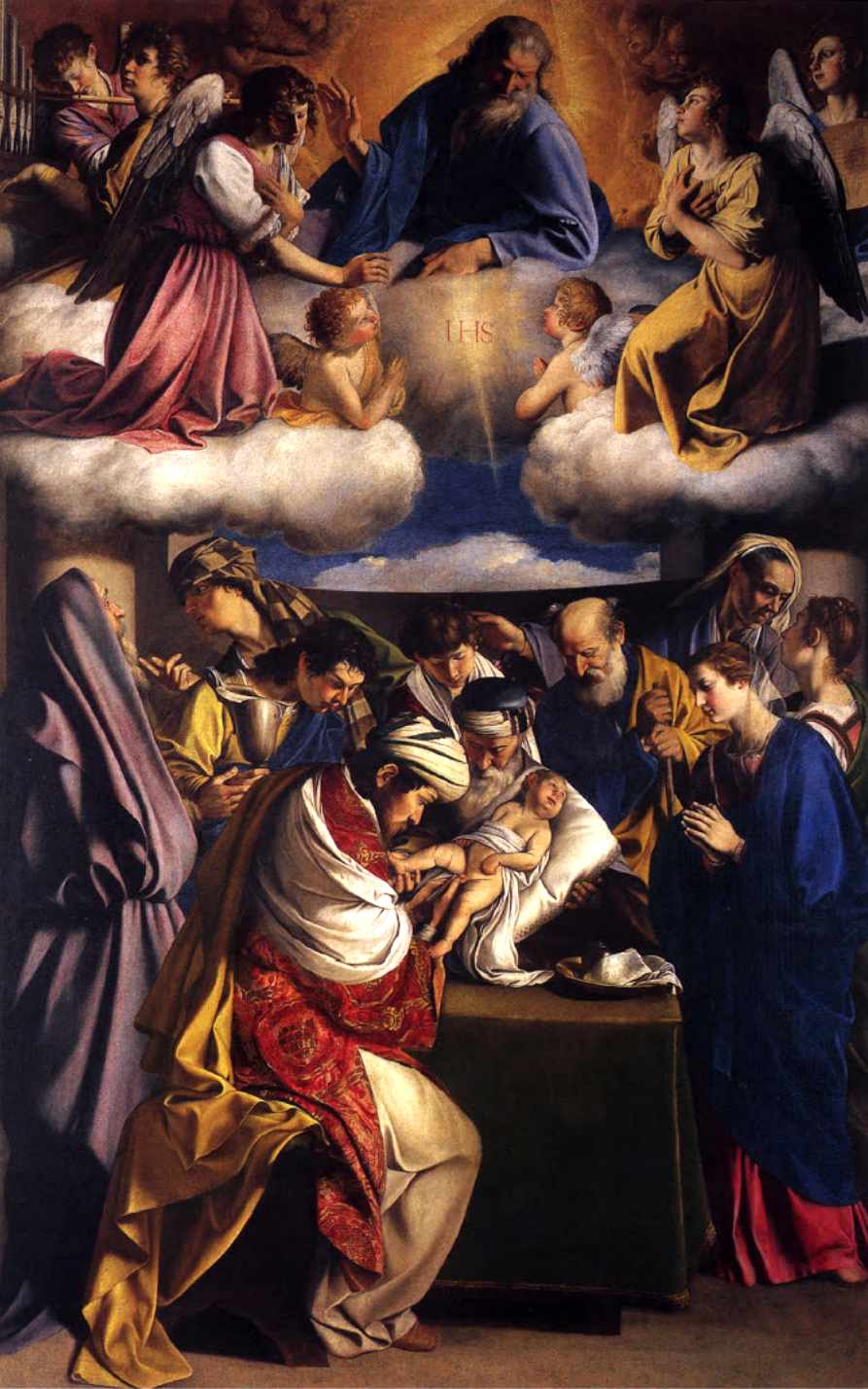
La Circoncision d’Orazio Gentileschi
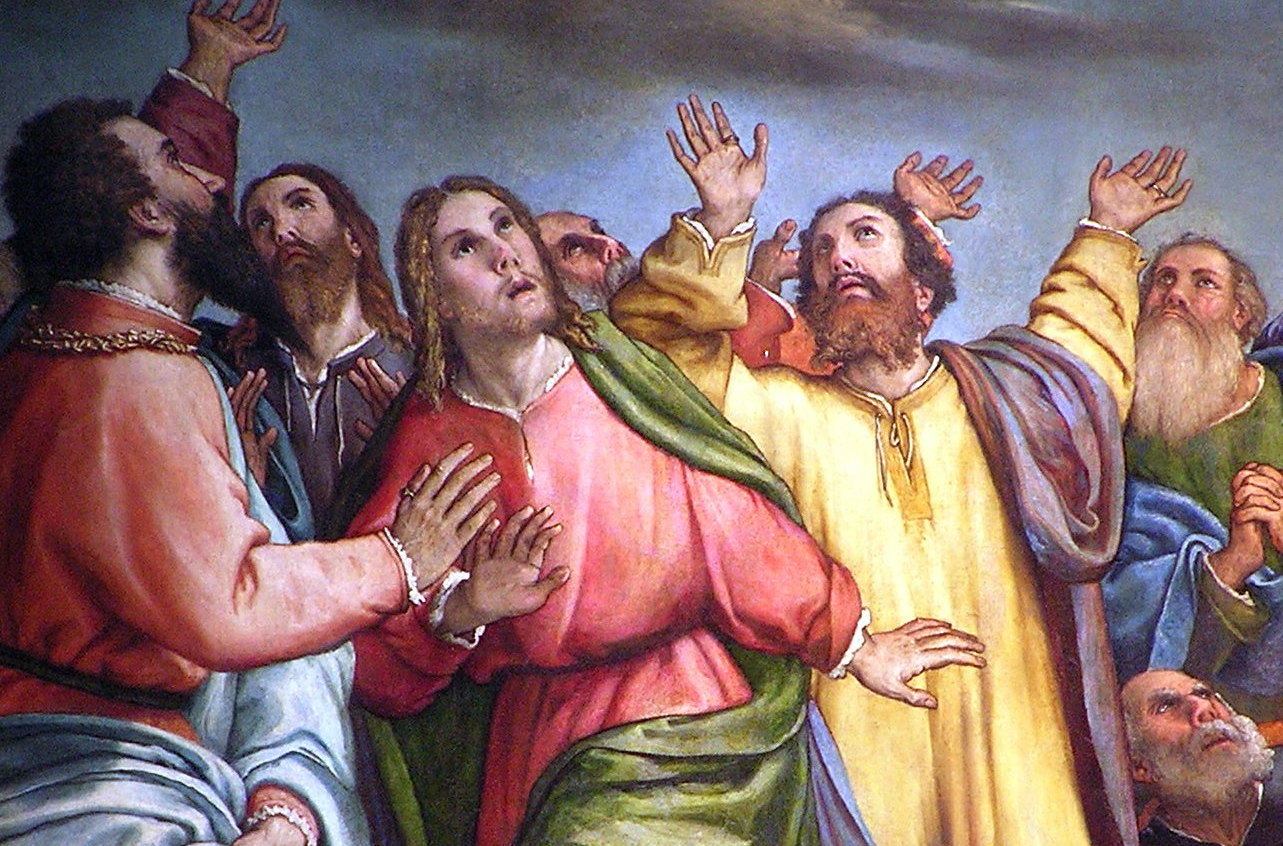
Détail du retable de l’Assomption de Lorenzo Lotto in San Francesco alle Scale
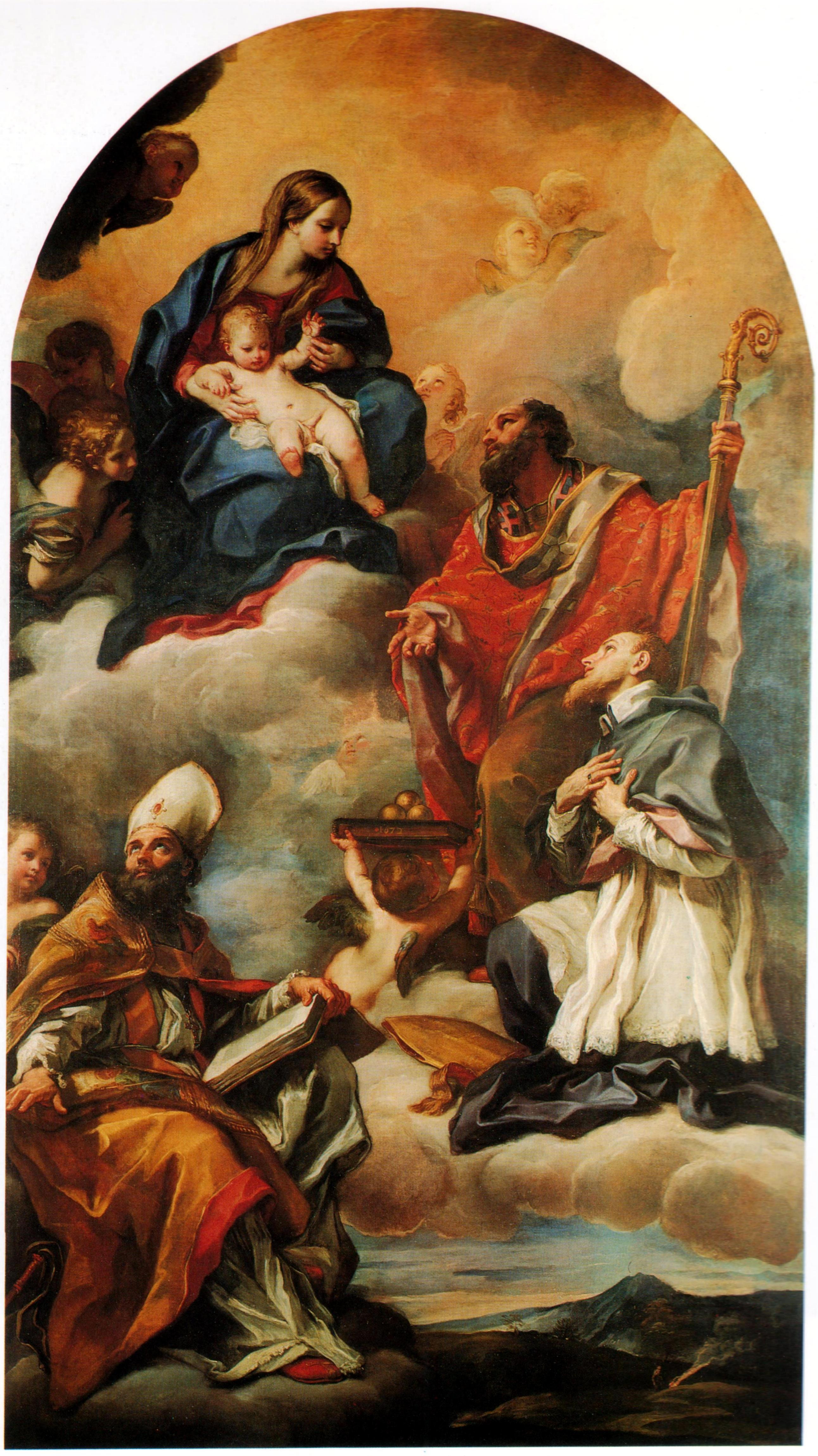
Retable de la Vierge à l’Enfant, saint Ambroise, saint François de Salles et saint Nicolas, Carlo Maratta
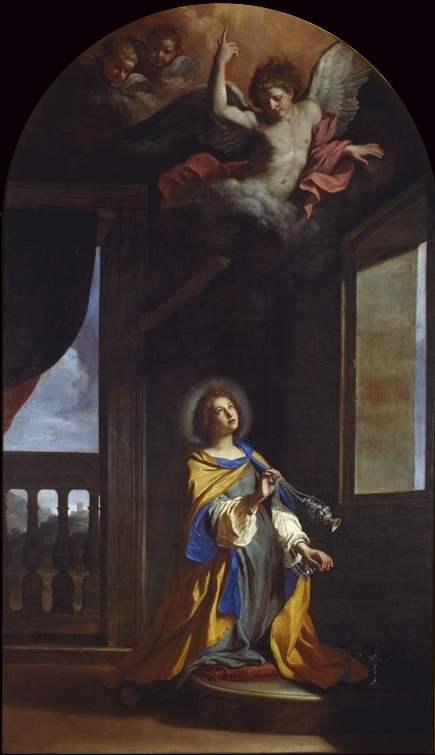
Sainte Palazia du Guerchin (env.1658)
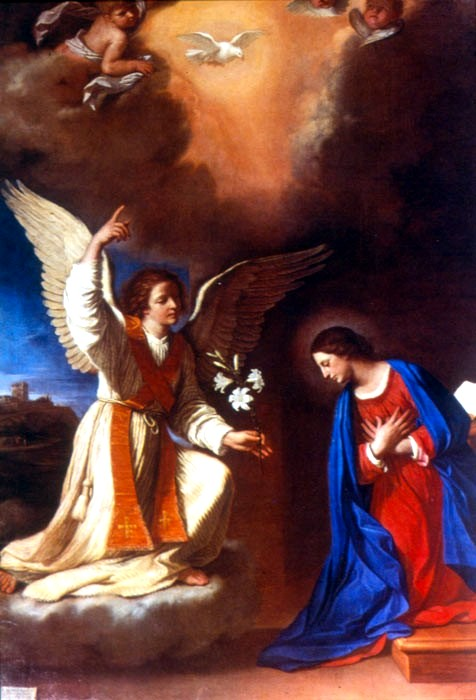
Annonciation du Guerchin en l’Église San Domenico
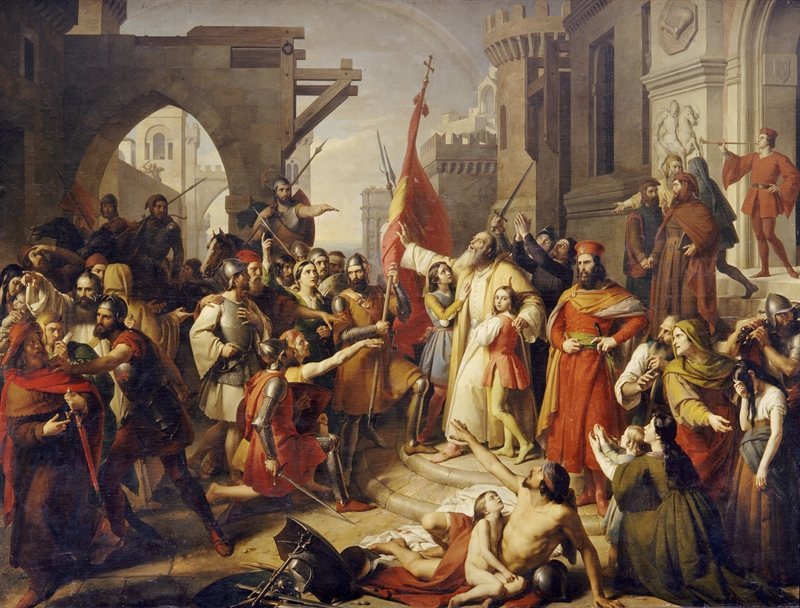
Le Serment des Ancônitains, Francesco Podesti, 1844

- Place du Plébiscite (nommé communément piazza del Papa en raison de la statue de Clément XII - XVe siècle
- Fontana del Calamo (ou Fontaine des treize robinets) de Pellegrino Tibaldi
- La Citadelle d'Ancône construite en 1532 d’Antonio da Sangallo le Jeune avec l’aide d’Antonio Labacco,...

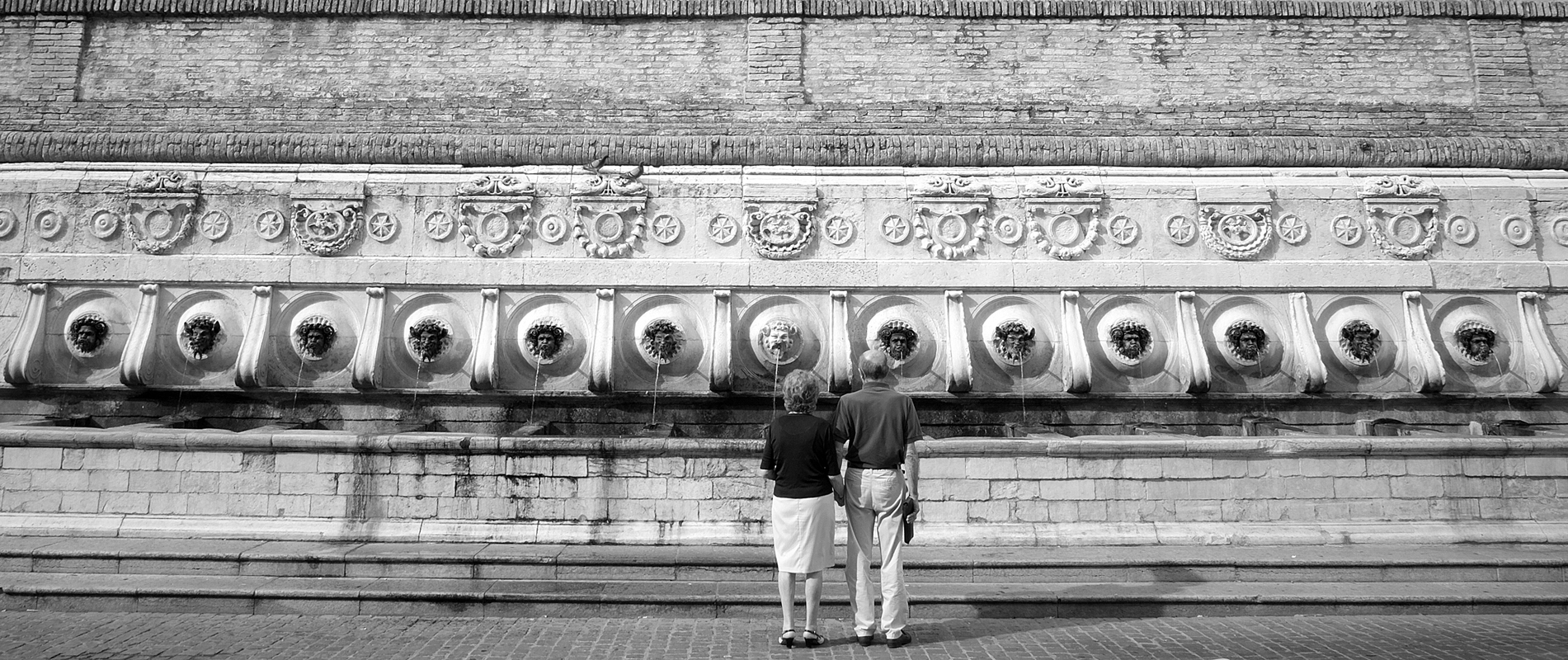
Fontaine del Calamo
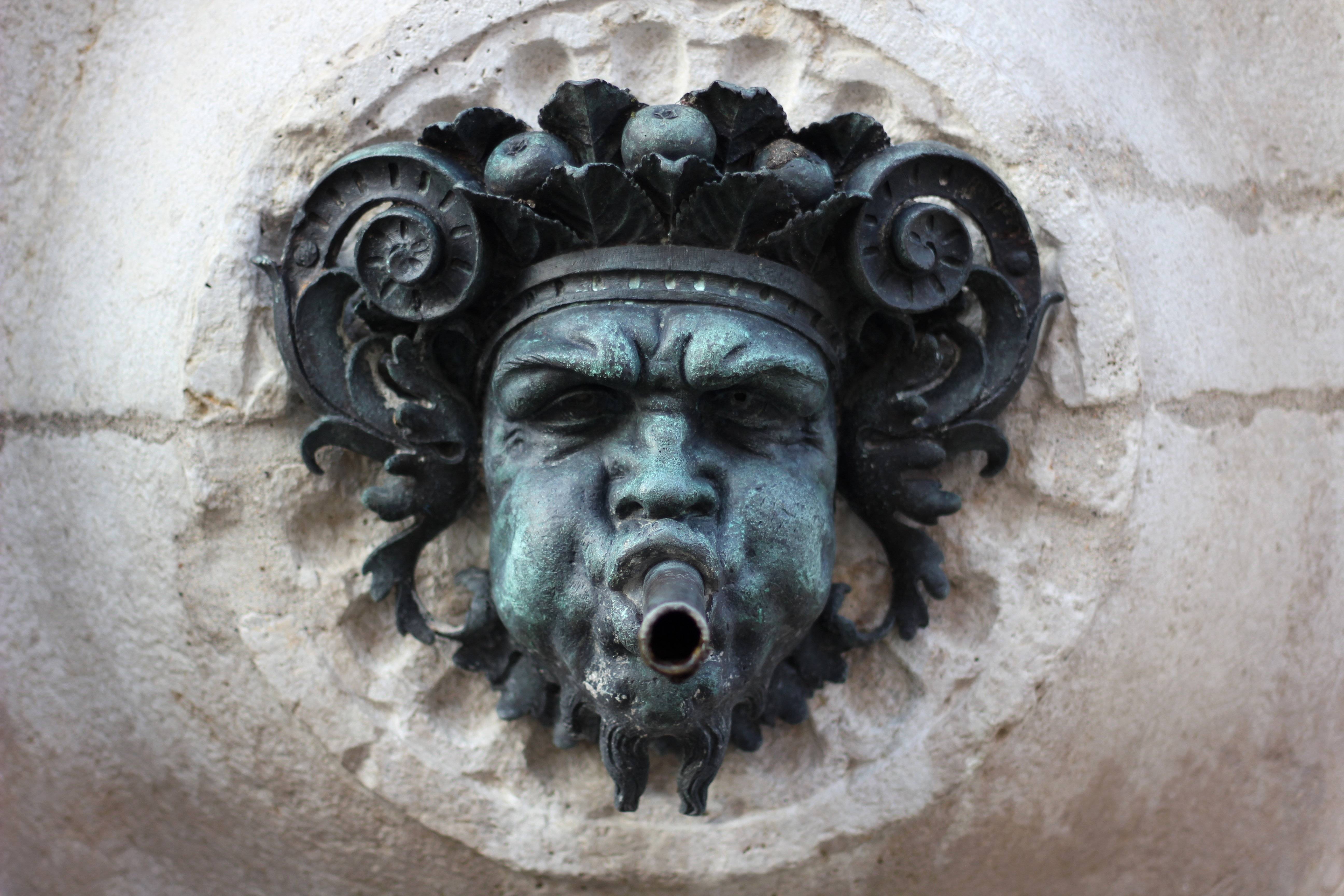
Détail de la Fontaine
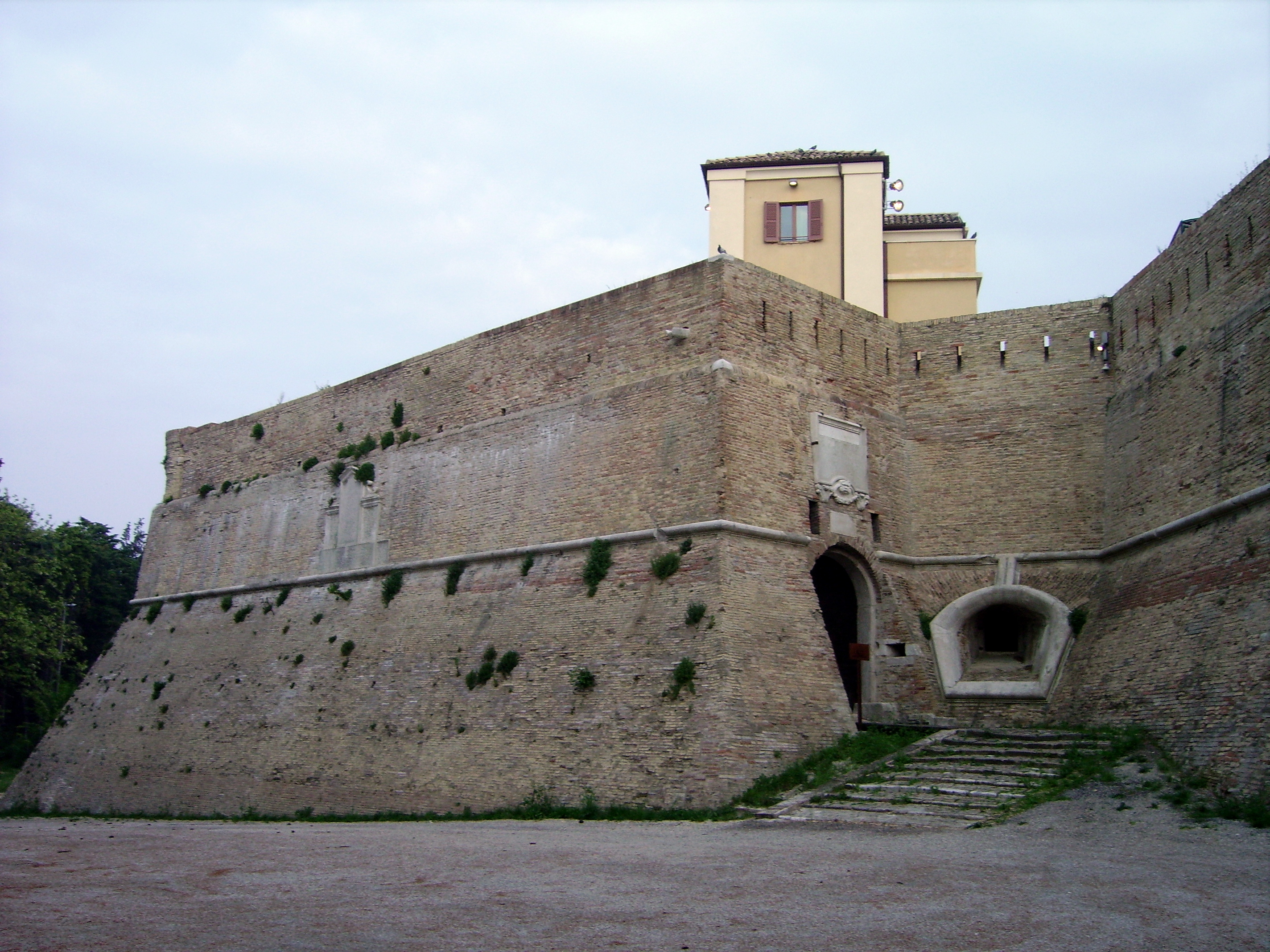
La Citadelle d’Antonio da Sangalo le Jeune
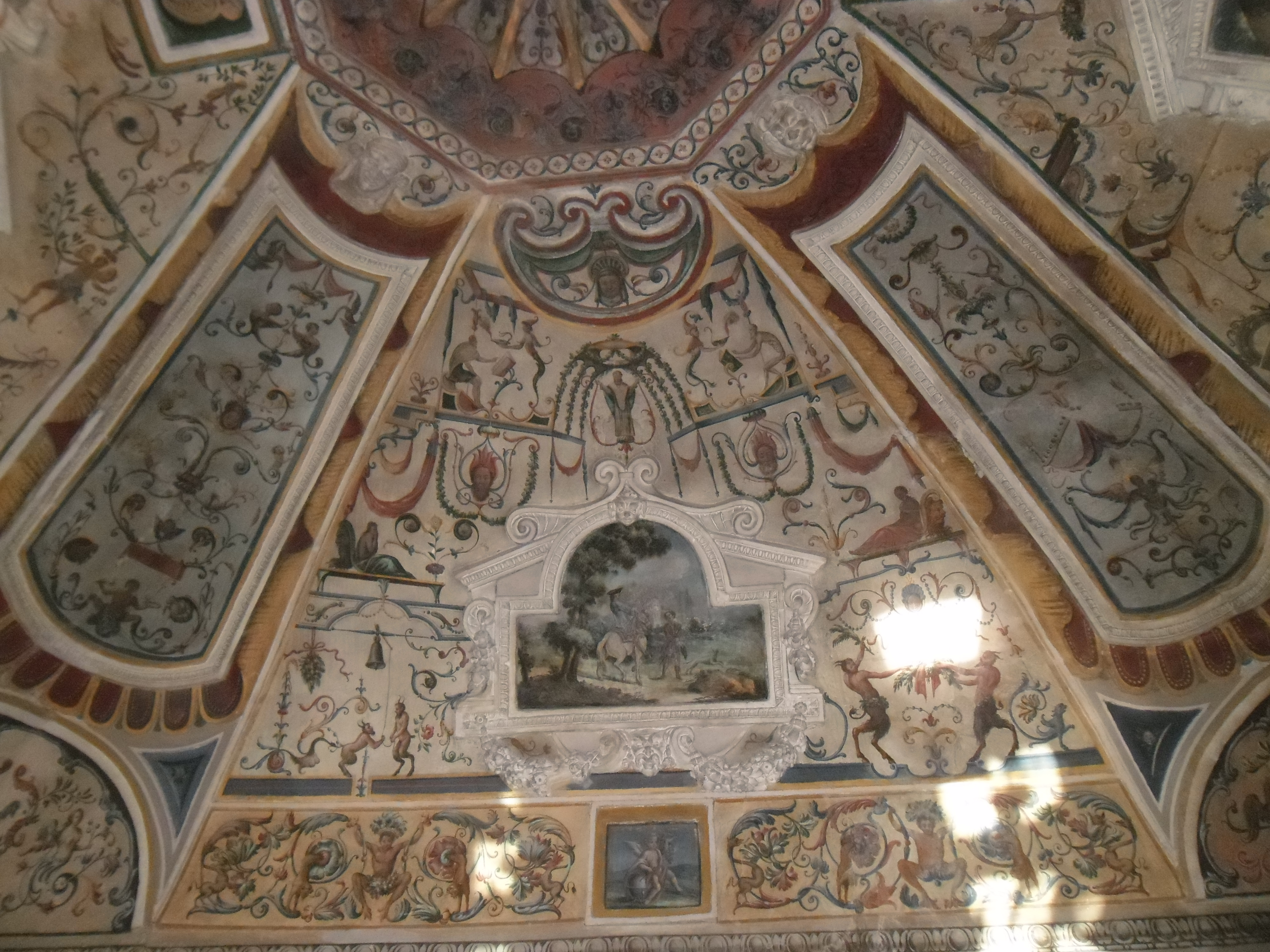
Grotesques du Palais Ferretti

### Ancône baroque et néoclassique
- Le Lazzaretto ou Mole Vanvitelliana, lazaret conçu par Luigi Vanvitelli en 1732, est un bâtiment pentagonal formant une île entourée de fossés de plus de 2 000 m2 de superficie. Il a servi de lieu de quarantaine pour protéger la défense militaire de maladies contagieuses qui arriveraient depuis la mer. Plus tard, il a aussi servi d’hôpital militaire et sert actuellement lors de manifestations culturelles et d'un festival du cinéma en été.
- Théâtre des Muses (Teatro delle Muse) de Pietro Ghinelli, architecte originaire de Senigallia
- L’Arc Clémentin proposé et réalisé par Luigi Vanvitelli en l’honneur de pape Clément XII
- Musée de la ville ou Museo della città, avec des peintures de Luigi Vanvitelli et un grand modèle de la ville au XIXe siècle.
- Église Saint-Dominique d'Ancône une église baroque conçue par Carlo Marchionni et située dans le rione de San Pietro d’Ancône.
- Église de Jésus, datant de 1601, œuvre de Luigi Vanvitelli
- Église du Saint-Sacrement (construite en 1538 et rénovée en 1776), œuvre de Francesco Maria Ciaraffoni, architecte originaire de Fano

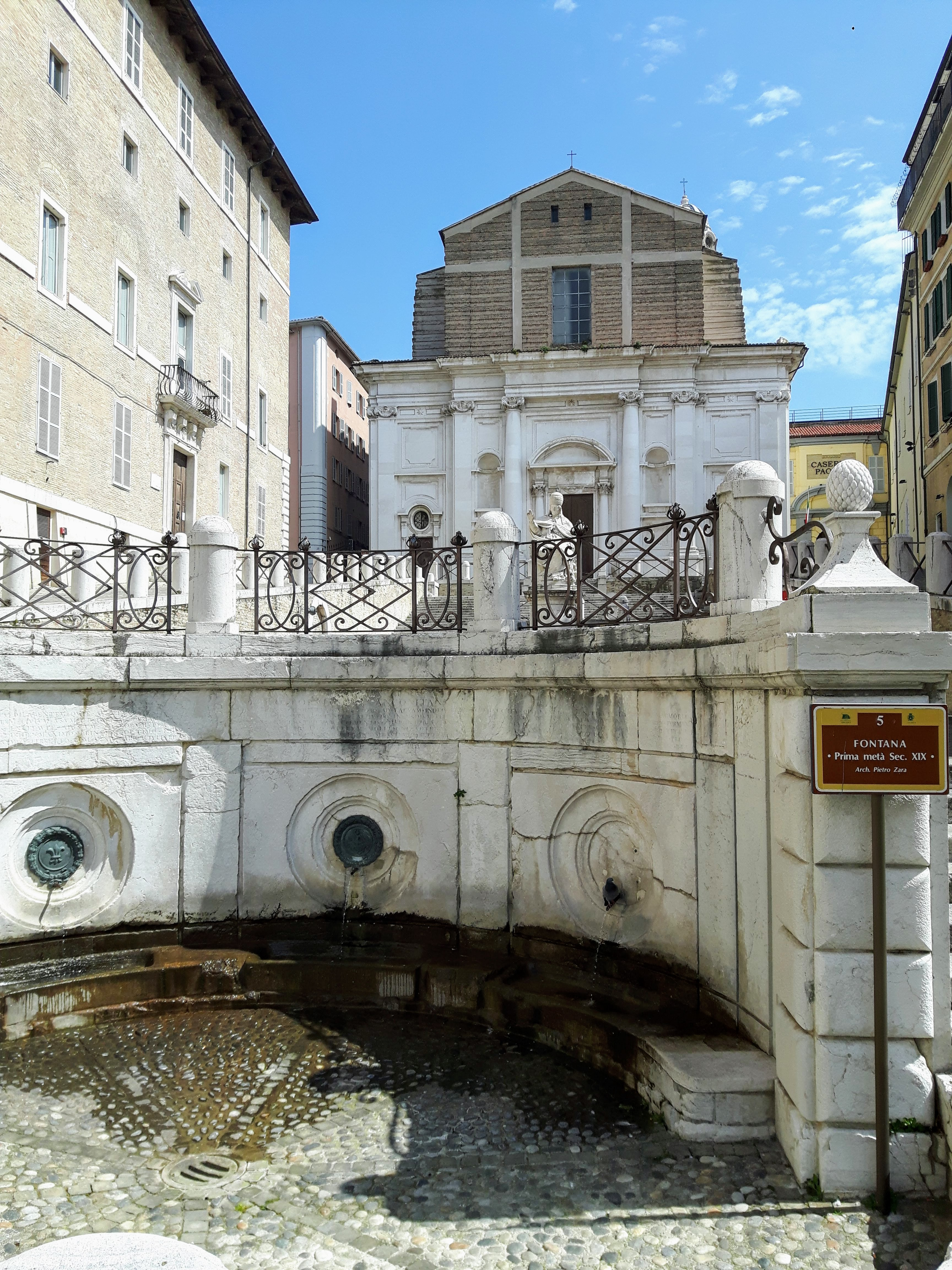
Place du Plébiscite
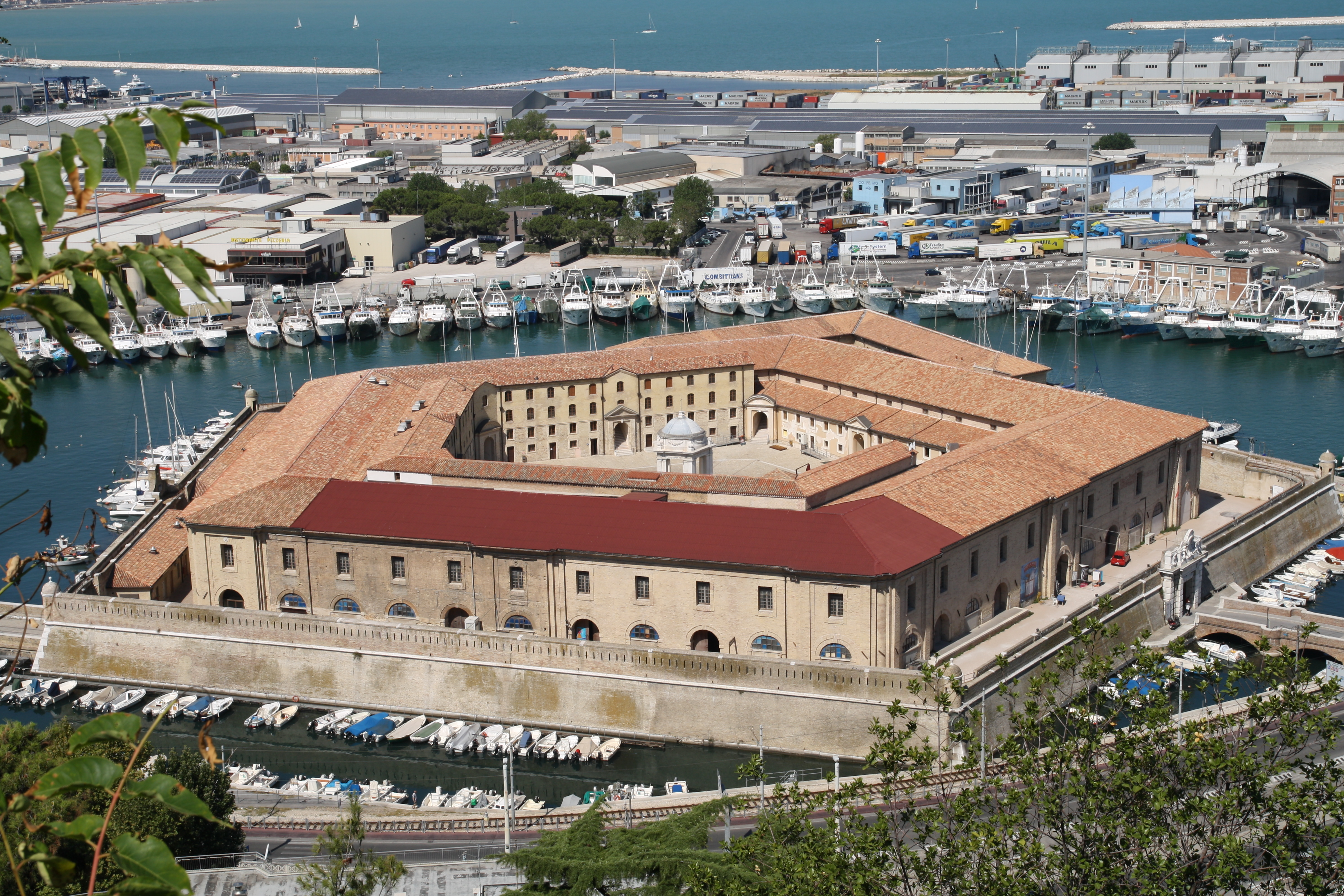
Le Lazzaretto (Mole Vanvitelliana) de Luigi Vanvitelli
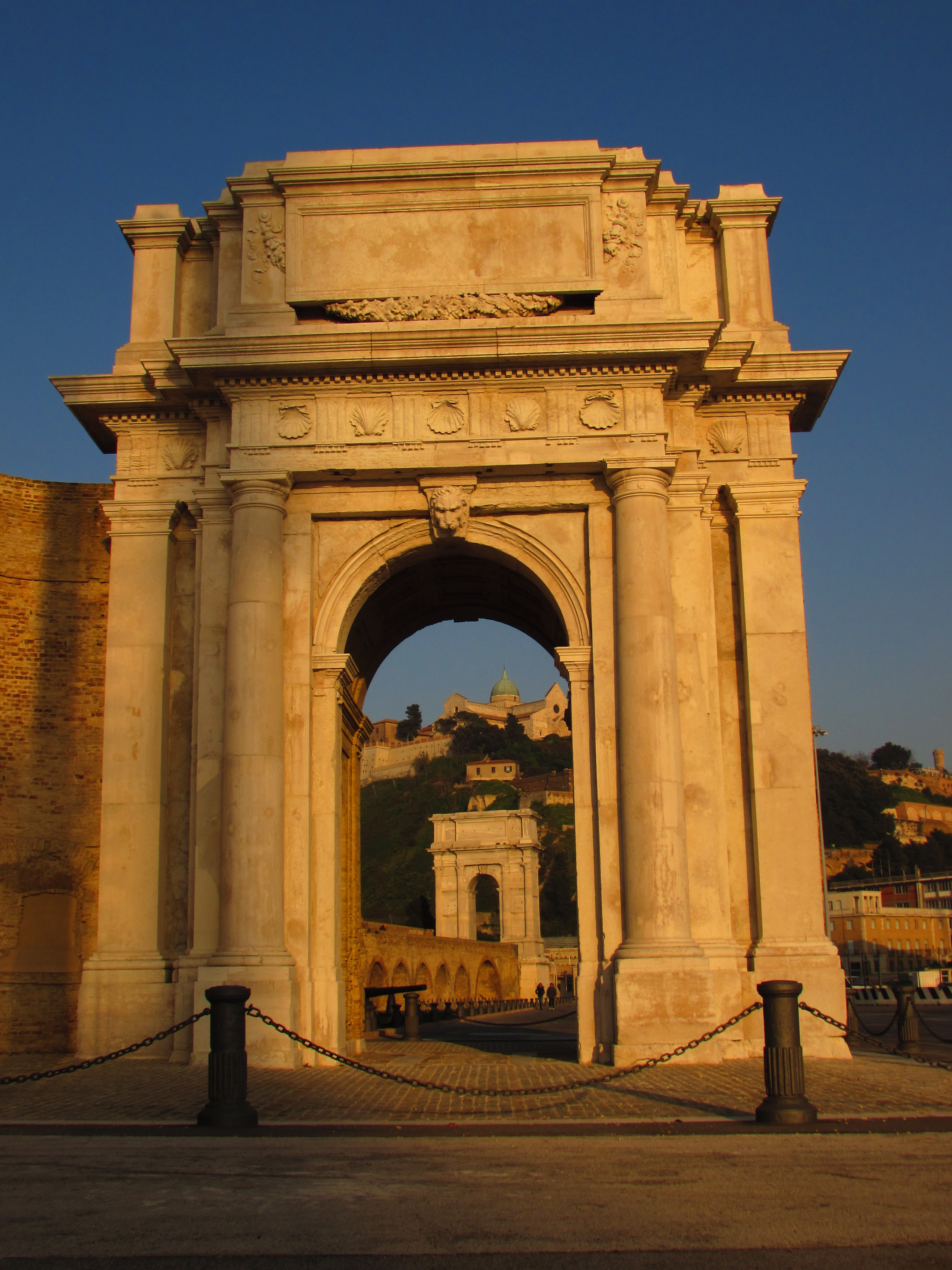
Arc Clémentin de Luigi Vanvitelli
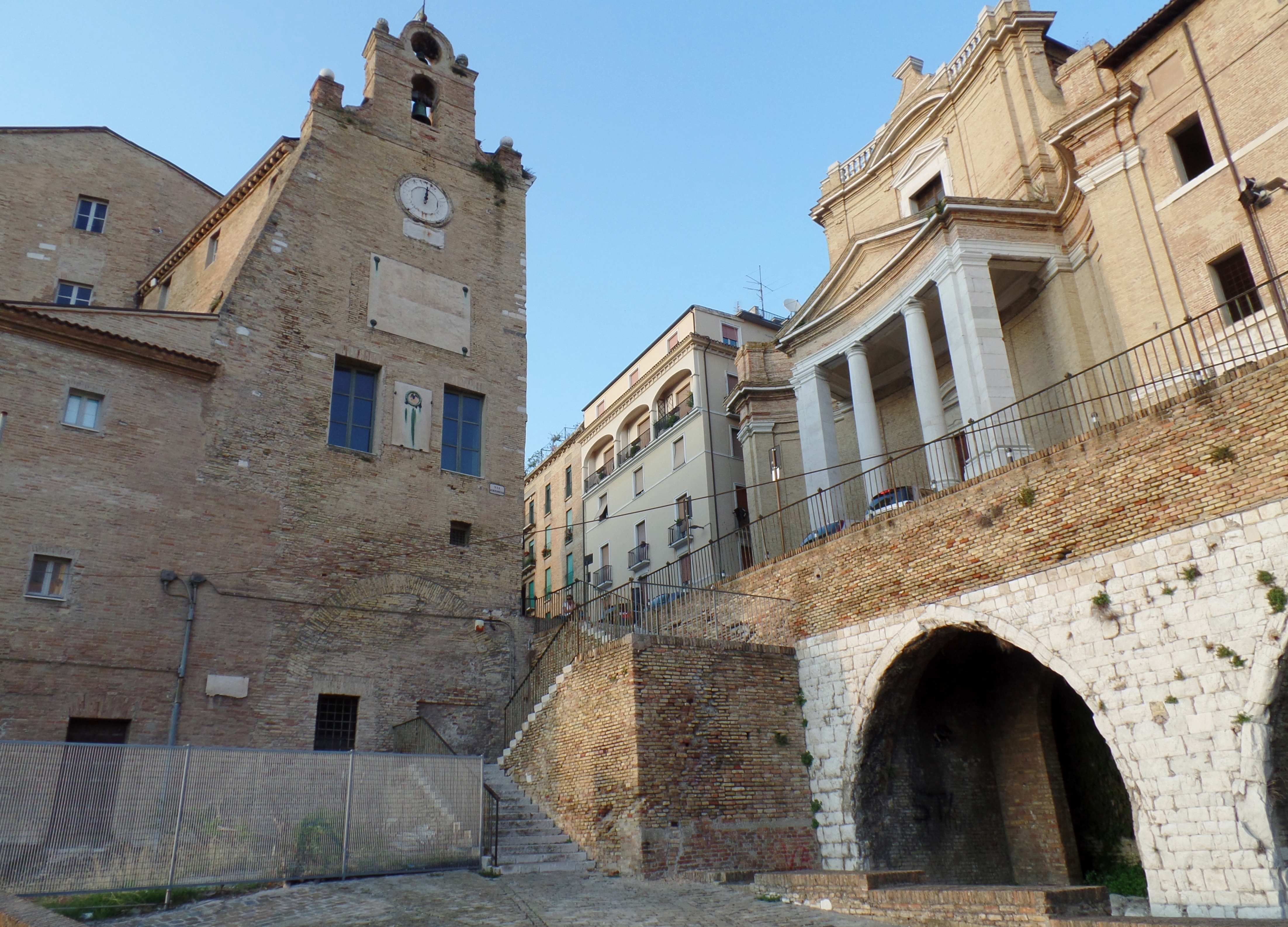
Église del Gesù
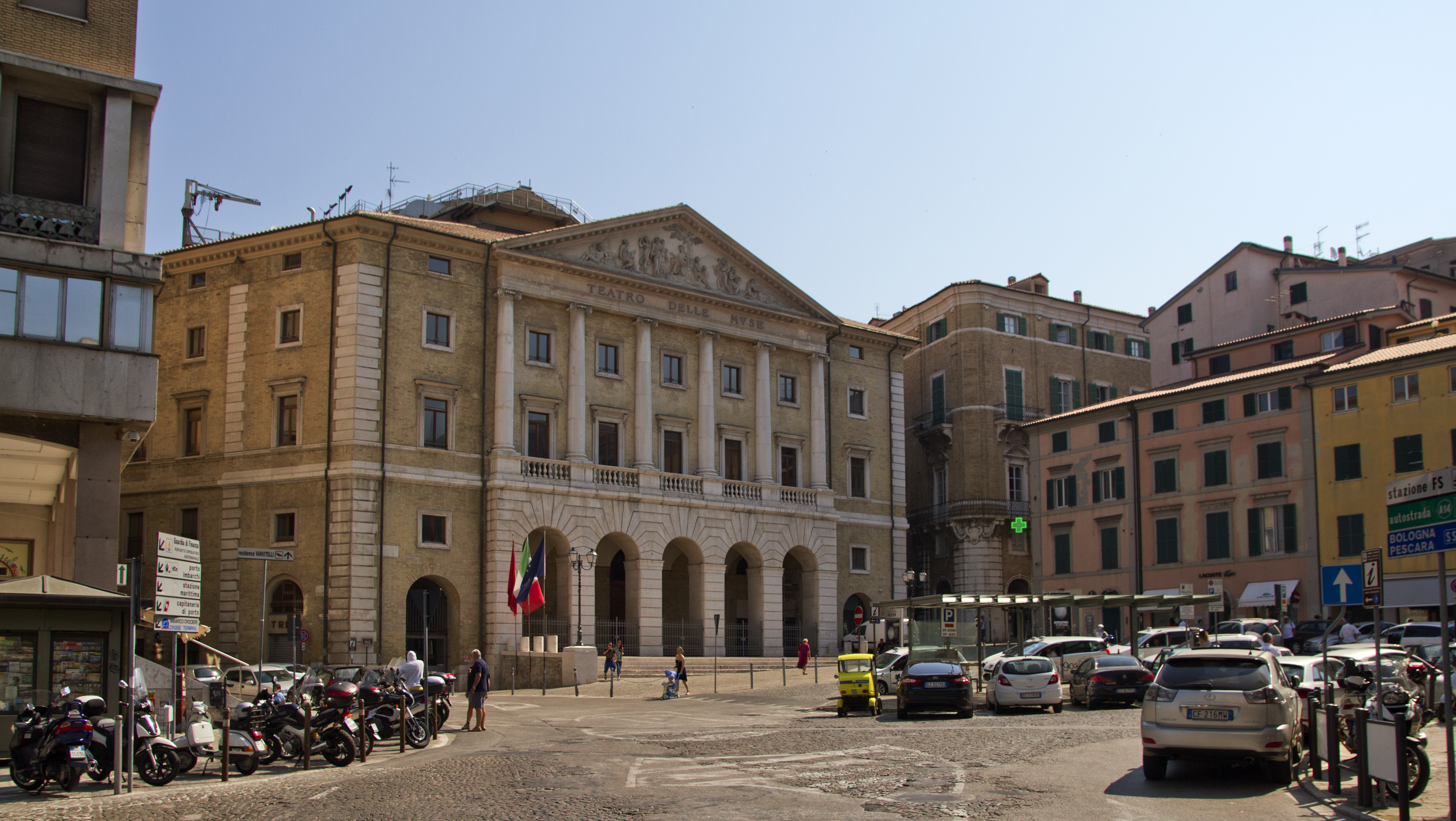
théâtre des Muses
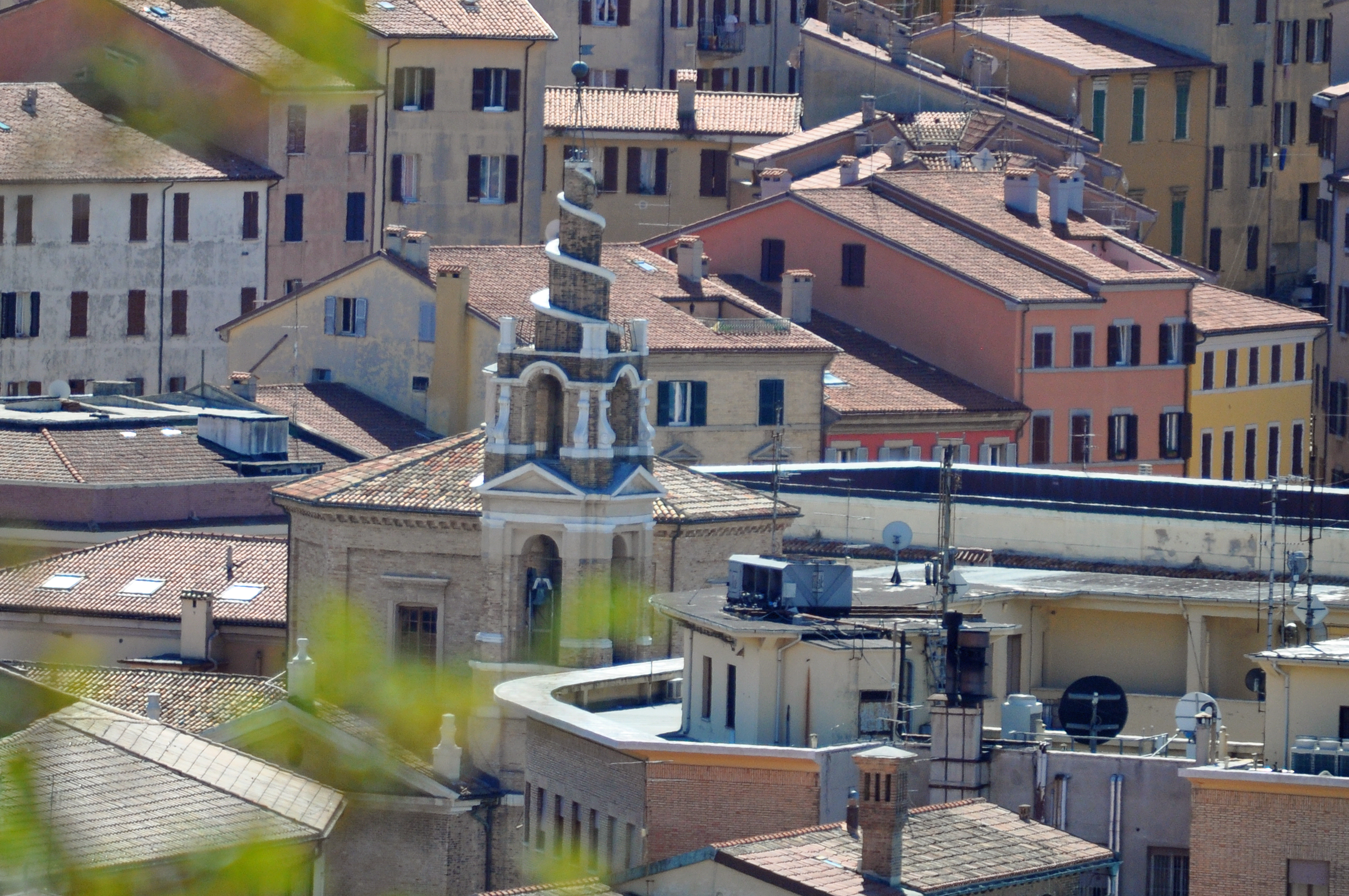
Église du Saint-Sacrement
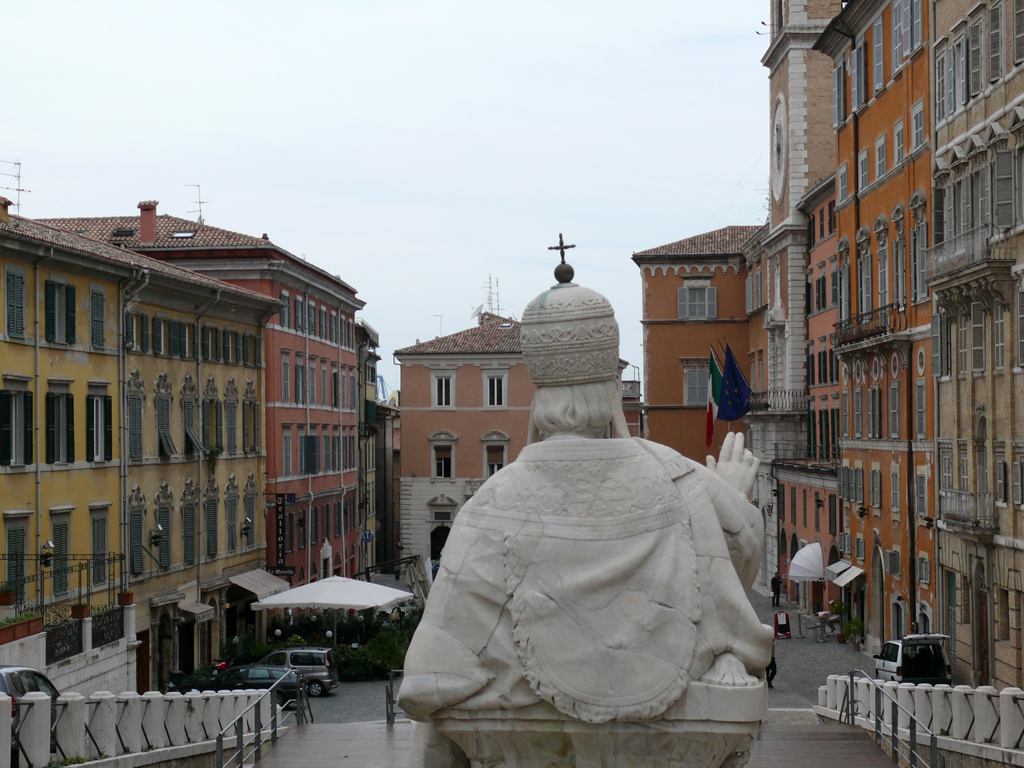
Place du Plébiscite
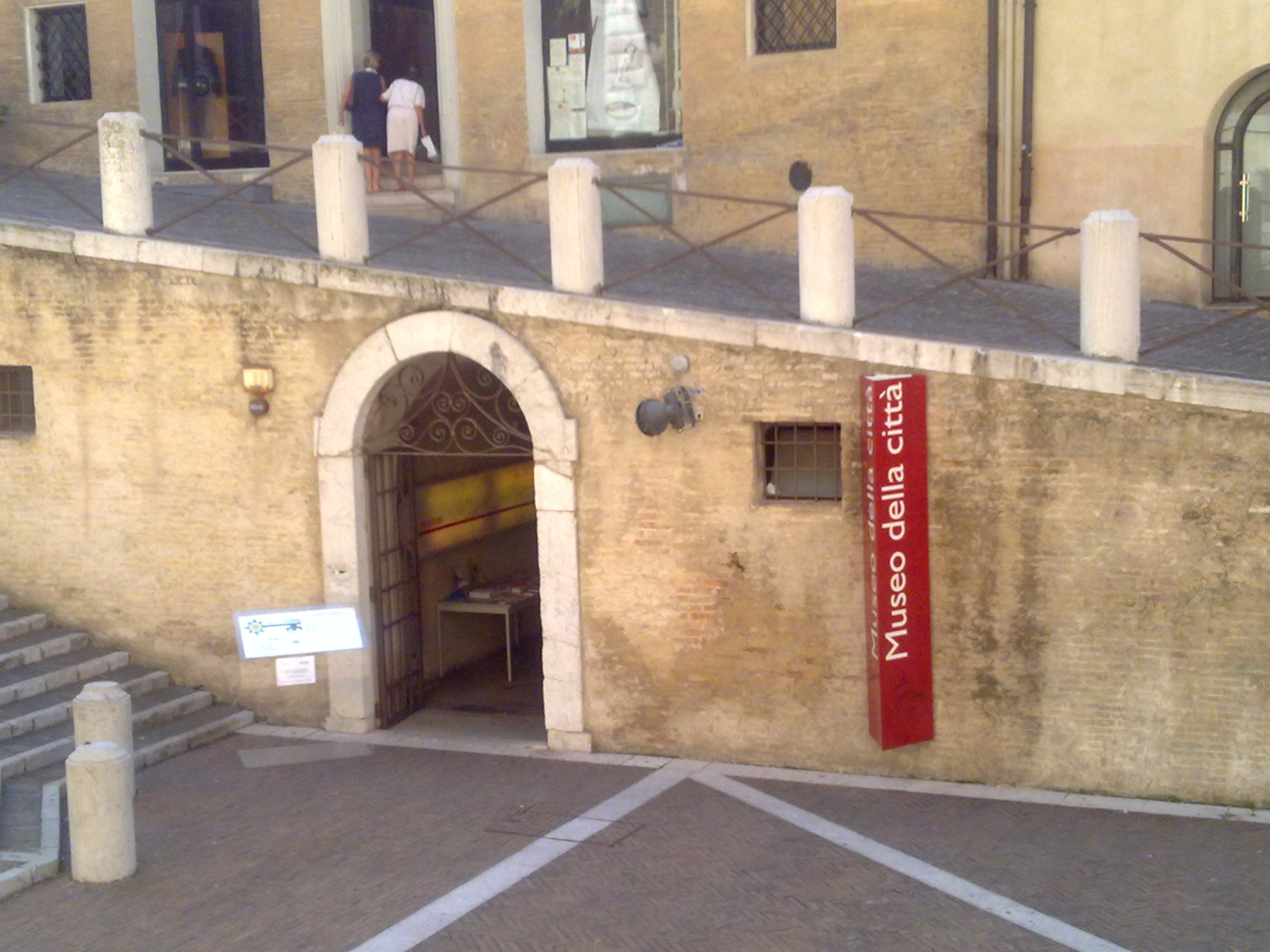
Musée civique d'Ancône
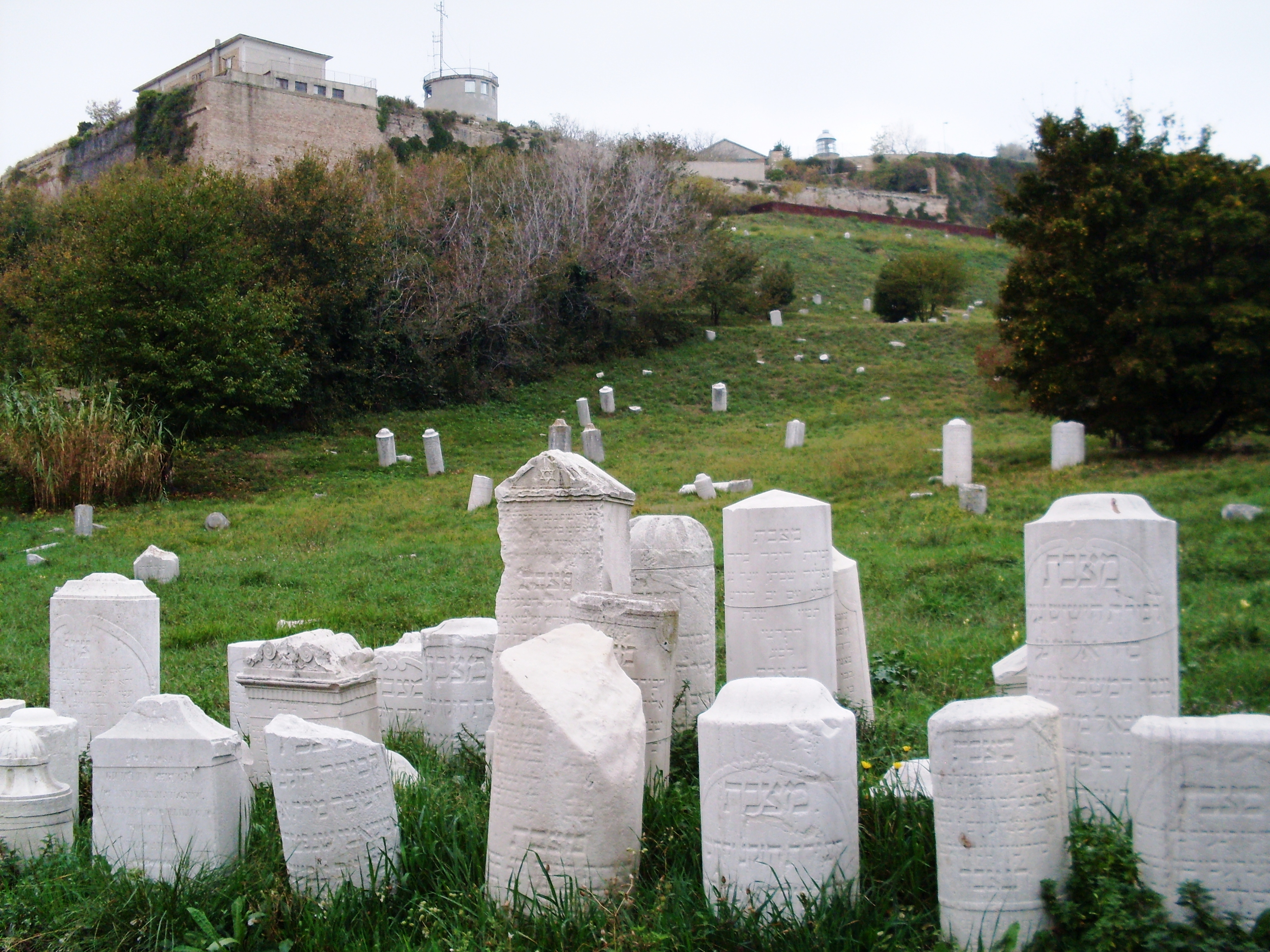
Ancien cimetière juif hébraïque (XVe siècle)

### Ancône romantique, risorgimentale et débutXXesiècle
- Villa Santa Margherita
- Théâtre Metropolitan (XIXe siècle)
- Théâtre Goldoni (moitié du XIXe siècle)
- Église San Francesco di Assisi
- Musée des sciences naturelles Luigi Paolucci (moitié du XIXe siècle)
- Musée « diffus » urbain près l'Ancien cimetière juif de Monte-Cardeto appelé aussi « Campo degli Ebrei » ("Champ des Juifs") - Monte-Cardeto est l'un des plus grands cimetières juifs d'Europe avec plus d'un millier de pierres tombales dont certaines datent du XVIe siècle[13]. Le musée Diffus Urbain vise à retracer un parcours à la fois réel et virtuel des apports de la communauté juive dans la ville et ce, au travers d’une structure nommée le dépôt du temps. Toutes les structures réalisées autour du cimetière datent de 2011 et sont en état d’abandon...

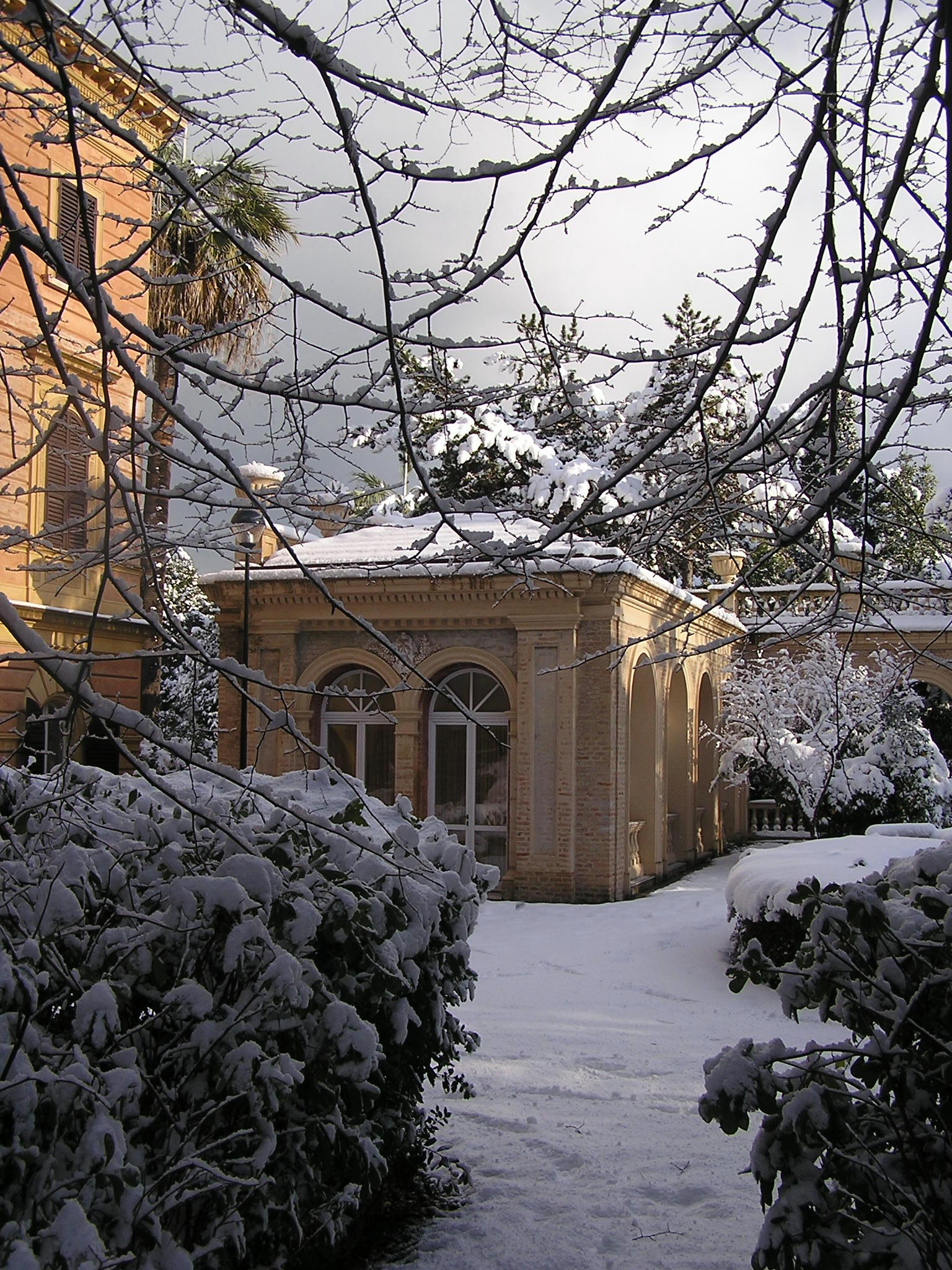
Villa Santa Margherita - Orangerie
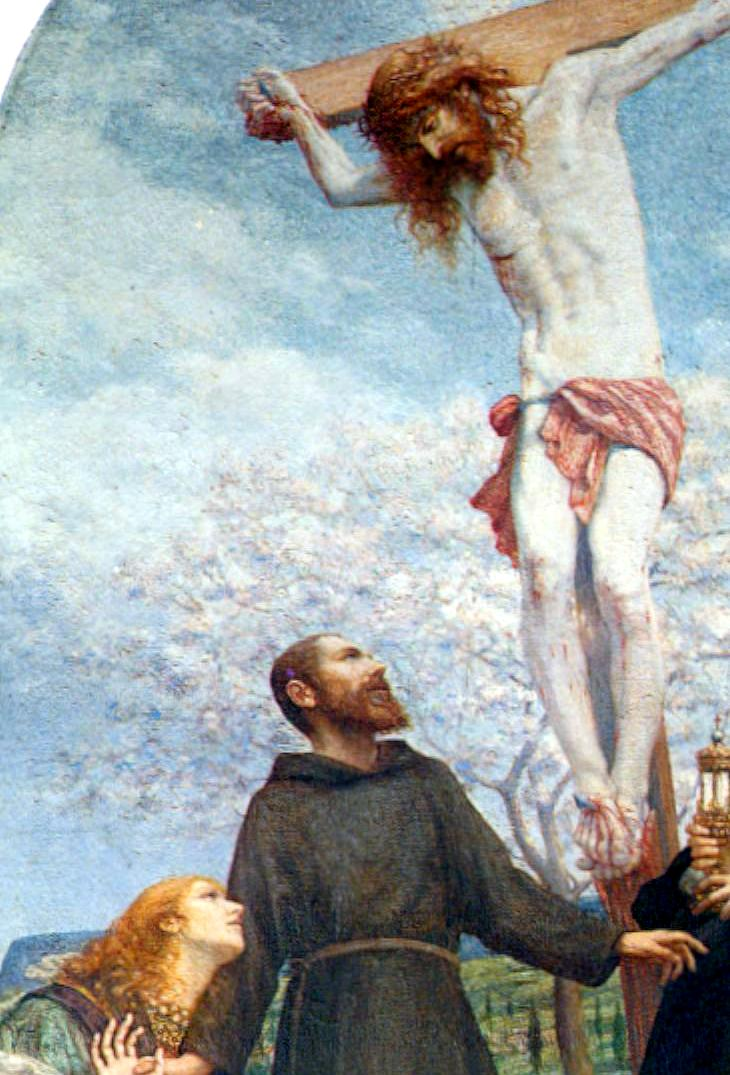
Retable de l’église des Capucins, 1908, Fra Paolo (Augusto Mussini)
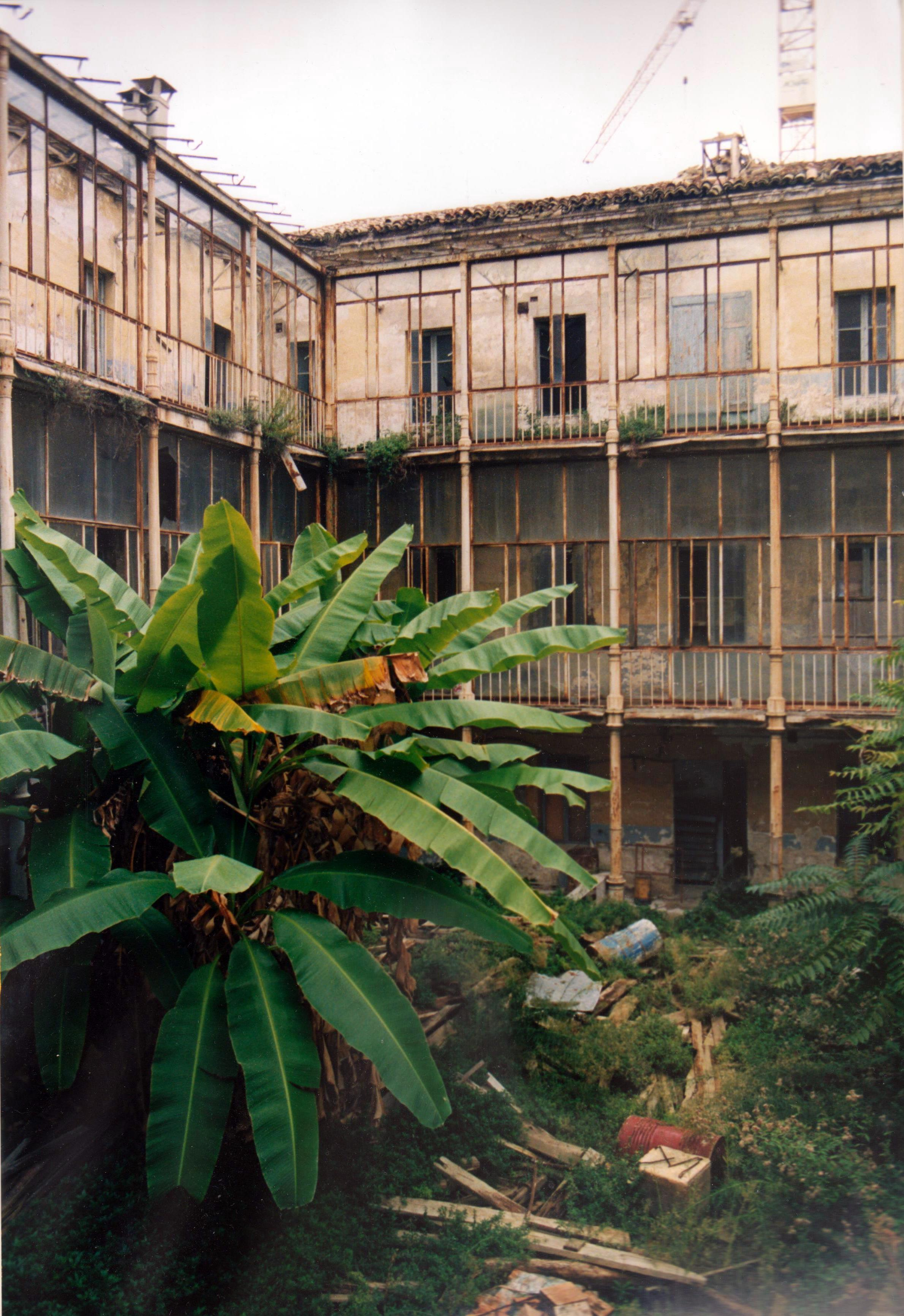
Musée des sciences naturelles
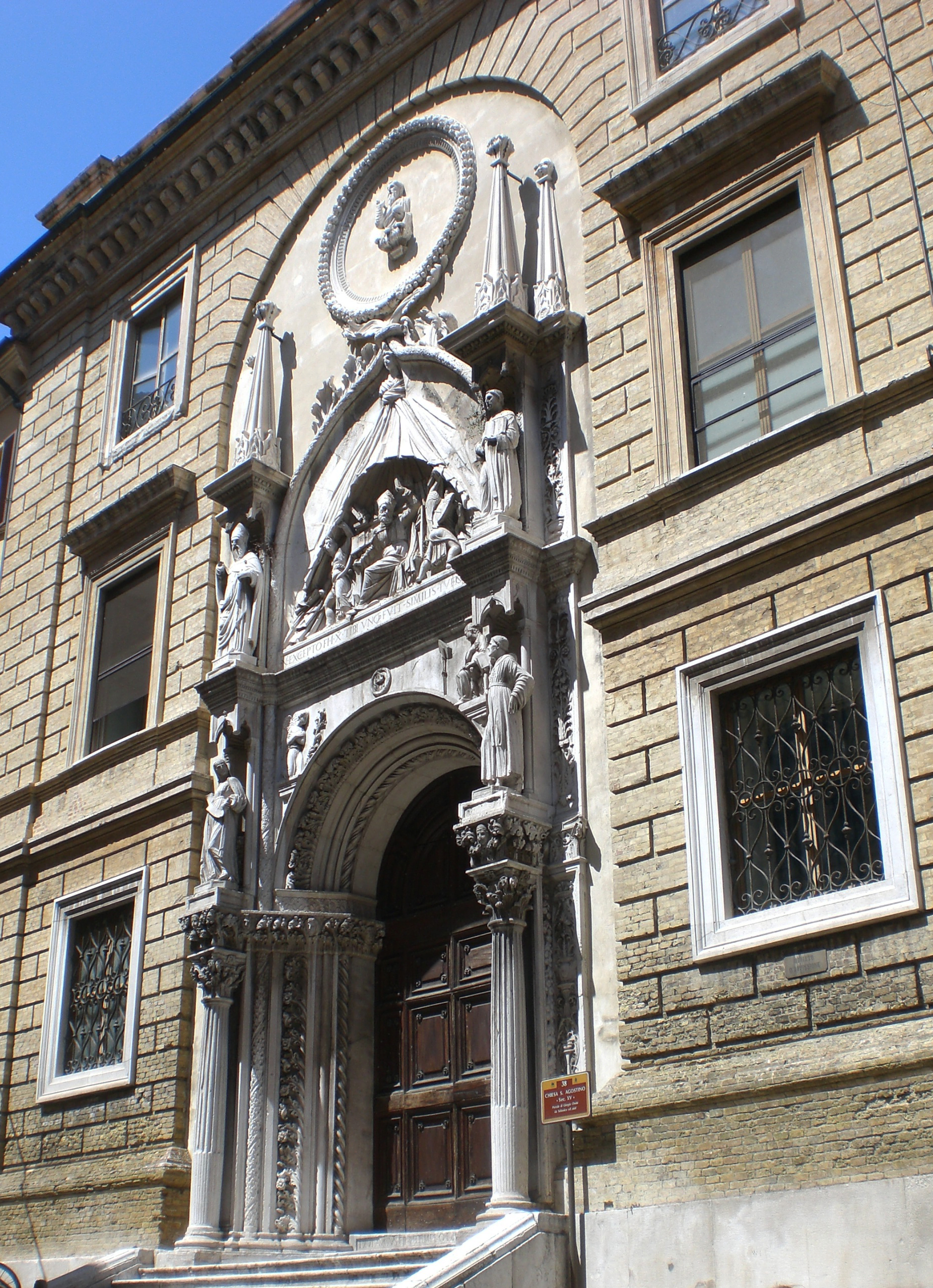
Musée Guglielmo Marconi dans l’ex-église augustinienne Sainte-Marie-du-Peuple

### Ancône au cinéma
Ancône a servi de lieu de tournage au film Les Amants diaboliques (titre original: Ossessione), un film réalisé par Luchino Visconti ; ce film est considéré comme le premier film néo-réaliste, inspiré du célèbre roman The Postman always rings twice (Le facteur sonne toujours deux fois) de James M. Cain, avec, comme acteurs principaux, la sulfureuse Clara Calamai (elle remplaça au dernier moment Anna Magnani, initialement destinée au rôle trouble de Giovanna) et Massimo Girotti dans le rôle du mécanicien, Gino.
Ancône a servi de principal lieu de tournage au film La Stanza del figlio (en français La Chambre du fils), réalisé par Nanni Moretti et palme d'or en 2001 au festival de cinéma de Cannes. Les décors extérieurs sont repérables au fil de longues prises de vue du film italien. Ainsi s'aperçoivent les axes majeurs de la ville anconitaine encaissée dans son vallon, le port et ses darses spécialisées, l'urbanisme colossal ou parfois dégradé de la vieille cité, la banlieue résidentielle, les équipements sportifs, les nœuds ferroviaire et autoroutier.

Le choix du lieu expliqué à la traditionnelle conférence de presse cannoise devait correspondre à une petite ville (sic), à un lieu de vie ancien de taille humaine en bord de mer. La mer Adriatique, réduite ici à une petite mer enclavée et fatale, cède sa place à la large Méditerranée et à la côte d'Azur de toutes les espérances du plan final. Ancône retrouve curieusement sa proverbiale destination de lieu des choses difficiles. Mais le fatum, terrible puisque sans dieu ou agnostique, laisse la place à un monde désenchanté et dévorant par un vide qu'une fuite salvatrice et inopinée vers d'autres espérances peut uniquement annihiler. D'où émerge le thème lancinant et douloureux des occasions perdues, de ce qui a eu lieu dans la vie au contraire de ce qui aurait dû avoir lieu, ceci étant valable, on le pressent par le jeu sobre, autant pour les principaux acteurs protagonistes dans leurs rôles que dans leurs vies.

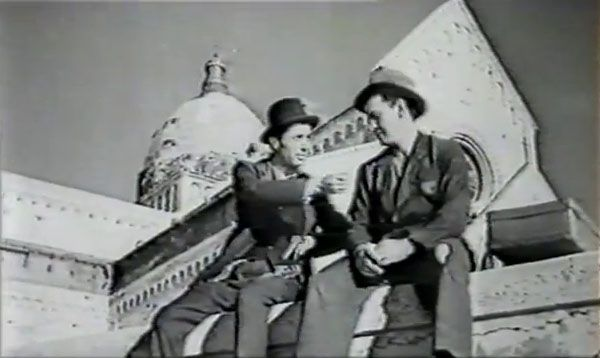
San Ciriaco dans Ossessione (ou les amants diaboliques) de Luchino Visconti, 1943

### Communauté juive d'Ancône

#### Antiquité tardive
Selon une légende(?) paléo-chrétienne, le dernier évêque de Jérusalem est Judah ben Simeon, arrière-petit-neveu de Jésus, rabbin à Jérusalem, torturé puis converti au christianisme en 326. Devenu Quincus, Kyriakos ou Cyriaque de Jérusalem, il subit à nouveau le martyre pour sa nouvelle foi sous l'empereur Julien. En 418, son corps est transféré de Palestine à Ancône puis en 1097, ses reliques sont déplacées en l'église San Lorenzo, sur la colline Guasco, qui depuis ce temps est consacrée à saint Cyriaque devenu patron de la ville d'Ancône qui commémore son martyre le 4 mai.

#### Moyen Âge et Renaissance

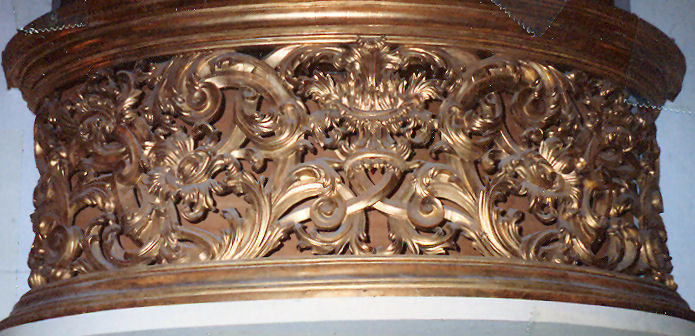
Détail du balcon pour femmes, synagogue, école Levantine, 1876.

Ancône abrite l'une des plus anciennes communautés juives d'Italie, dont la présence est attestée dès 967. L’activité juive s’organise autour du port et du commerce avec l’Orient, et les Juifs vivent en paix et à égalité avec leurs voisins chrétiens.
Mais à partir du XIIIe siècle, les Juifs sont régulièrement persécutés par les bulles des papes successifs et par la population excitée par le clergé : ils sont massacrés à cause d'un séisme en 1279, perclus d'impôts en 1300, forcés de porter un insigne jaune distinctif et de vivre dans une zone restreinte en 1427,, enfermés à clef dans un ghetto, interdits de posséder une propriété, interdits d'avoir d'autres métiers que la friperie et le prêt à intérêt, lourdement taxés en 1555, obligés de se convertir au christianisme...
La communauté s'agrandit aux XIVe et XVe siècles avec l'arrivée de Juifs expulsés d'Espagne (1492) ou fuyant l'Inquisition espagnole (désignés comme « Portugais »), d'autres Allemands (des Ashkénazes).

#### Massacre des marranes
Pour des raisons obscures, des marranes sont tant persécutés que vingt-cinq d'entre eux sont arrêtés, jugés par l'Inquisition, pendus ou brûlés vifs entre avril et mai 1555 sur la piazza della Mostra (l'actuelle piazza Enrico Malatesta),,,.
Toutefois, lorsque les papes expulsent les Juifs de leurs États en 1569 puis en 1593, les juifs sont autorisés à demeurer à Ancône — ainsi qu'à Rome et Avignon — en raison de leur importance dans le commerce avec le Levant.

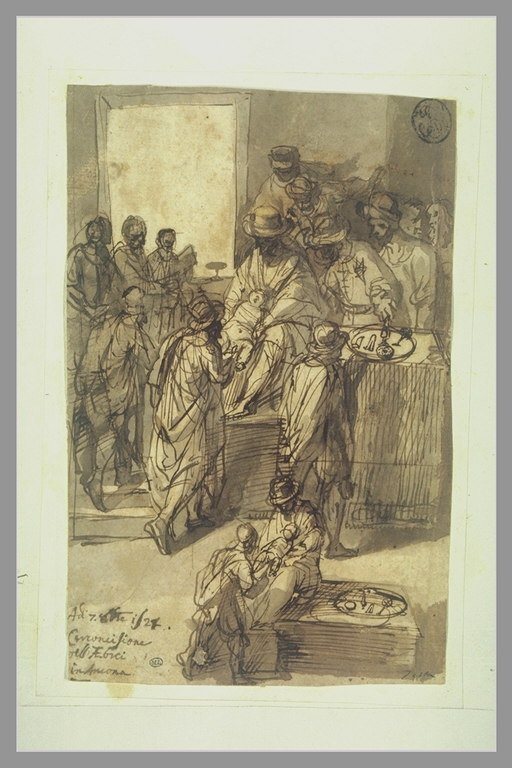
Circoncision des hébreux à Ancône, Antonio Tempesta, Louvre

##### Des guerres d'Italie à la création du royaume d'Italie
À leur arrivée en 1797, les troupes françaises de Napoléon Bonaparte abolissent le ghetto et les discriminations ; trois Juifs sont nommés conseillers municipaux d'Ancône et chargés de recenser les œuvres d’art régionales pour être envoyées en France durant les spoliations napoléoniennes.
Le 10 janvier 1798, moins d’un an après les exactions napoléoniennes qui voient la région entière privée de son patrimoine culturel, religieux et historique, la population chrétienne saccage et met le feu au ghetto, n'étant dispersée que par une troupe. À la chute de Napoléon en 1814, le ghetto est rétabli lorsque Ancône retourne aux États du pape, sous Léon XII qui persécute à nouveau les Juifs et leur impose d'autres restrictions. Ancône devient un port de seconde zone de l'Adriatique mais l’égalité totale des droits pour les Juifs est obtenue en 1861 avec l'annexion d'Ancône par le royaume d'Italie.

#### XXesiècleetXXIesiècle
Au début du XXe siècle, la communauté juive d'Ancône possède deux lieux de culte pour les liturgies italienne et levantine, un hospice pour les enfants juifs et un Talmud Torah. Les Juifs de la ville s'activent dans le secteur du commerce, se consacrent à la médecine, au droit, à la littérature, aux arts et sciences.
Durant la Deuxième Guerre mondiale, 157 Juifs d’Ancône sur les 1 700 que compte la communauté sont arrêtés par les autorités fascistes, quelquefois déportés dans des camps d'internement italiens et 90 % d'entre eux sont exterminés par les nazis dans les camps de la mort de Pologne ; ne reviennent vivants de ces rafles que 15 Juifs anconitains. Après la guerre, les rescapés juifs d'Ancône choisissent généralement d'émigrer en Israël, aux États-Unis ou dans une autre ville italienne.

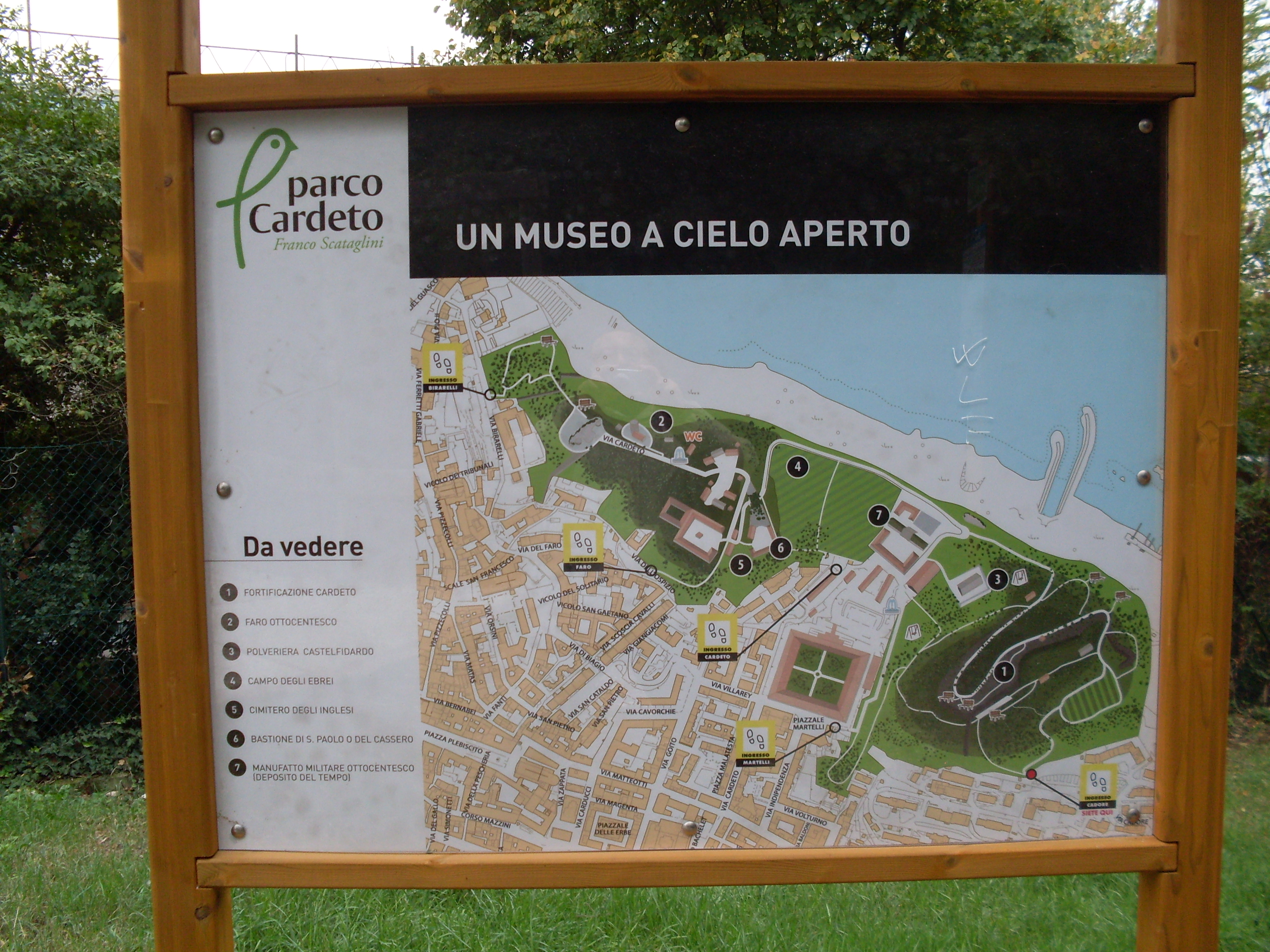
Musée à ciel ouvert du parc Cardeto où trouver l'ancien cimetière juif.

Aujourd'hui, la communauté juive d'Ancône est réduite à 400 âmes sur 102 000 habitants et possède deux petites synagogues dans un même bâtiment. Son ancien cimetière Campo degli Ebrei dans le parc du Cardeto (1428-1860) jouissant d'une vue imprenable sur le littoral, consiste en une grande friche inégalement parsemée de stèles en plein cœur d'Ancône, et qui contraste avec le souci d'agencement et de soin urbanistique du reste de la Ville.

#### Évolution démographique
- Au milieu du XVe siècle, la population juive d'Ancône compte quelque 500 âmes soit 5 % de la population de la ville[20]
- En 1763, on dénombre 1 290 Juifs à Ancône
- En 1770, la ville comprend 2 500 Juifs[21]
- Au tout début du XXe siècle, Ancône compte environ 1 700 Juifs sur une population d'environ 30 000 habitants, soit plus de 5 % de sa population totale
- Aujourd'hui, il reste 400 âmes juives sur 102 000 habitants, soit 0,4 %.

### Personnalités qui ont contribué à la renommée et à l’essor de la ville
- saint Cyriaque de Jérusalem. Le 8 août 418, l'impératrice Galla Placidia fait transférer le corps de Cyriaque de Palestine à Ancône, dans l'église de Saint-Étienne, afin de parer à l'absence des reliques de saint Étienne compensée jusque-là par la conservation comme relique de la pierre qui avait frappé le corps du saint pendant sa lapidation. En 1097, les reliques sont transférées en l'église San Lorenzo, sur la colline Guasco, qui depuis ce temps a été consacrée à saint Cyriaque ; elles y sont aujourd'hui encore.
- Cyriaque d'Ancône ou Ciriaco de' Pizzicolli (Ancône, entre 1390 et 1392 - Crémone, vers 1452) est un marchand et humaniste italien, un voyageur et un épigraphiste grâce auquel sont parvenues des copies de nombreuses inscriptions grecques et latines perdues depuis son époque. Il est parfois appelé le « père de l'archéologie ». Il est le premier « savant » à redécouvrir des sites grecs antiques prestigieux tels que Delphes ou Nicopolis d'Épire.
- Augustin Triomphe, mieux connu comme Augustin d’Ancône et latinisé comme Augustinus Triumphus (né à Ancône aux environs de 1275 et mort à Naples le 2 avril 1328) est un théologien et écrivain italien de l’Ordre augustinien. Il est l’auteur d’au moins 36 œuvres, parmi lesquelles le De potestate Ecclesiastica, où il soutient les droits du pape contre l’empereur.
- Gabriele Ferretti (Ancône, 1385 – Ancône, 12 novembre 1456) fut un franciscain, de l’ordre des frères mineurs, patron de la ville d'Ancône au même titre que saint Cyriaque de Jérusalem.
- Federico Zuccari, peintre baroque et maître du maniérisme romain (né à Sant’Angelo in Vado dans les Marches en 1542 - mort à Ancône en 1609) Il a notamment réalisé la fresque de la grande coupole de Santa Maria Del Fiore de Florence et le Palazzo Zuccari à Rome.

### Nés à Ancône
- Augustin d'Ancône (1241-1328), théologien médiéval. Il est célèbre pour sa défense de la théocratie et du pouvoir papal. Il fut chargé par le pape Grégoire X à la succession de saint Thomas d’Aquin au concile de Lyon, il est l'auteur notamment du De potestate Ecclesiastica où il défend le pape contre l’empereur,
- Gabriele Ferretti (1385-1456)
- Cyriaque d'Ancône ou (Ciriaco de' Pizzicolli) (v. 1391-v. 1455), marchand, archéologue et humaniste italien. Il est le fondateur de l’Archéologie moderne[22].
- Grazioso Benincasa, (entre 1400 et 1415-1482)
- Federico Bonaventura (1555-1602), philosophe et humaniste.
- Pietro Galesini (1520-1590), humaniste.
- Maria Francesca Nascimbeni (1640-1680) Compositrice de canzonas, madrigaux et motets pour orgue à une, deux et trois voix.
- Francesco Foschi (1710-1780), peintre et marchand d’art.
- Gaetano Baluffi (1788-1866), cardinal, archevêque de Camerino
- Francesco Podesti (1800-1895), peintre néoclassique et du romantisme historique.
- Agostina Segatori (1841-1910), modèle parisien de plusieurs peintres célèbres.
- Vito Volterra (1860-1940), mathématicien et physicien.
- Giulio Vittini (1888-1968), peintre.
- Corrado Cagli (1910-1976), peintre.
- Victor Del Litto, (1911-2004), universitaire français d'origine italienne, éminent spécialiste de Stendhal.
- Vittoria Nenni (1915-1943), militante antifasciste franco-italienne.
- Franco Corelli (1921-2003), ténor italien, dont la carrière s'est déroulée de 1950 à 1976.
- Virna Lisi (1936-2014), actrice connue en France pour son interprétation de Catherine de Médicis dans La Reine Margot en 1994.
- Paul Tana (1947), réalisateur, scénariste et acteur québécois

### Morts à Ancône
- Lucius Cornelius Cinna, consul romain assassiné à Ancône en 84 av.JC
- Olivier d'Ancône (? -1050), saint fêté le 3 février. Il était moine bénédictin de Sainte-Marie-de-la-Porte-Nouvelle, à Ancône.
- Gabriele Ferretti (1385-1456) Franciscain patron de la ville d’Ancône au même titre que saint Cyriaque de Jérusalem.
- Pie II (Enea Silvio Piccolomini) (1405-1464), pape.
- Jean Balue (1421-1491), homme politique et homme d'Église français, évêque d'Évreux et d'Angers avant d'être cardinal, aumônier du roi, intendant des finances, puis secrétaire d'État du roi de France Louis XI.
- Cristoforo Numai (... -1528), cardinal.
- Federico Zuccaro (1542-1609), peintre maniériste et architecte de la seconde moitié du XVIe siècle
- Joseph de Cupertino (1603-1663), moine franciscain thaumaturge. Il est célèbre pour ses lévitations et ses miracles.
- Giuseppe Lahoz Ortiz (1766-1799), général italien, commandant de la Légion lombarde, qui rejoignit les insurgés dans les Marches, y est mort

### Autres personnalités ayant un lien avec Ancône
- Guglielmo Marconi inventeur de la TSF. En 1904, il effectua des expériences sur la colline Capucine d’Ancône, afin d’étudier l’influence du soleil sur la transmission des ondes radio, en soulignant qu’elles ont une meilleure propagation pendant la nuit.

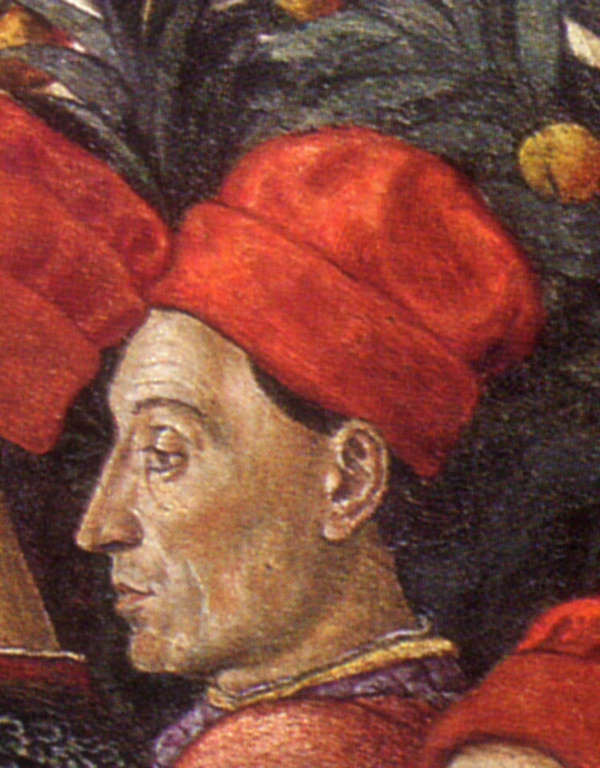
Giuseppe Tartini se retire à Ancône en 1714 où il trouve un emploi de violoniste dans l’orchestre du théâtre "La Fenice" (le Teatro delle Muse n’a pas encore été construit) où il peut se perfectionner sous la direction de Giulio Terni. C’est à Ancône que Tartini élabore une nouvelle façon de jouer du violon en découvrant le phénomène dit du troisième son (tonalités résultantes ou tonalités de Tartini) ou de la résonance de la troisième note de l’accord, quand on fait entendre les deux notes supérieures.  - Cyriaque d’Ancône, inventeur de l’Archéologie moderne, peint par Benozzo Gozzoli
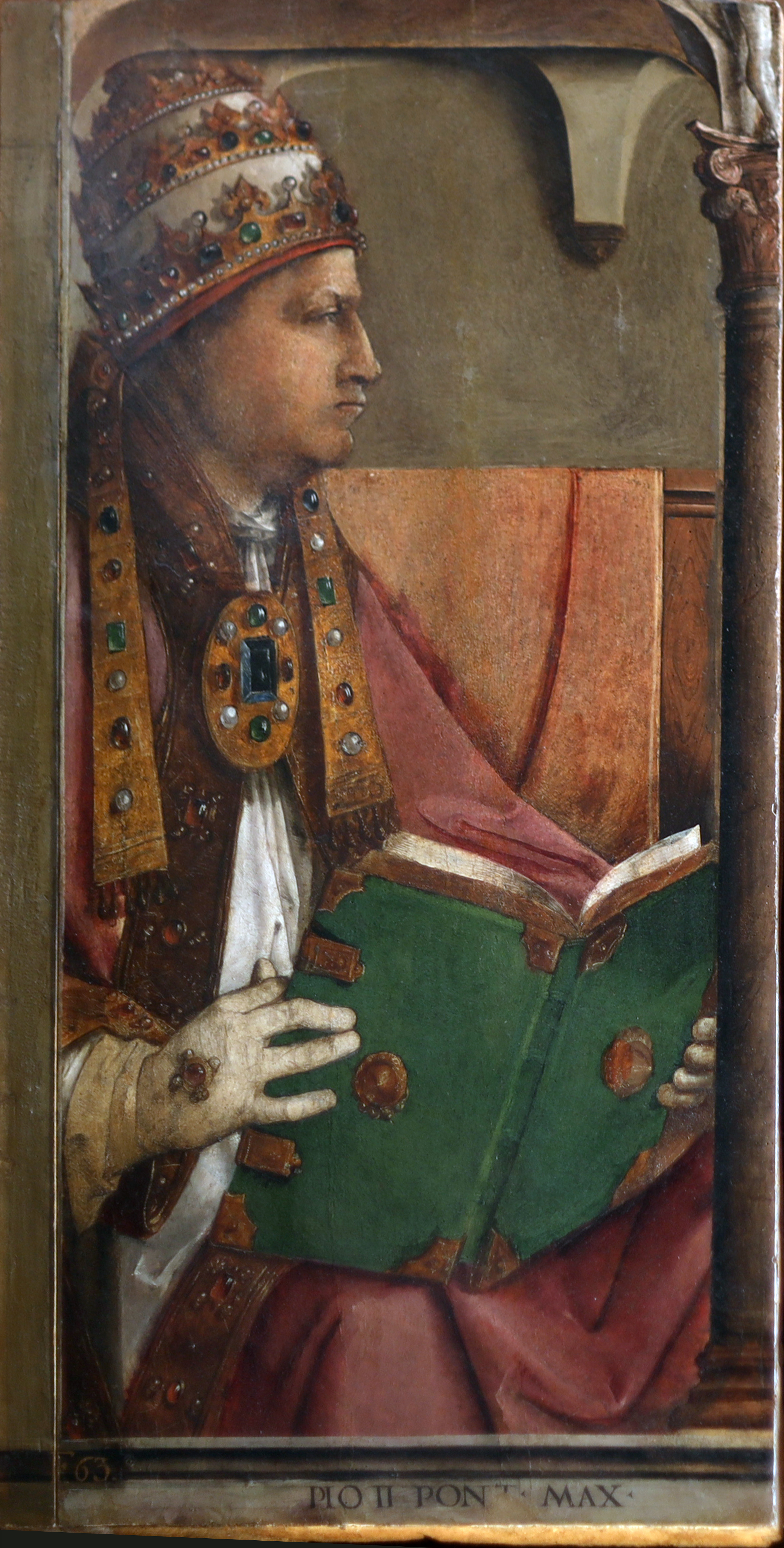
Le pape, Pie II, mort à Ancône, et dont le pontificat est marqué par les croisades contre les Turcs.
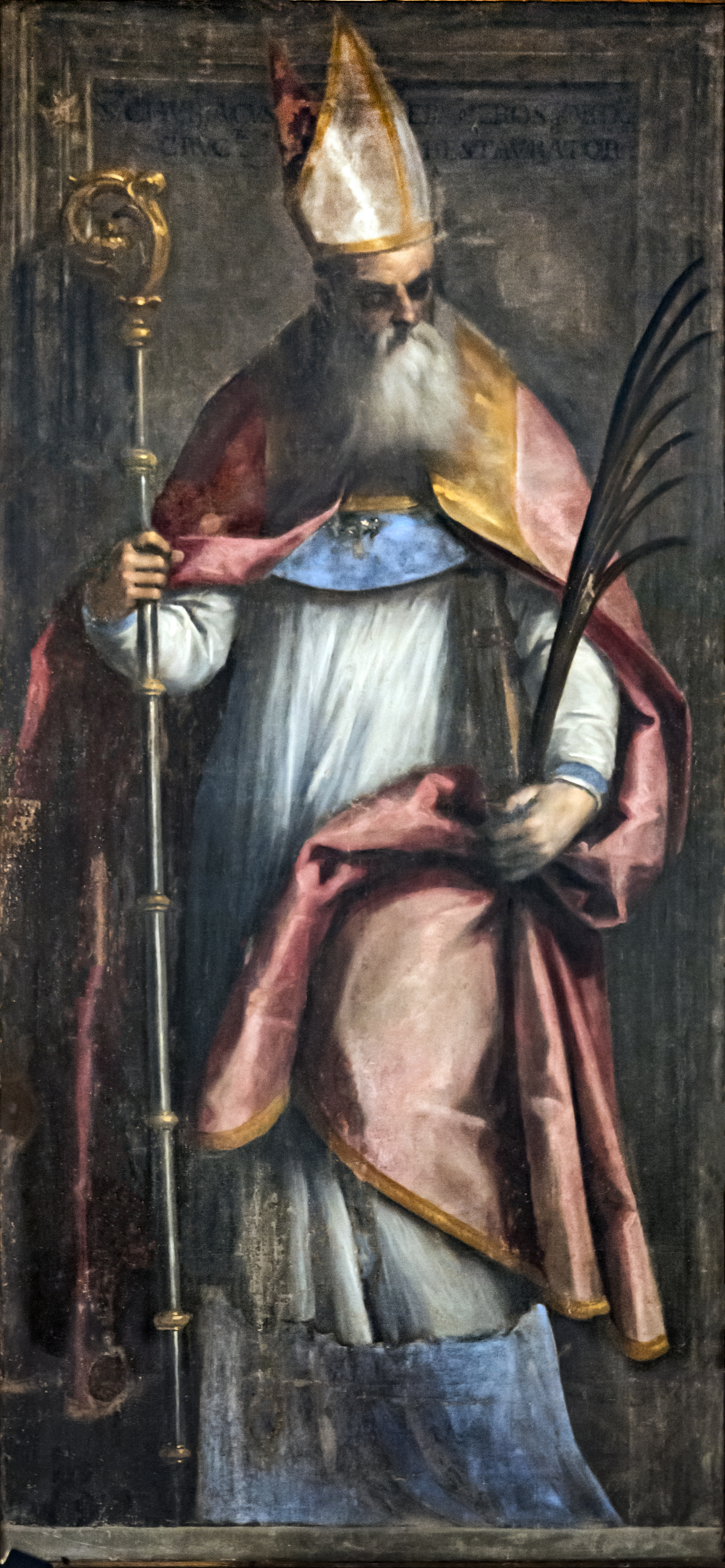
Cyriaque de Jérusalem par Palma le Jeune (église des Jésuites de Venise)
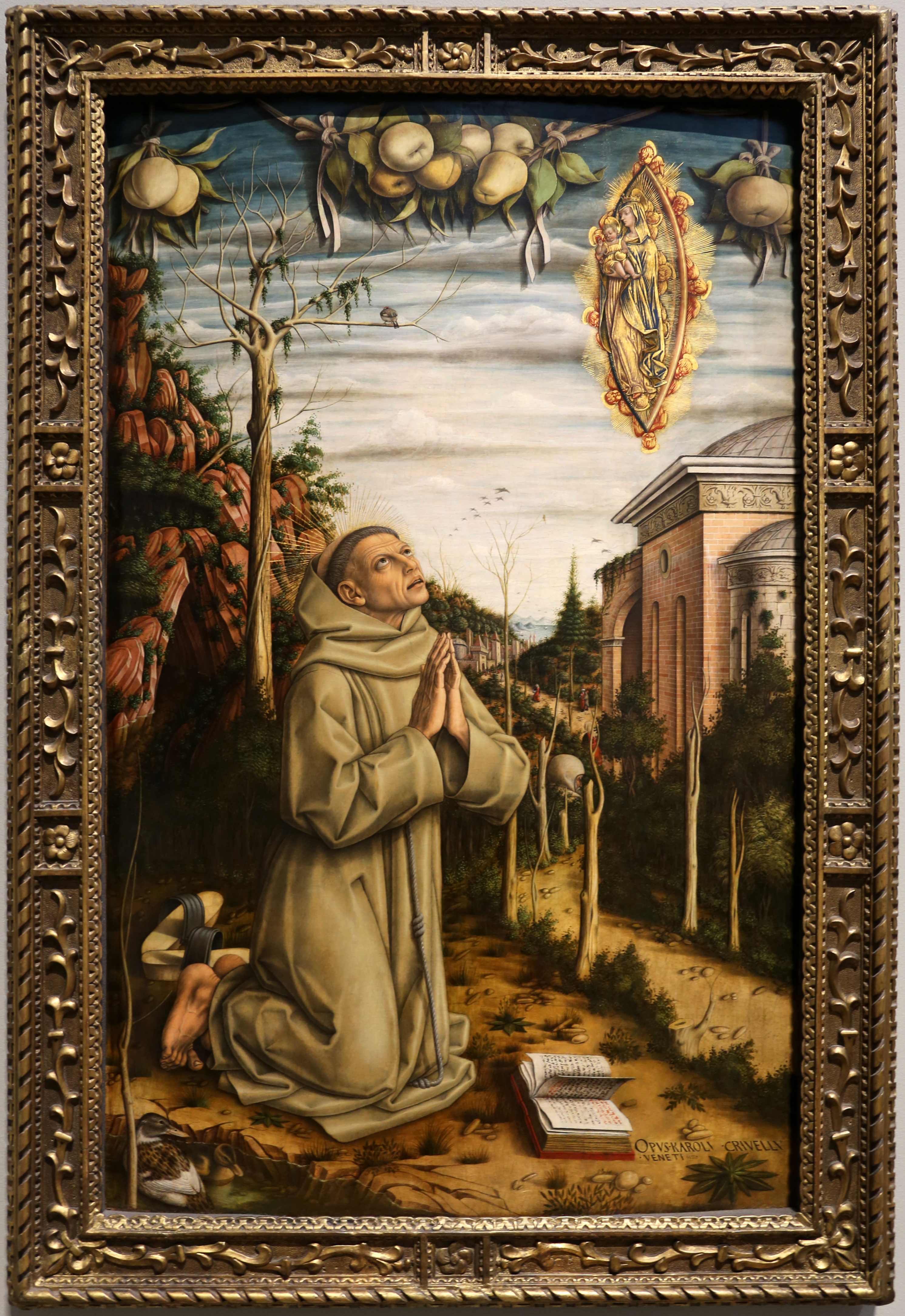
Beato Gabrielle Ferretti peint par Carlo Crivelli, 1489, National Gallery de Londres
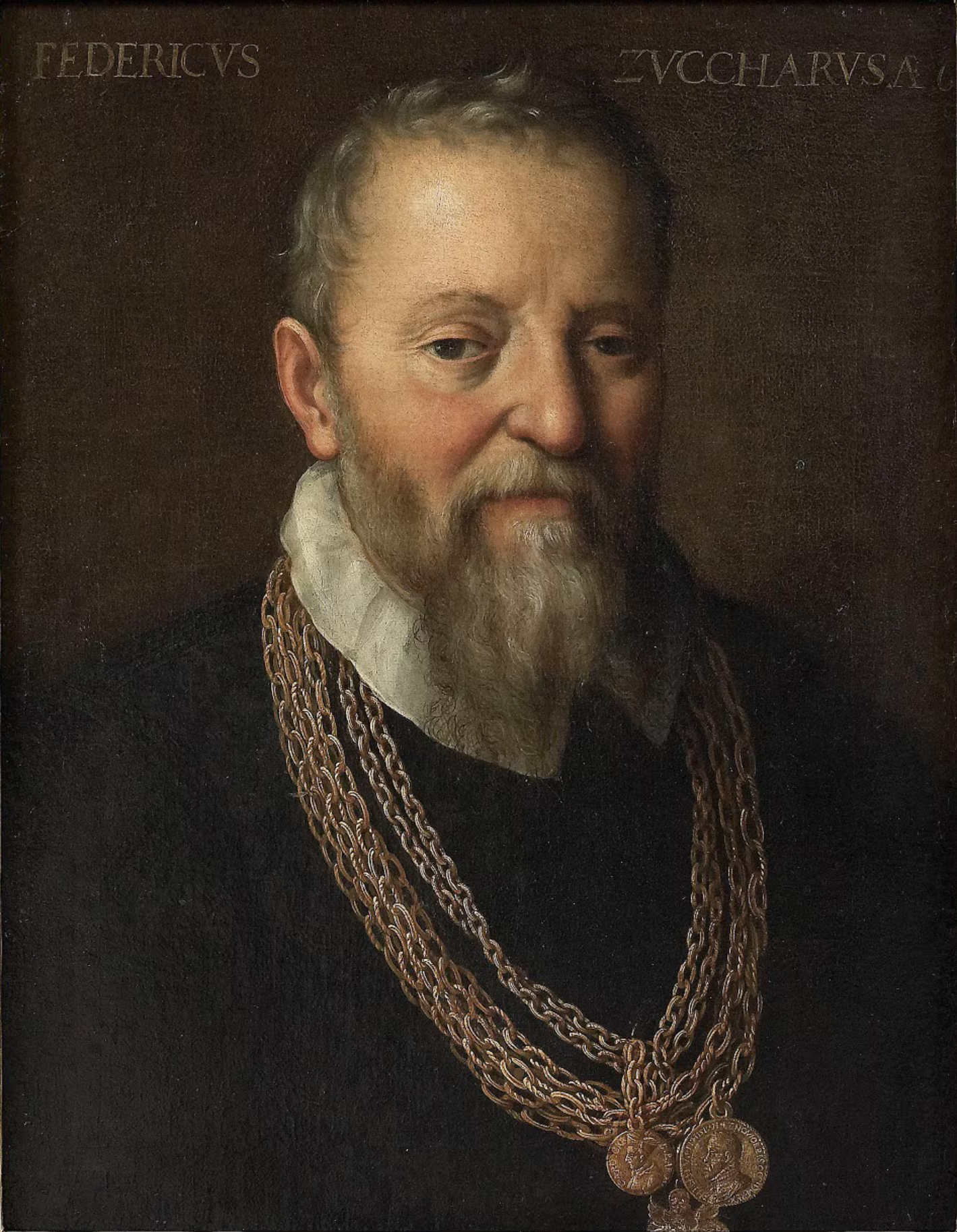
Le maître du maniérisme romain Federico Zuccaro, ici peint par Fede Galizia. Originaire des Marches et mort à Ancône.
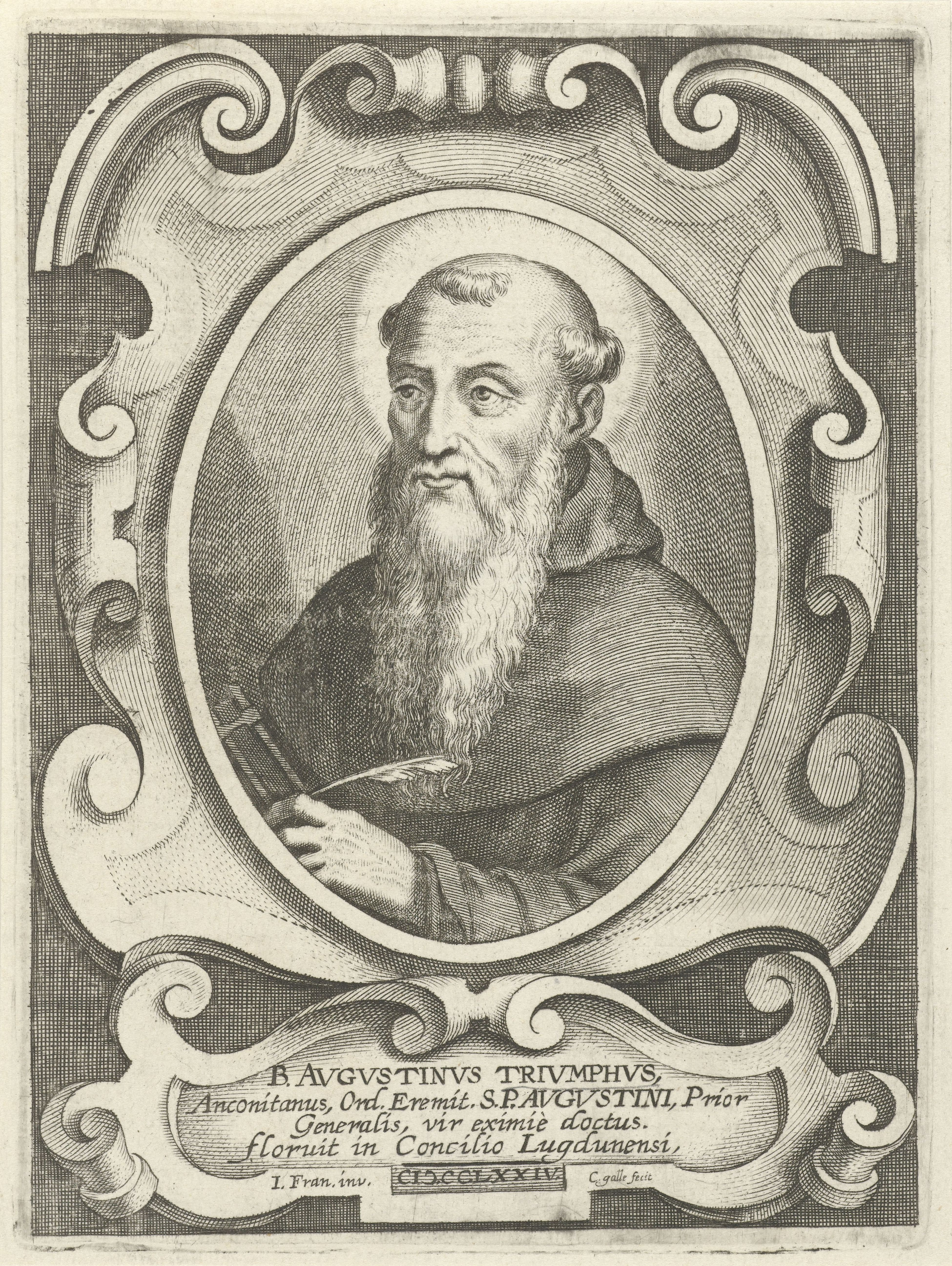
Augustin d’Ancône (Agostinus Triumphus), successeur de saint Thomas d’Aquin au concile de Lyon.
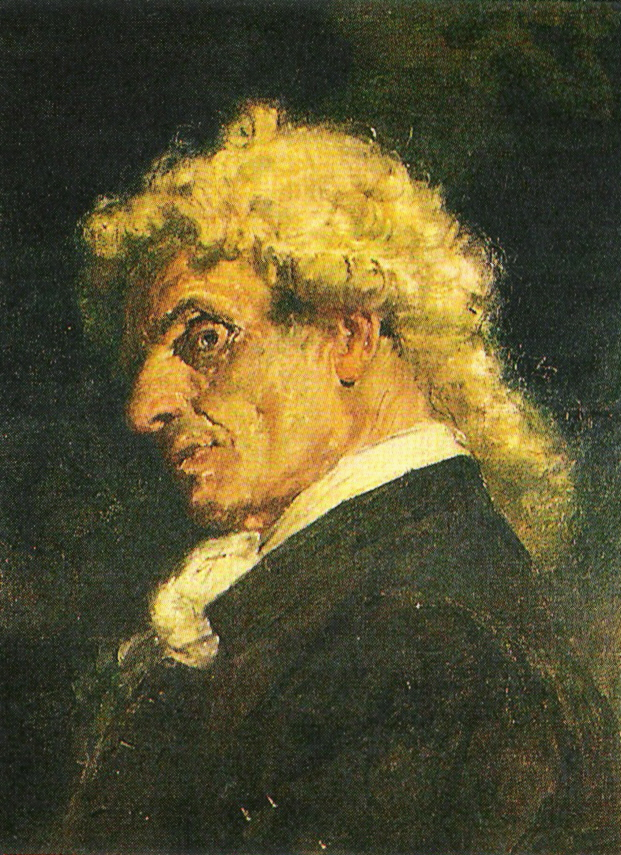
Giuseppe Tartini, compositeur et violoniste virtuose, découvre à Ancône, en 1714, le phénomène dit du son résultant ou troisième son.
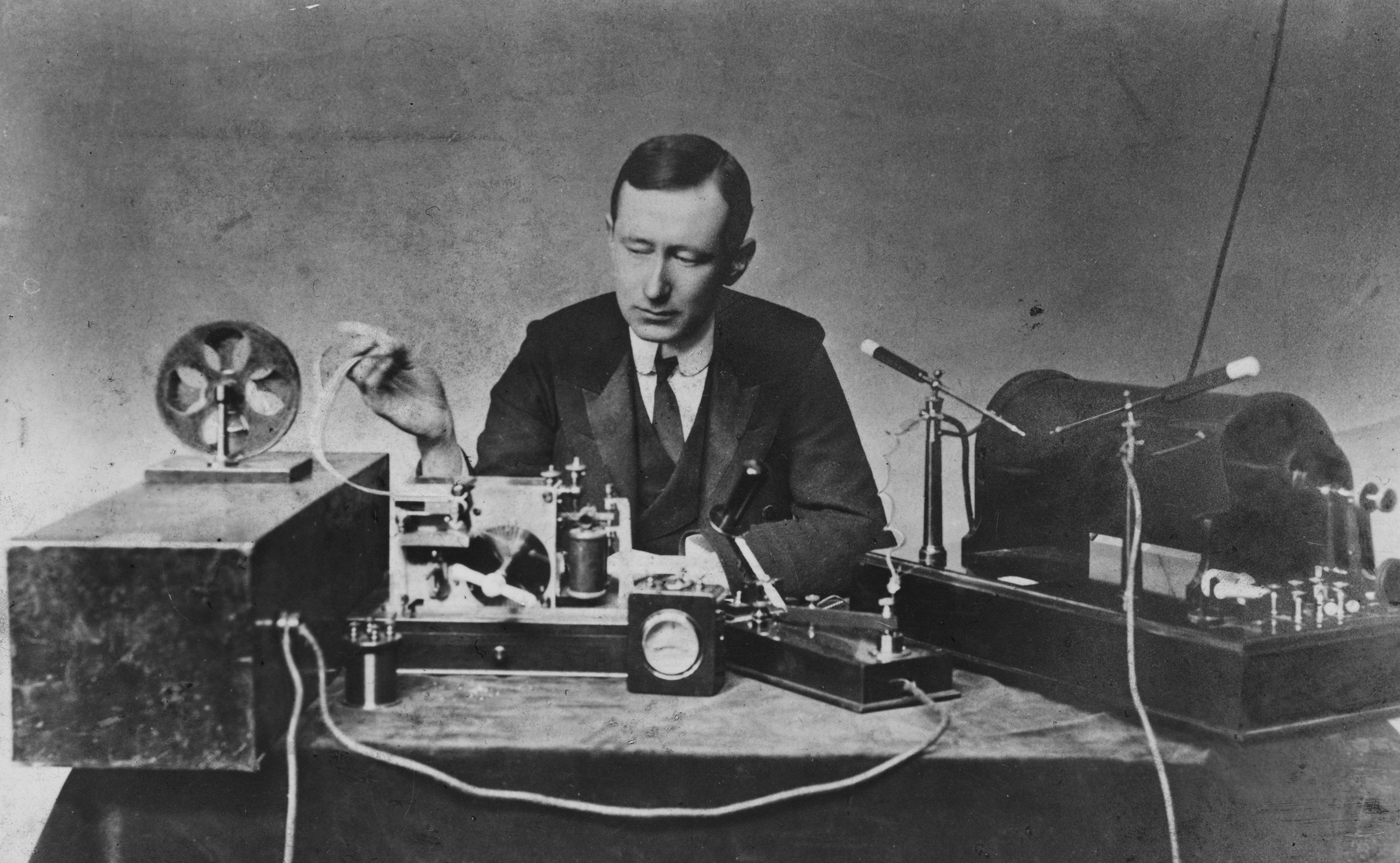
Guglielmo Marconi, inventeur de la radio et de la télégraphie sans fil, prix Nobel en 1909 réalise certaines de ses expériences sur les hauteurs de la ville.
  - Le 210e pape, Pie II, mort à Ancône, et dont le pontificat est marqué par les croisades contre les Turcs.
  - Cyriaque de Jérusalem par Palma le Jeune (église des Jésuites de Venise)
  - Beato Gabrielle Ferretti peint par Carlo Crivelli, 1489, National Gallery de Londres
  - Le maître du maniérisme romain Federico Zuccaro, ici peint par Fede Galizia. Originaire des Marches et mort à Ancône.
  - Augustin d’Ancône (Agostinus Triumphus), successeur de saint Thomas d’Aquin au concile de Lyon.
  - Giuseppe Tartini, compositeur et violoniste virtuose, découvre à Ancône, en 1714, le phénomène dit du son résultant ou troisième son.
  - Guglielmo Marconi, inventeur de la radio et de la télégraphie sans fil, prix Nobel en 1909 réalise certaines de ses expériences sur les hauteurs de la ville.

## Galerie

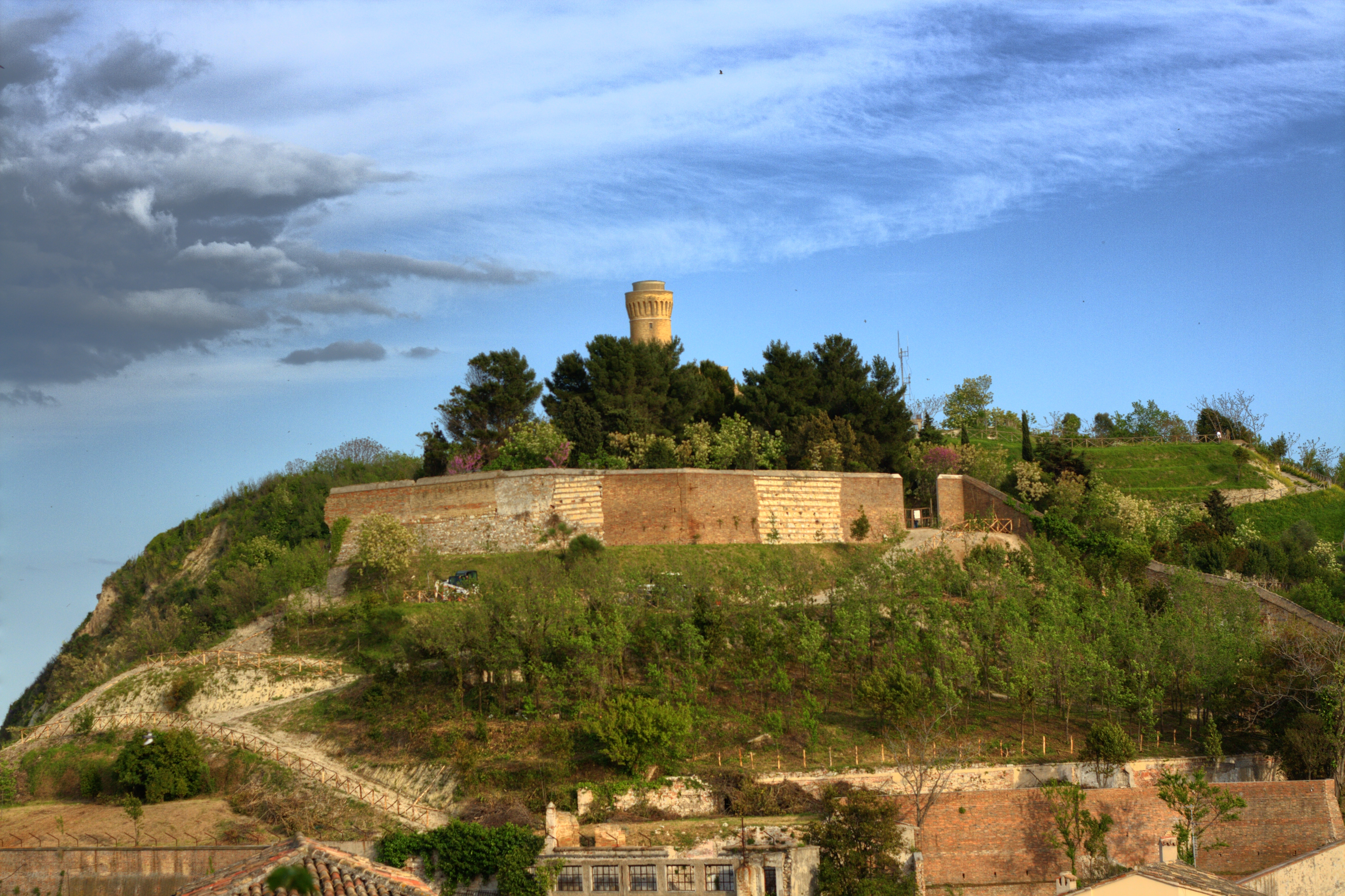
Le vieux phare du parc Cardeto où se trouve le col des Capucins, lieu des expérimentations de Marconi sur les ondes radio.
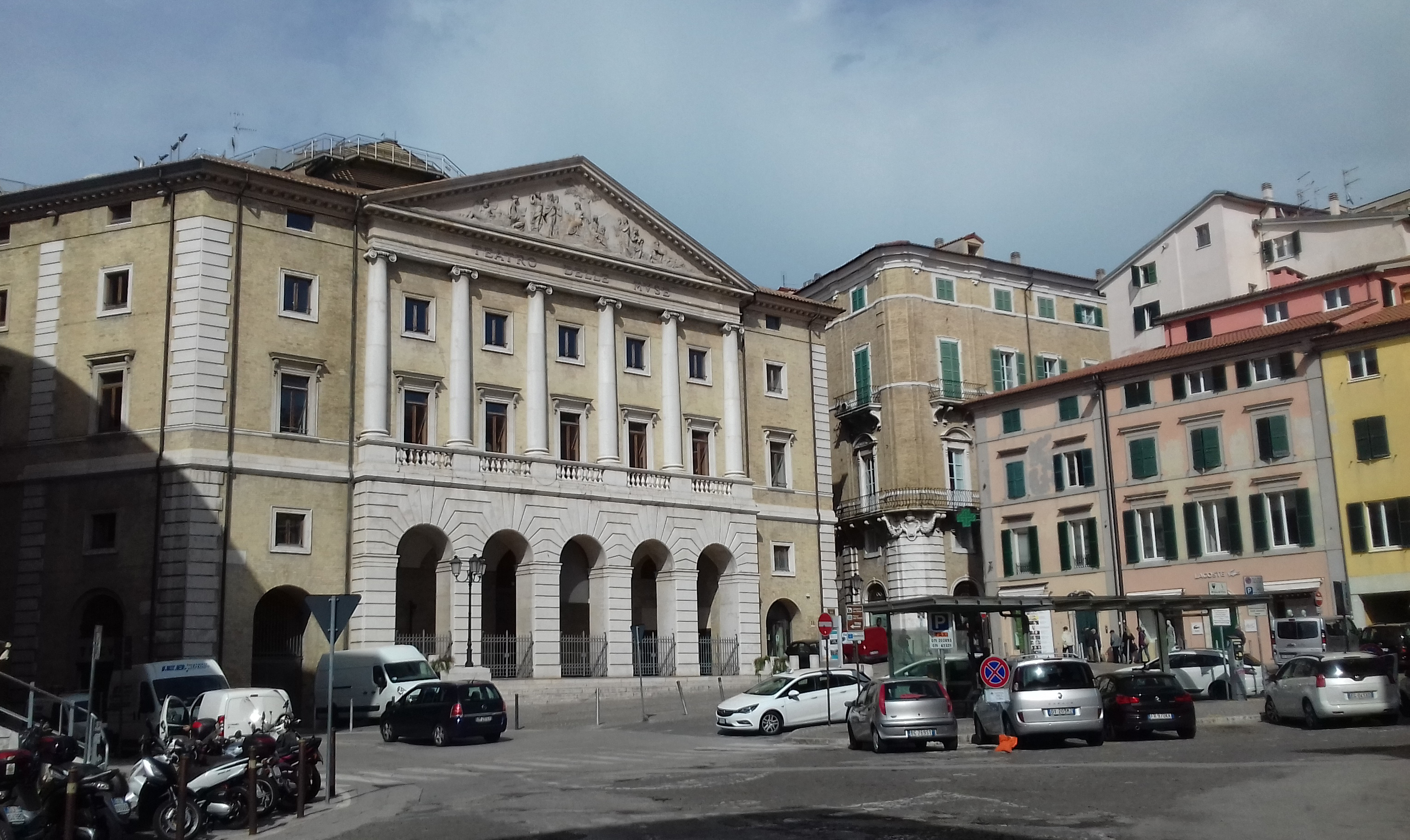
Place du Théâtre des Muses.
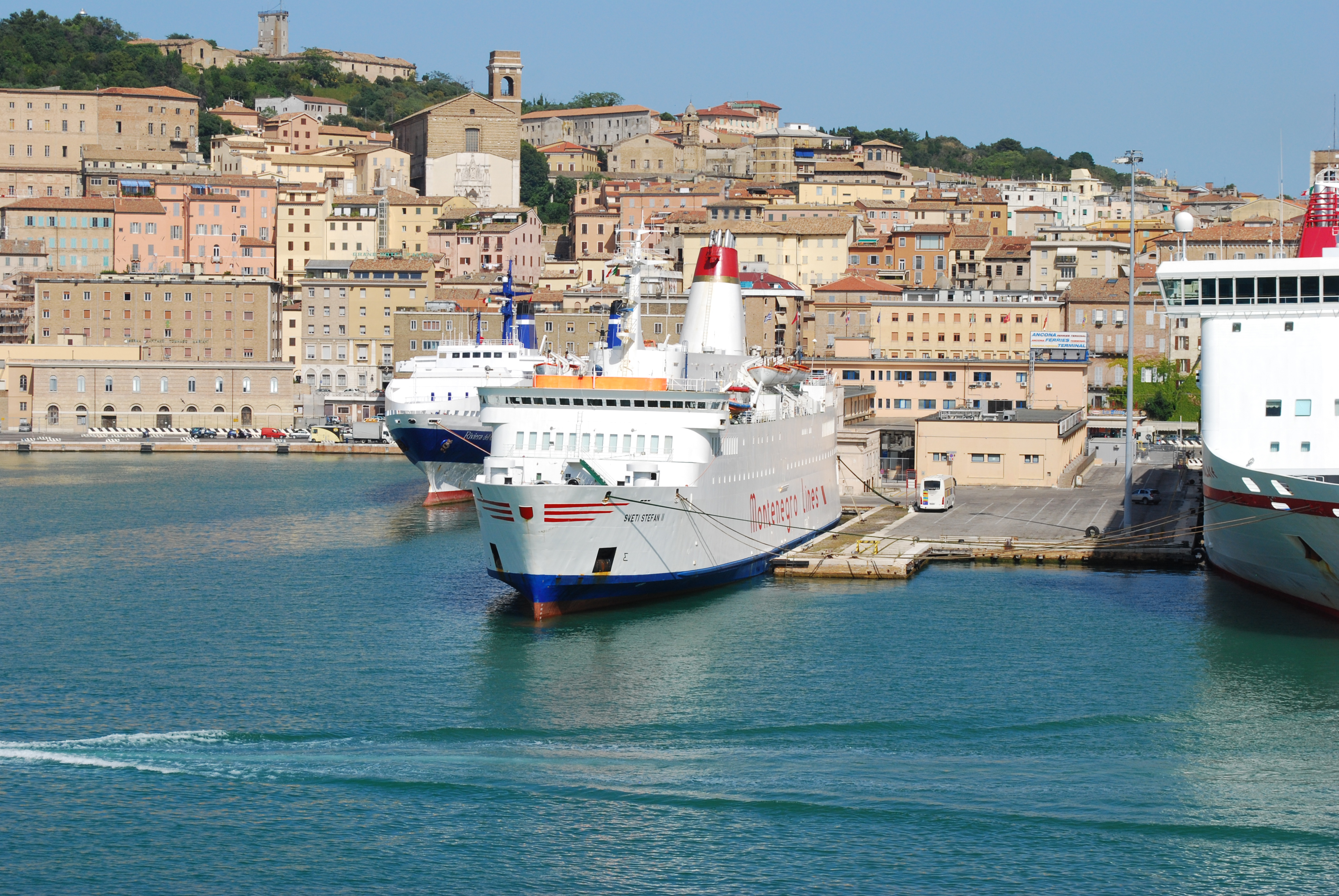
Port d’Ancône en juillet 2009.
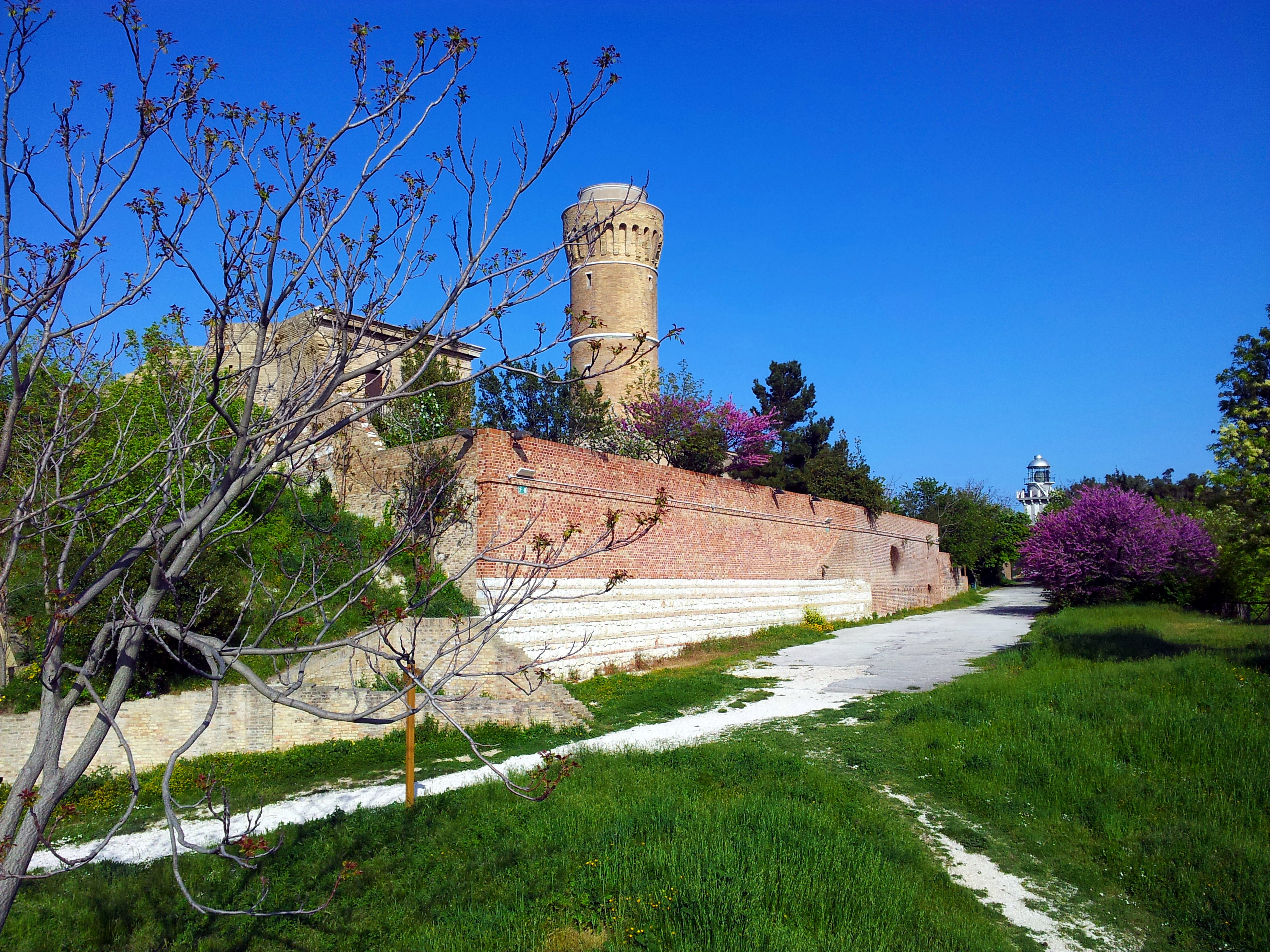
Vieux et nouveau phare d'Ancône.
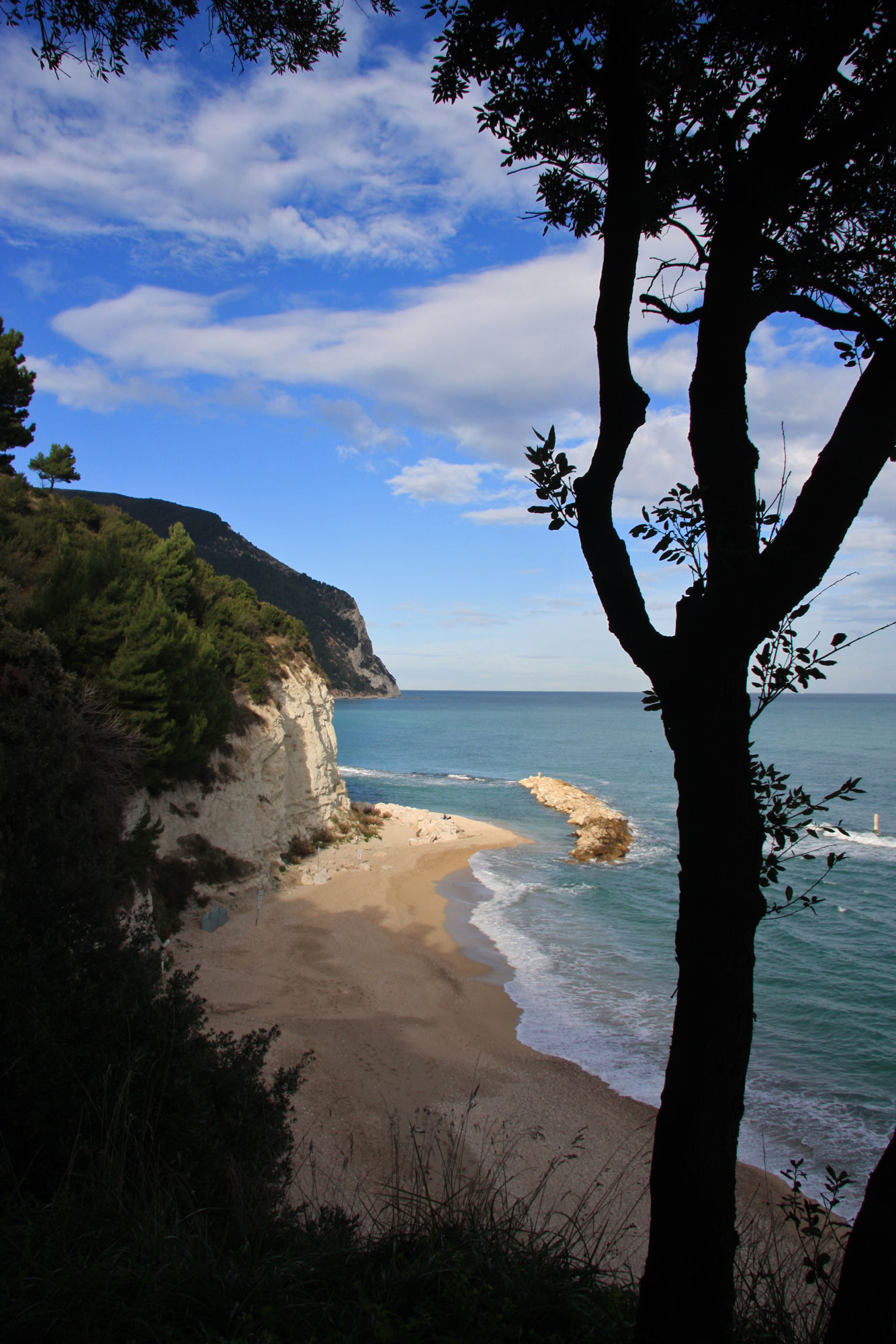
Le Mont Conero.
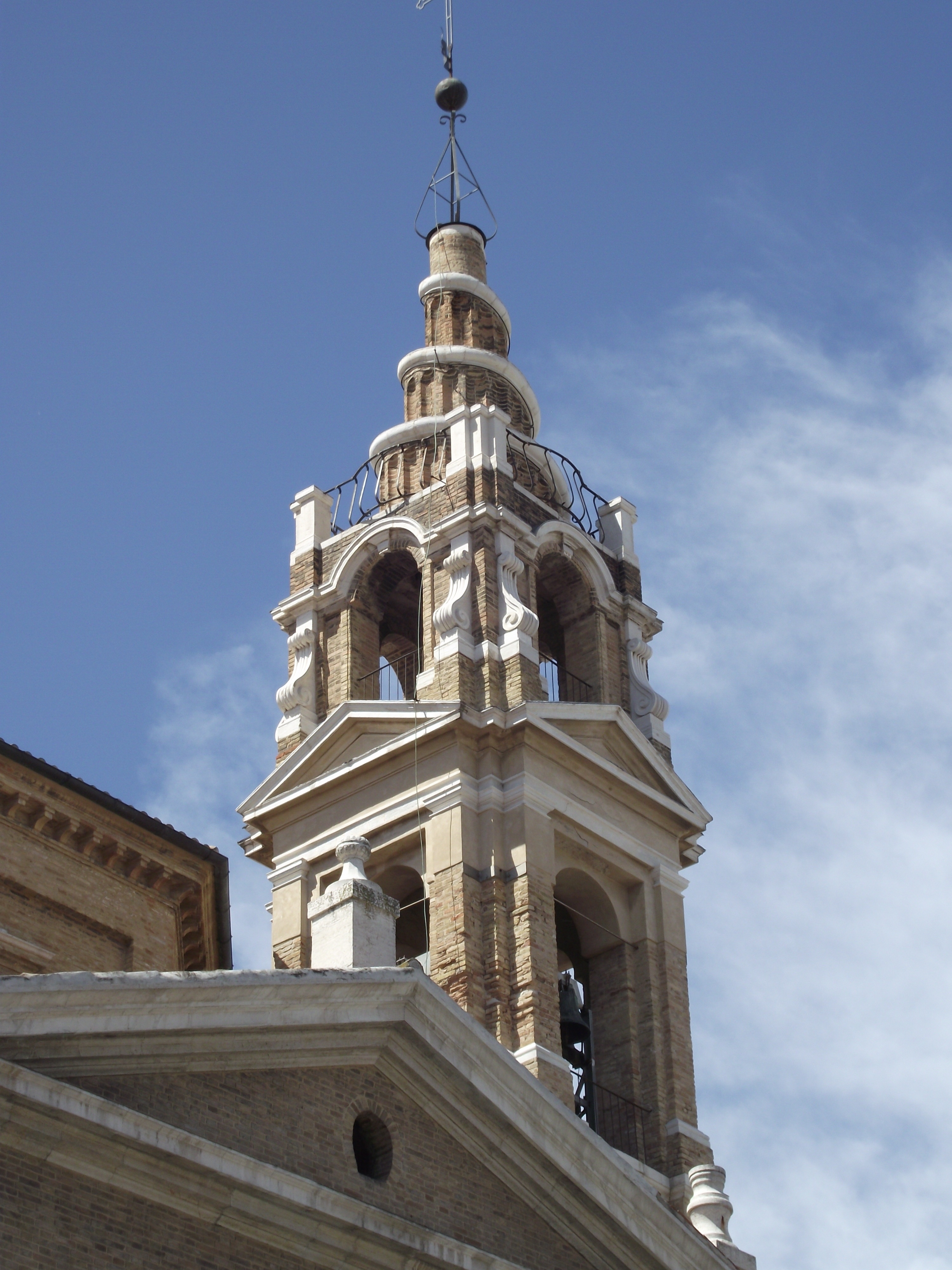
Campanile en spirale de l'église du Saint Sacrement.
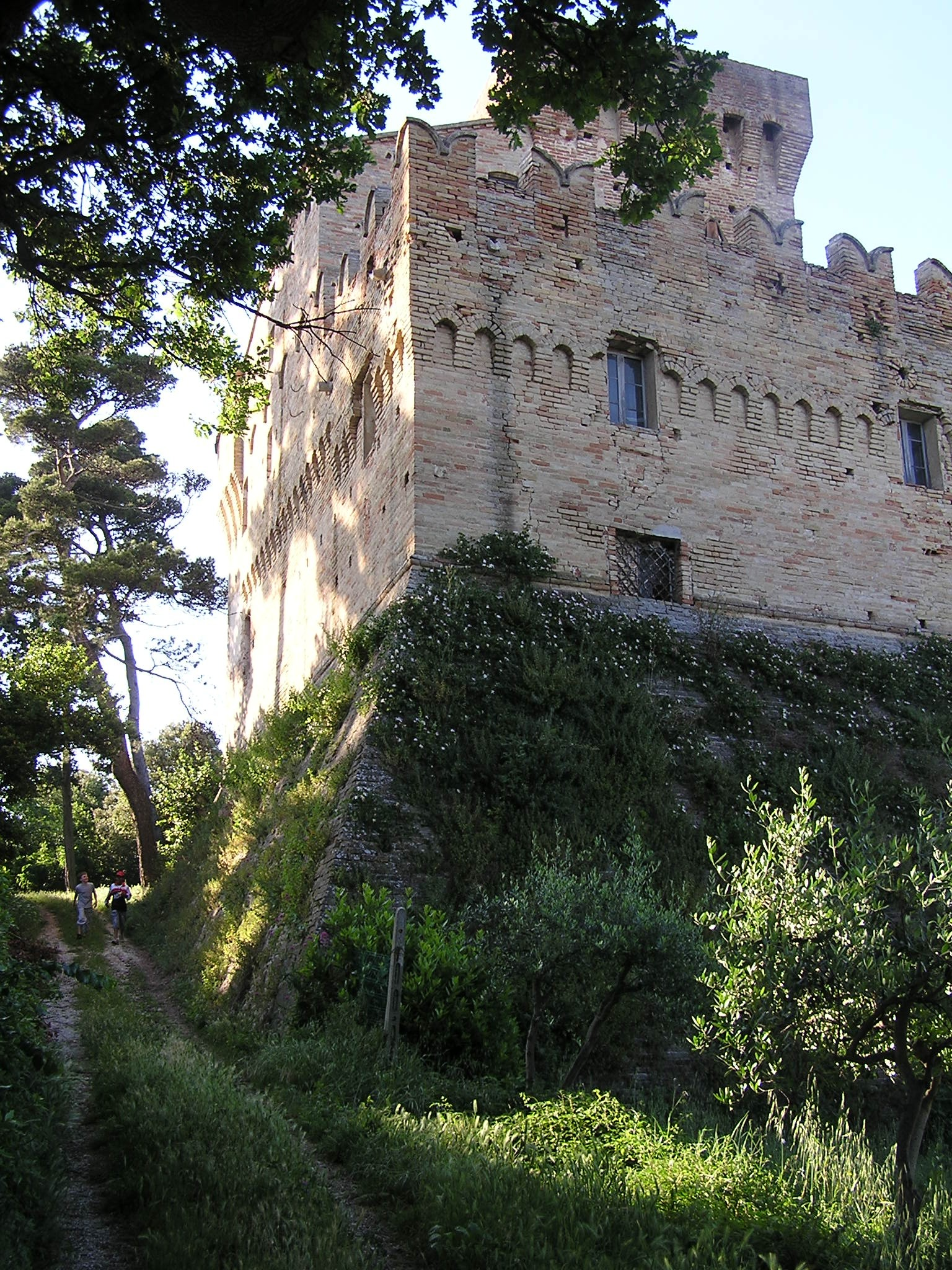
Forteresse de Bolignano.
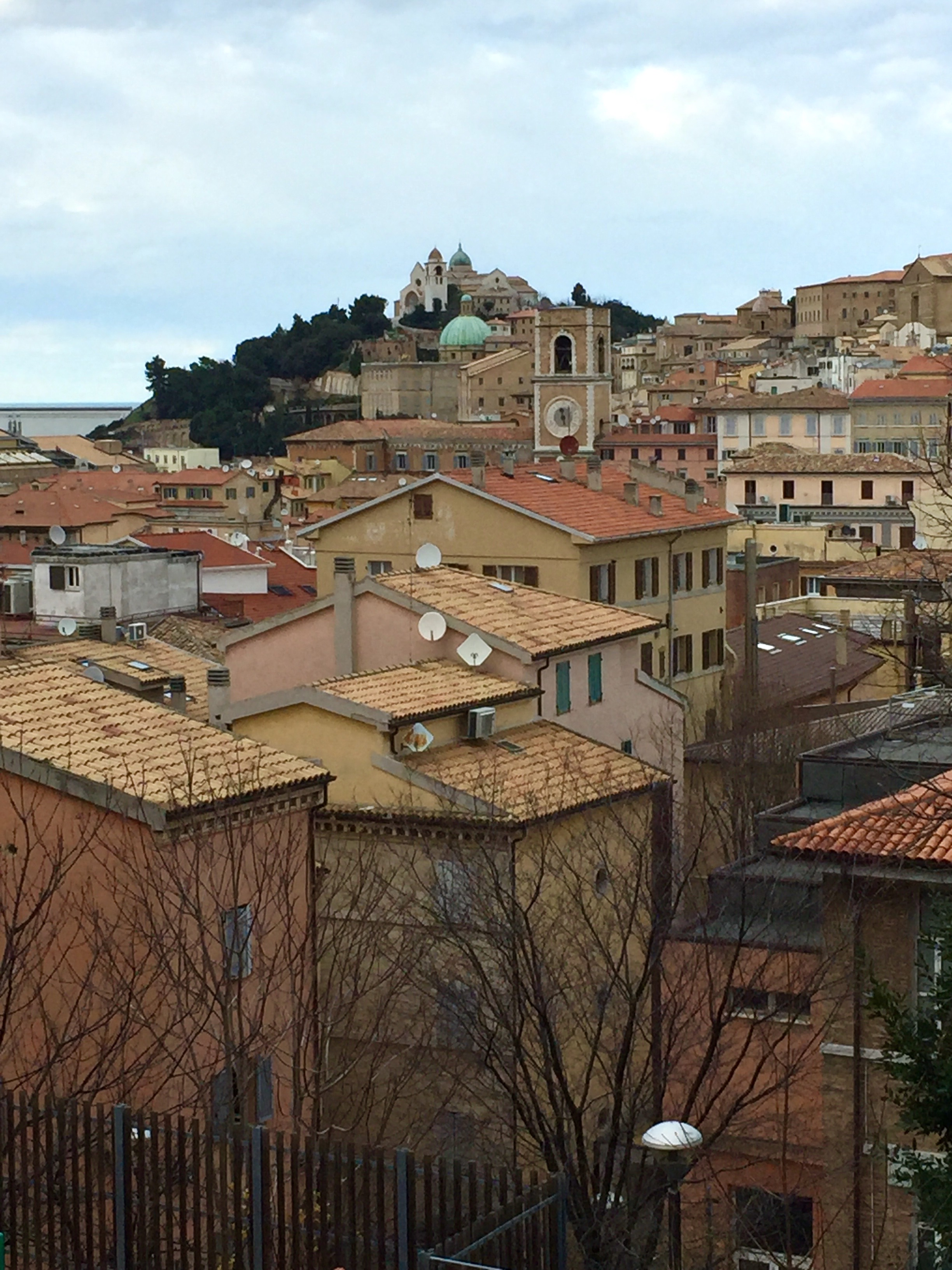
Vue de San Ciriaco depuis le centre historique.

## Jumelages
- Split (Croatie)
- Castlebar (Irlande)
- Svolvær (Norvège)
- Galați (Roumanie)
- Ribnica (Slovénie)
- Izmir (Turquie)

## Infrastructures et transports

Modes de transport et plans
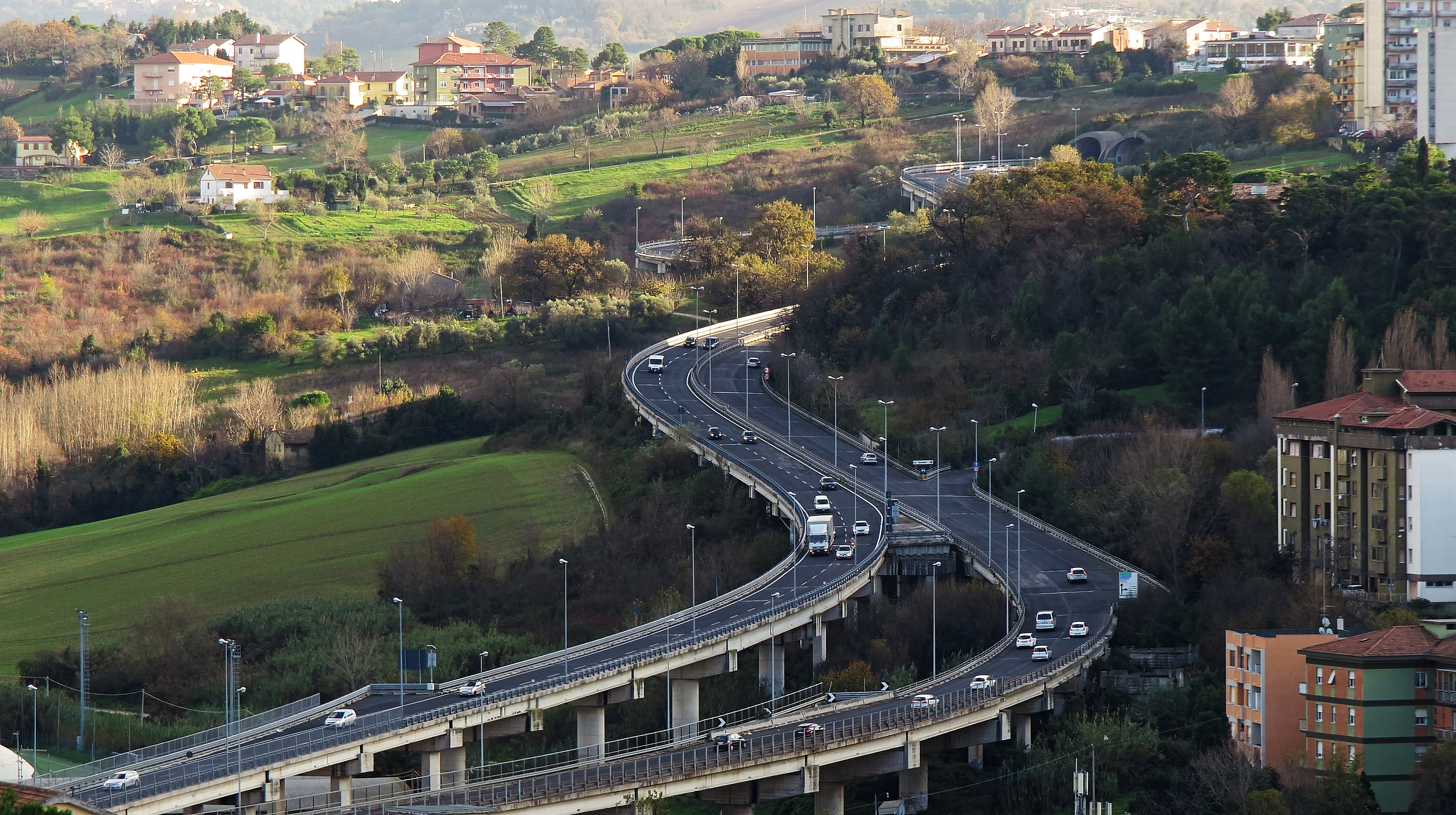
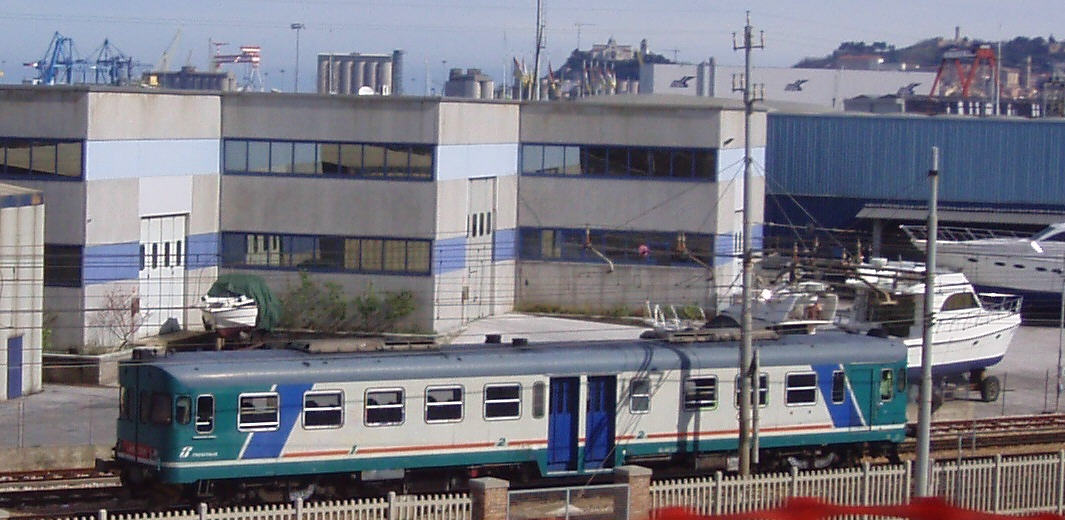
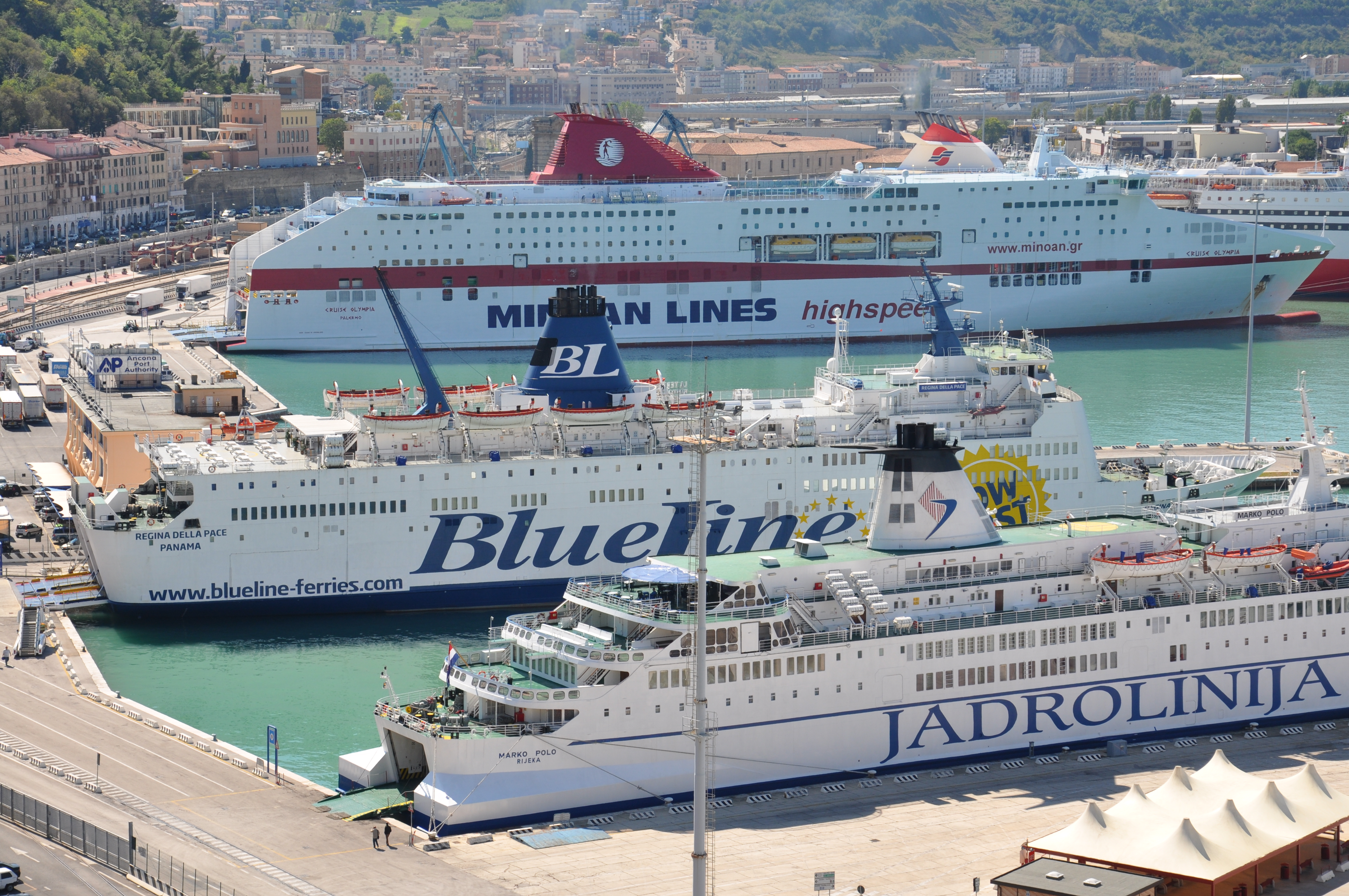
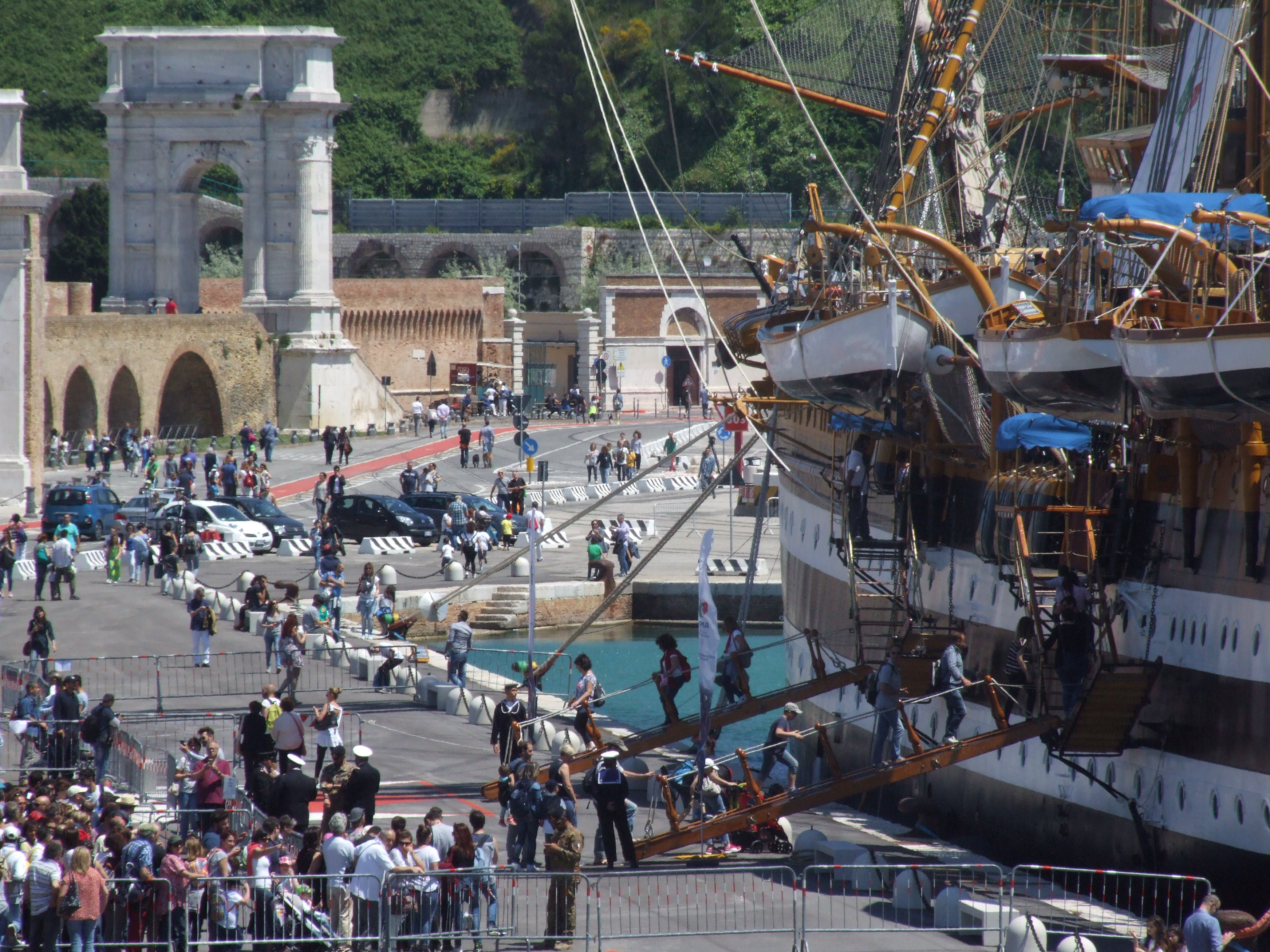
Port d'Ancône
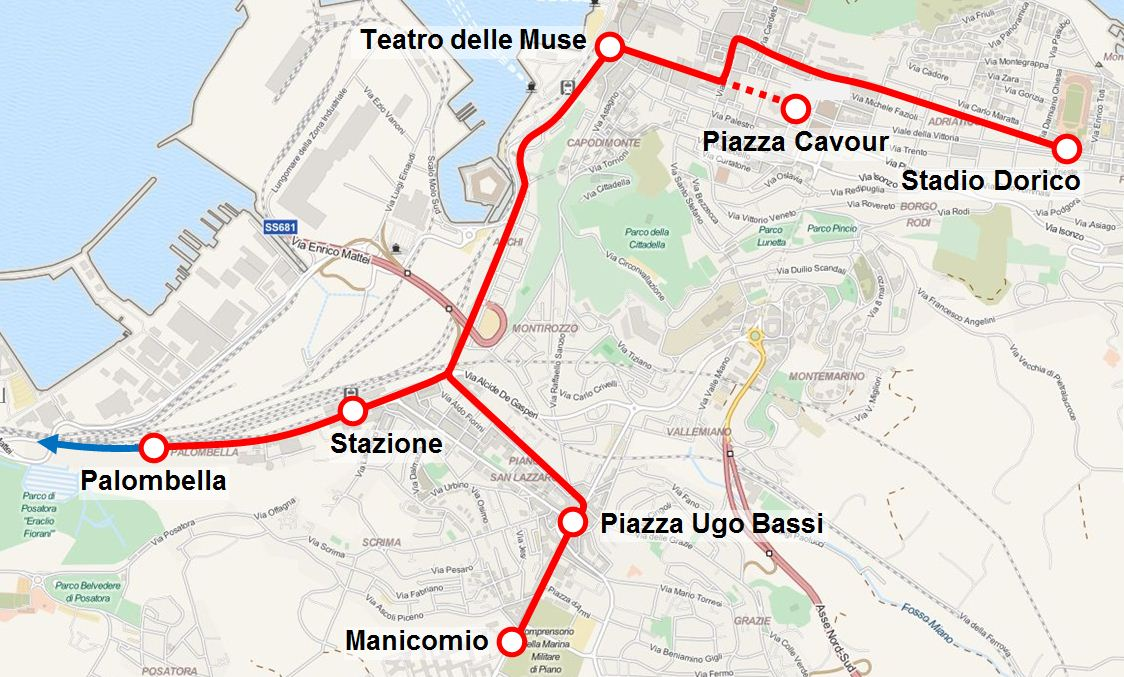
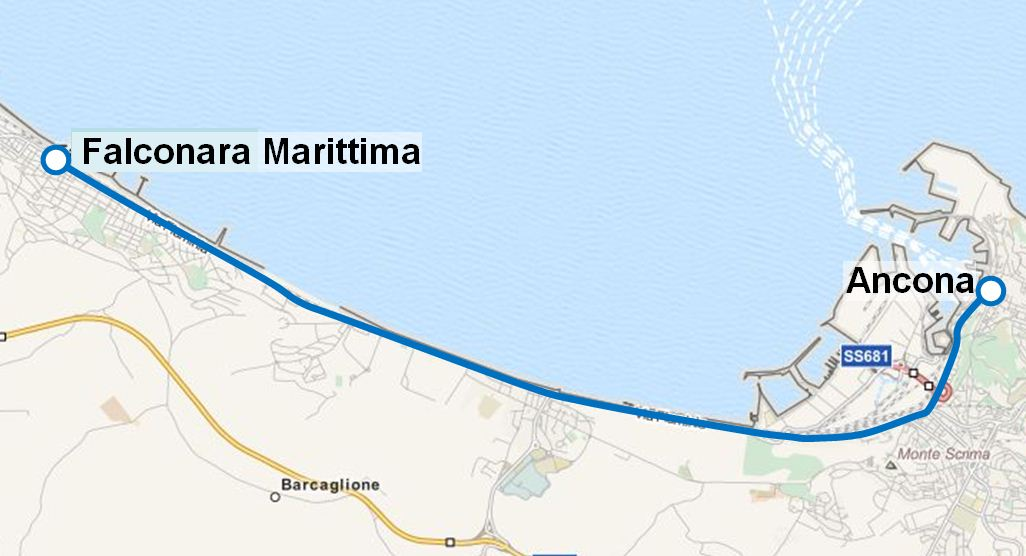

## Transports aériens
L'aéroport d'Ancône-Falconara (code AITA : AOI), situé à Falconara Marittima, propose des vols réguliers pour Rome, Milan et d'autres villes d'Europe comme Londres ou Barcelone.

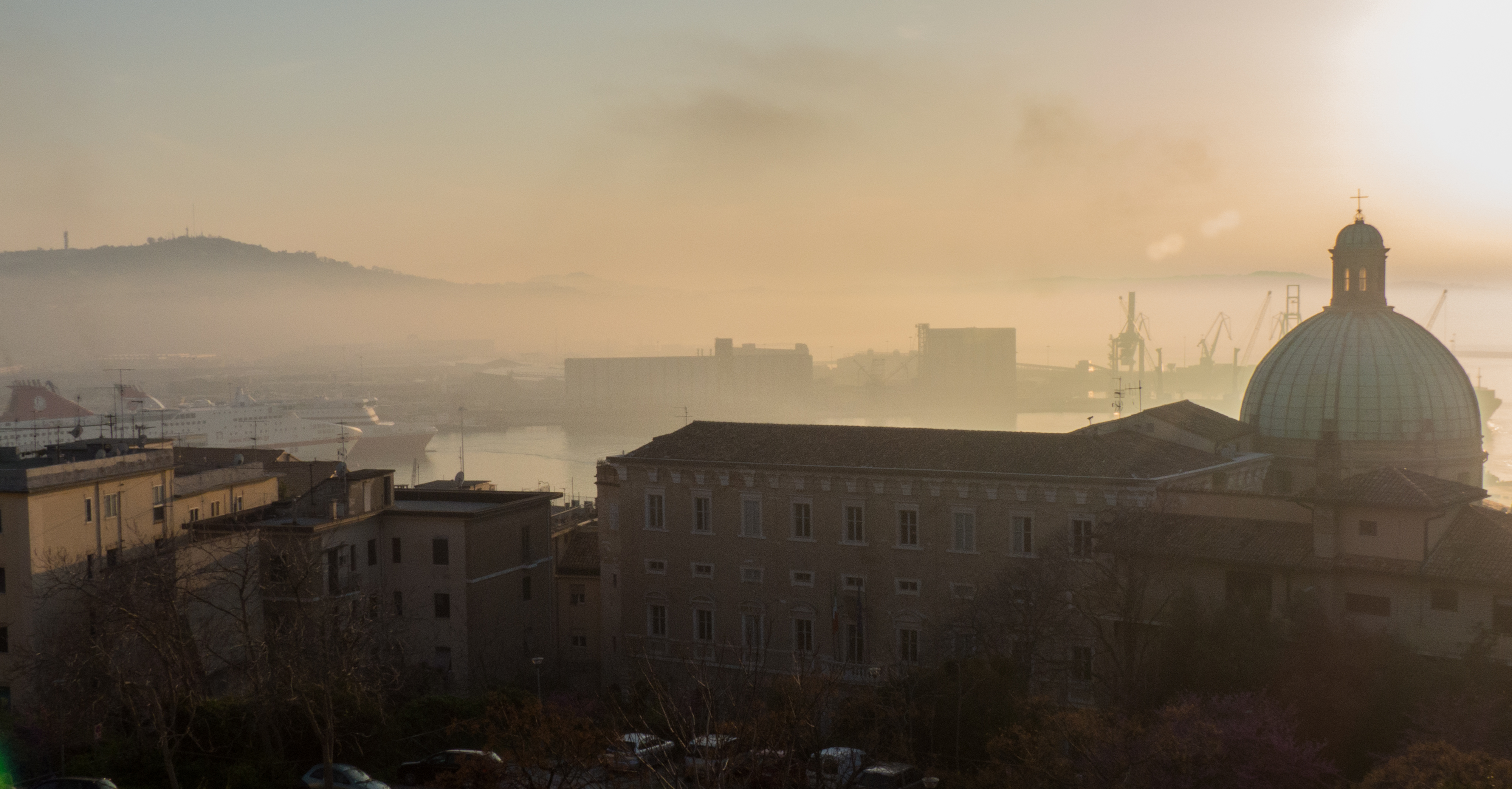
Vue d’Ancône.

## Administration
| Période                                  | Période  | Identité                   | Étiquette   | Qualité                                             |
| ---------------------------------------- | -------- | -------------------------- | ----------- | --------------------------------------------------- |
| 1945                                     | 1946     | Luigi Ruggeri              | PCI         |                                                     |
| 1946                                     | 1948     | Giuseppe Mario Marsigliani | PRI         |                                                     |
| 1948                                     | 1948     | Luciano Di Castri          |             |                                                     |
| 1948                                     | 1949     | Giuseppe Mario Marsigliani | PRI         |                                                     |
| 1949                                     | 1950     | Francesco Angelini         | PRI         |                                                     |
| 1950                                     | 1951     | Enrico Barchiesi           | PRI         |                                                     |
| 1951                                     | 1964     | Francesco Angelini         | PRI         | Pharmacien                                          |
| 1964                                     | 1964     | Alfredo Trifogli           | DC          | Directeur d'école secondaire                        |
| 1964                                     | 1964     | Artemio Strazzi            | PSI         |                                                     |
| 1964                                     | 1965     | Renato Abbadessa           |             |                                                     |
| 1965                                     | 1967     | Claudio Salmoni            | PRI         |                                                     |
| 1967                                     | 1967     | Francesco D'Alessio        |             | Juriste                                             |
| 1967                                     | 1969     | Renato Abbadessa           |             |                                                     |
| 1969                                     | 1976     | Alfredo Trifogli           | DC          | Directeur d'école secondaire                        |
| 1976                                     | 1988     | Guido Monina               | PRI         |                                                     |
| 1988                                     | 1992     | Franco Del Mastro          | PSI         |                                                     |
| 1993                                     | 2001     | Renato Galeazzi            | PDS puis DS | Médecin                                             |
| 2001                                     | 2009     | Fabio Sturani              | DS puis PD  |                                                     |
| 2009                                     | 2009     | Carlo Iappelli             |             |                                                     |
| 2009                                     | 2013     | Fiorello Gramillano        | PD          | Directeur du lycée scientifique « Galileo Galilei » |
| 2013                                     | 2013     | Antonio Corona             |             |                                                     |
| 2013                                     | 2023     | Valeria Mancinelli         | PD          | Avocate                                             |
| 2023                                     | En cours | Daniele Silvetti           | FI          | Avocat                                              |
| Les données manquantes sont à compléter. |          |                            |             |                                                     |

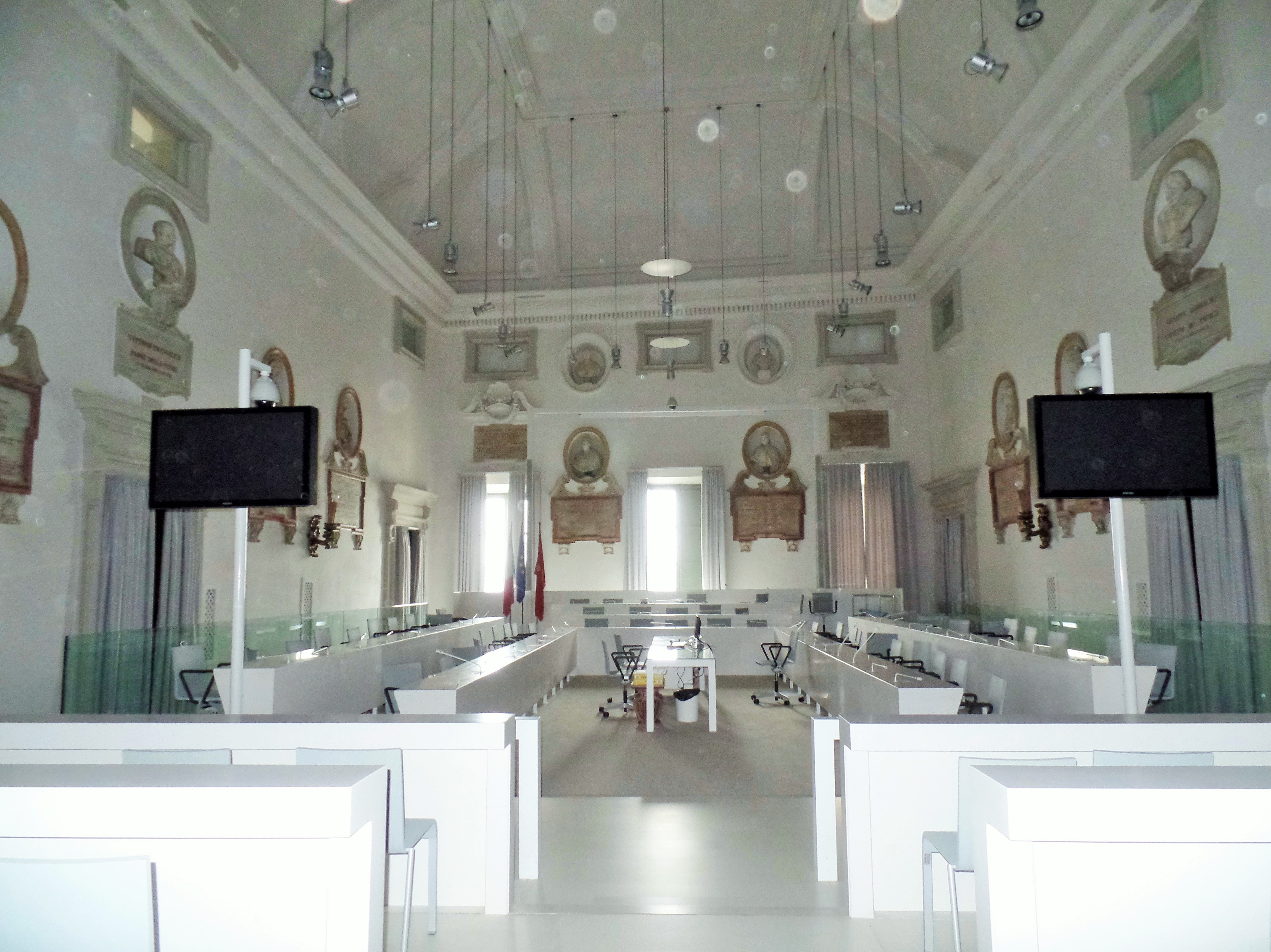
Conseil communal dans le Palais des Anciens.
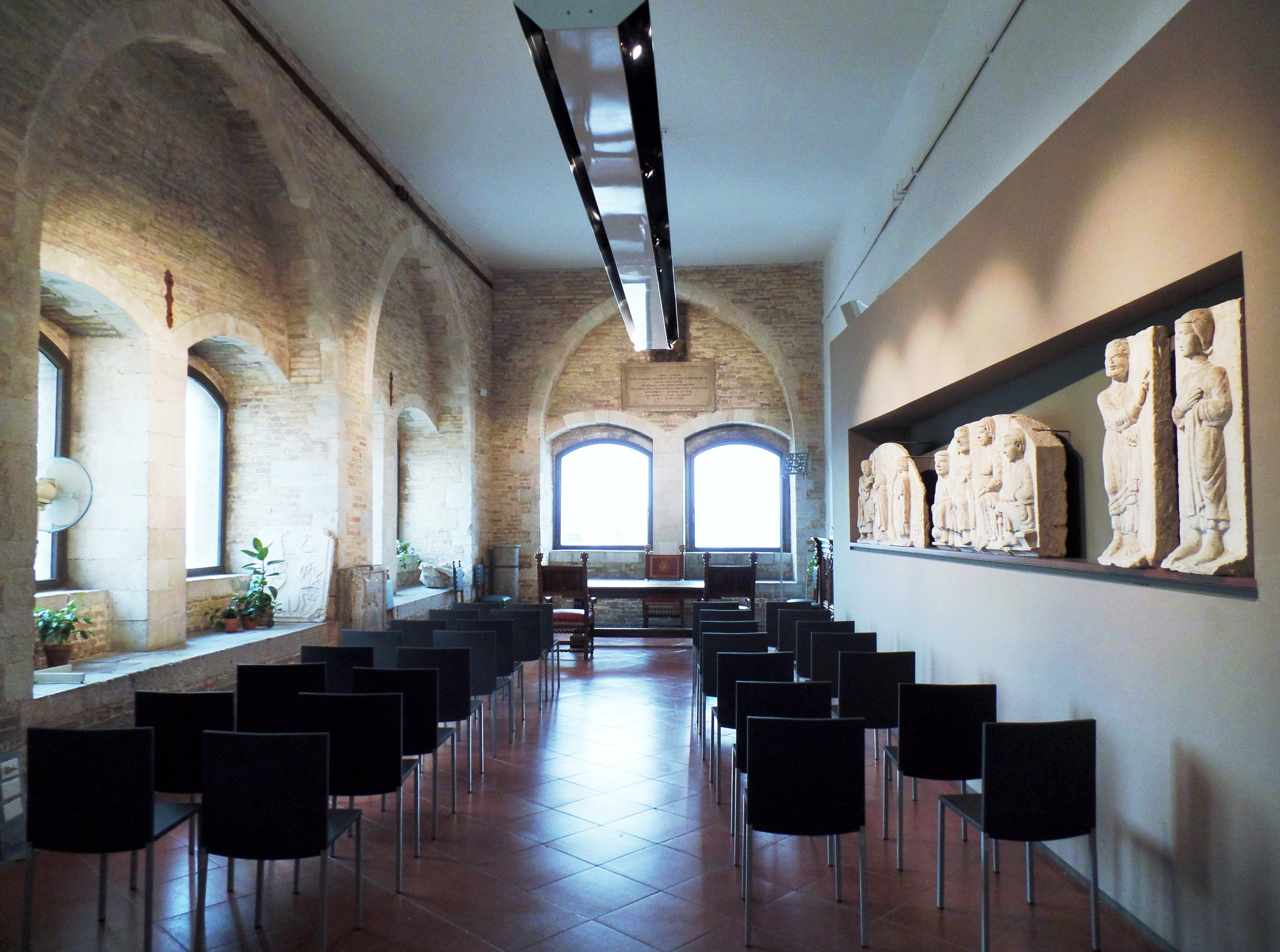
Salle des Cérémonies civiles.
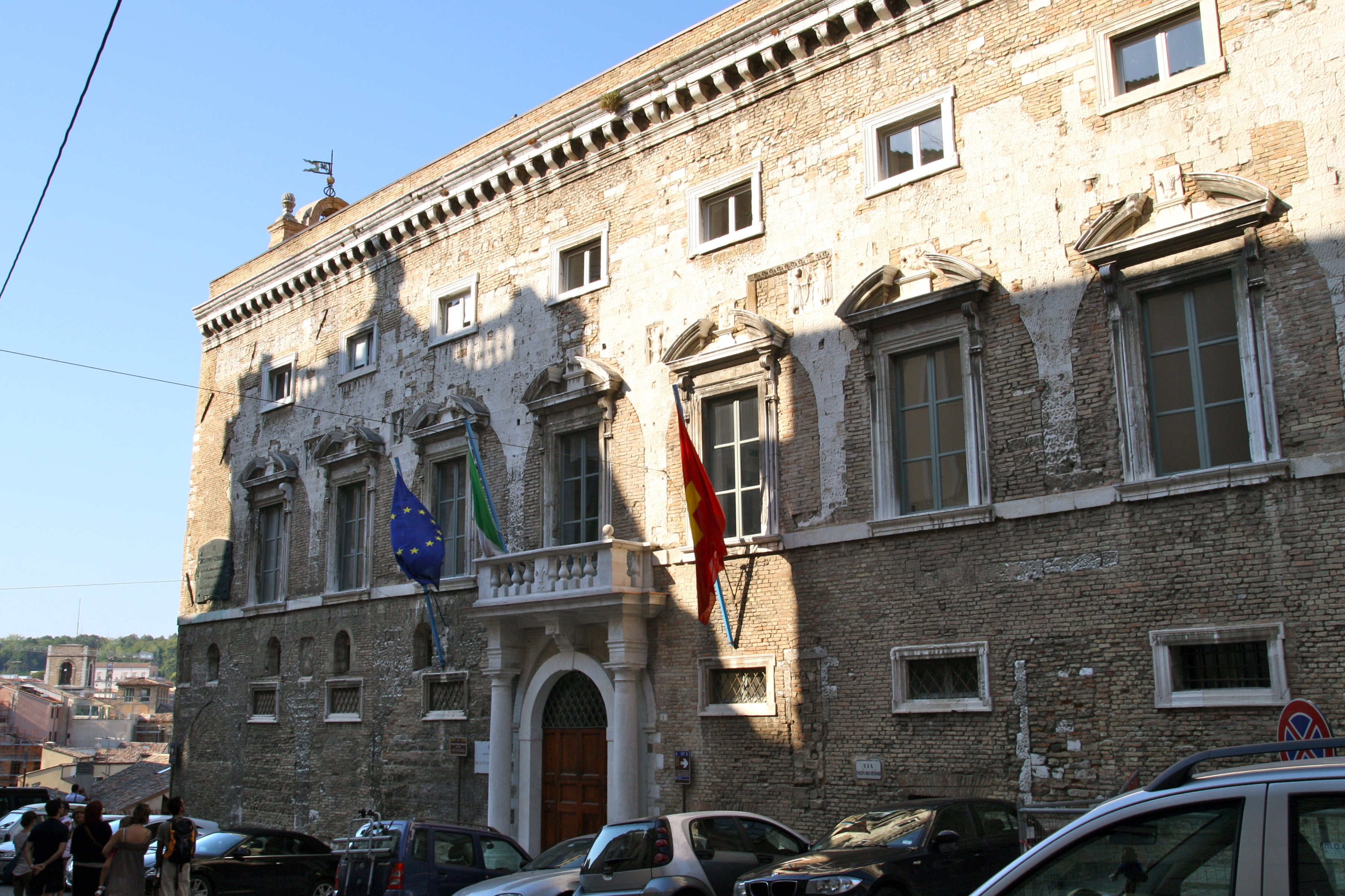
Entrée du Palais des Anciens.

### Communes limitrophes
Agugliano, Camerano, Camerata Picena, Falconara Marittima, Offagna, Osimo, Polverigi, Sirolo.

### Évolution démographique
Habitants recensés